# نادي برشلونة
نادي بَرْشَلُونة لِكُرَةِ القَدَم (بالكتالونية: Futbol Club Barcelona)، وغالبًا ما يعرف اختصارًا باسم بَرْشَلُونة (بالكتالونية: Barcelona) أو كما يسميه مشجعوه بَرْسة (بالكتالونية: Barça)، هو نادٍ رياضي إسباني محترف، من مدينة برشلونة، يلعب في الدوري الإسباني، وهو أحد ثلاثة أندية لم تهبط إلى الدرجة الثانية، بجانب كل من أثلتيك بلباو وغريمه التقليدي ريال مدريد.
تأسس نادي برشلونة لكرة القدم في نوفمبر من عام 1899 على يد مجموعة من اللاعبين من أربع جنسيات سويسرية وإنجليزية وألمانية وإسبانية بقيادة الإسباني ذو الأصول السويسرية خوان غامبر، وقد أصبح النادي رمزًا للثقافة الكتالونية والقومية القطلونية، ولهذا شعاره "Més que un club" (بالعربية: أكثر من مجرد ناد). النشيد الرسمي لبرشلونة هو «لا أحد قادر على قهرنا» الذي كتب كلماته جاومي بيكاس وجوسيب ماريا اسبيناس ولحنه مانويل فالس. على عكس العديد من أندية كرة القدم الأخرى، فإن الأنصار يمتلكون ويديرون برشلونة. وهو من أغنى أندية كرة القدم من حيث الإيرادات، إذ بلغت مجموع إيراداته لموسم 2014–15 مبلغ 560.8 مليون يورو. يحمل النادي منافسة طويلة الأمد مع ريال مدريد، وتسمى مبارياتهم بالمباريات التقليدية، أو «الكلاسيكو».
برشلونة أحد أكثر الأندية نجاحًا في تاريخ كرة القدم الإسبانية من حيث عدد البطولات المحلية، فقد فاز بثمانية وعشرين لقب دوري، وبرقم قياسي في كأس إسبانيا بواحدٍ وثلاثين لقبًا، و15 لقبًا في كأس السوبر الإسباني واثنين في كأس الدوري. وهو أيضا من أنجح الأندية في تاريخ كرة القدم الأوروبية على صعيد البطولات الأوروبية إذ حقق 17 لقبًا قاريًا أوروبيا بفوزه ببطولة دوري أبطال أوروبا خمس مرات، و4 مرات بكأس الكؤوس الأوروبية، و5 مرات بكأس السوبر الأوروبي، إضافة لحصوله على بطولة كأس العالم للأندية ثلاث مرات. وهو النادي الأوروبي الوحيد الذي لعب كرة القدم القارية في كل موسم منذ عام 1955. في عام 2009، أصبح برشلونة أول نادٍ في إسبانيا يفوز بثلاثية الدوري، كأس ملك إسبانيا، ودوري الأبطال، وفي نفس العام، بات أيضا أول نادي كرة قدم يفوز بستة من أصل ست بطولات في عام واحد، ليكتمل الإنجاز بالسداسية، التي تشمل الثلاثية المذكورة بالإضافة إلى كأس السوبر الإسباني وكأس السوبر الأوروبي وكأس العالم للأندية. وهو أول نادٍ في إسبانيا يحقق ثلاثية الدوري والكأس ودوري أبطال أوروبا في نفس العام مرتين في 2009 و2015.
يبلغ عدد أعضاء النادي 180 ألف عضو، ويحظى النادي بقاعدة جماهيرية كبيرة في شتى أنحاء العالم وتعد صفحات النادي الرسمية على مواقع التواصل الاجتماعي الأعلى من حيث المتابعة والإعجاب مقارنة بباقي الأندية العالمية الأخرى. يمارس النادي عدة أنشطة رياضية أخرى غير كرة القدم مثل كرة السلة وكرة اليد وهوكي الجليد وكرة الطائرة وغيرها وإنجازات النادي في تلك الرياضات لا تقل تميزًا عن إنجازات فريق كرة القدم.

## التاريخ

### نشأة برشلونة (1899–1922)

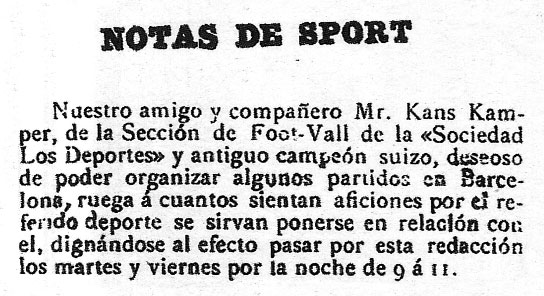
إعلان خوان غامبر في صحيفة من أجل إنشاء نادي برشلونة. (ملاحظة رياضية: صديقنا ورفيقنا هانس غامبر... بطل كرة قدم سويسري سابق، من الذين حرصوا على تنظيم بعض المباريات في المدينة، يطلب من أي شخص متحمس ومهتم بهذه الرياضة أن يتقدم إلى مكتب هذه الصحيفة أي يوم ثلاثاء أو مساء يوم الجمعة بين الساعة 9 و11 مساء.)

في 22 أكتوبر من عام 1899، وضع السويسري خوان غامبر إعلانا في لوس ديبورتس معلنا رغبته في تكوين نادي كرة قدم؛ فاستجاب عدد من اللاعبين القدامى لإعلانه، وعقدوا اجتماعًا في جيمناسيو سولي في 29 نوفمبر من نفس العام، بحضور أحد عشر لاعبا من جنسيات متعددة منحت النادي هوية متعددة الثقافات هم: الإنجليز جون بارسونز وويليام بارسونز، السويسريّان والتر وايلد (أول رئيس للنادي) وأوتو كونزل، الألماني أوتو ماير، والإسباني لويس دوسو، بارتيمو تيراداس، إنريك دوكال، بير كابوت، كارليس بجول وجوزيب لوبيت، الذين وضعوا حجر الأساس للنادي، وهكذا ولد نادي برشلونة لكرة القدم.

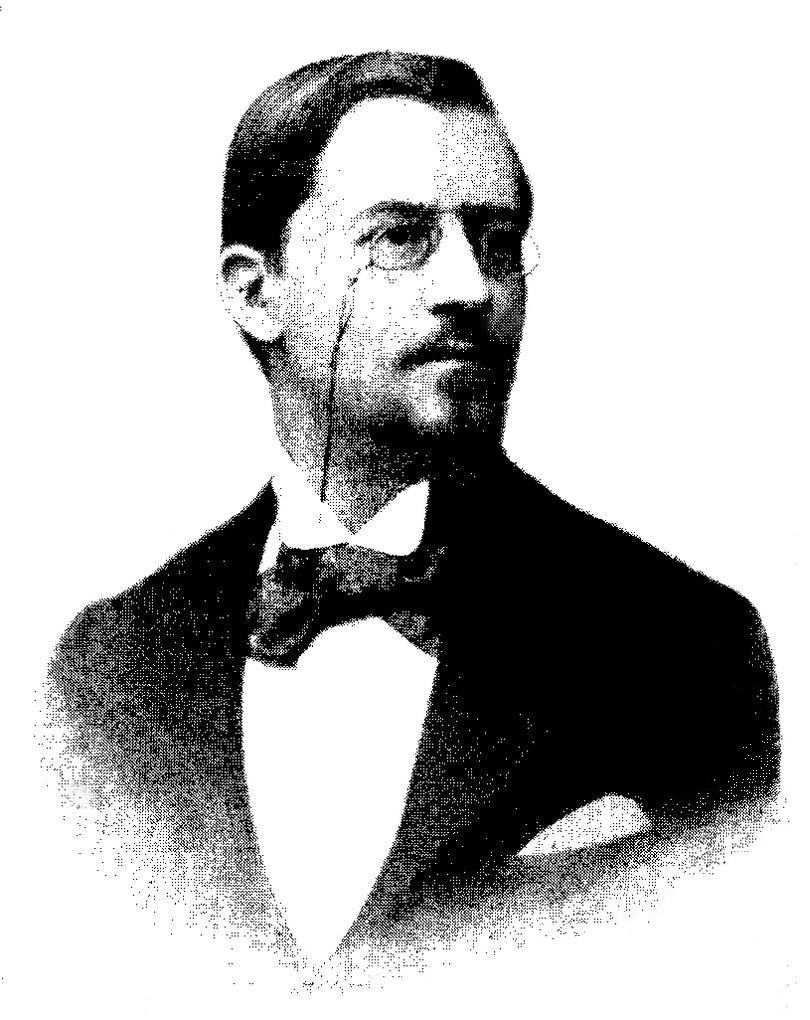
السويسري والتر وايلد أول رئيس لنادي برشلونة.

اختير السويسري والتر وايلد لرئاسة النادي كأول رئيس، كانت بداية برشلونة ناجحة في الكؤوس المحلية والوطنية، إذ شارك في بطولة كتالونيا وكأس ملك إسبانيا. في عام 1902، فاز النادي بأول ألقابه، وهو كأس ماكايا، وشارك في أولى دورات كأس ملك إسبانيا، وخسر بنتيجة 1–2 أمام نادي بزكايا في المباراة النهائية.، في العقد الأول للنادي لعب فريق كرة القدم في ملاعب وساحات عامة؛ في الفترة 1899–1900 لعب في حديقة فندق بونانوفا وخلال عامي 1900–1901 لعب في حديقة فندق كازونوفاس وانتقل للعب بين عامي 1901–1905 إلى ساحة كاريتيرا ثم ساحة مونتانير بين عامي 1905–1909؛ وكان زي الفريق مكونا من فانيله من اللونين الكحلي والأحمر وسروال أبيض طويل، أول مباراة في تاريخ النادي كانت في 9 ديسمبر 1899 في ساحة فندق بونانوفا وكانت مباراة ودية أمام فريق من الهواة الإنجليز ضم عددا من لاعبي برشلونة وكانت عشرة لاعبين ضد عشرة خسرها برشلونة 0–1  أما أول مباراة رسمية فكانت في بطولة كأس ملك إسبانيا وشاءت الصدف أن تكون أمام ريال مدريد بتاريخ 13 مايو 1902 وفاز حينها برشلونة 3-1، تولى خوان غامبر مؤسس برشلونة رئاسة النادي لأول مرة في عام 1908، وكان النادي آنذاك واقعًا في ضائقة مالية بعد أن فشل في تحقيق أي بطولة جديدة منذ أن فاز ببطولة كتالونيا عام 1905، وكان أهم إنجاز حققه في تلك الفترة هو تأمين ملعب خاص بالنادي، الأمر الذي جعله يحقق دخلاً مستقرًا لأول مرة في تاريخه.
يوم 14 مارس 1909، انتقل الفريق إلى ملعب كامب ديل لا إندوستريا وهو ملعب كبير يتسع لستة آلاف شخص وكان أول ملعب مضاء في إسبانيا، وخلال الفترة الممتدة من عام 1910 إلى عام 1914 شارك برشلونة في بطولة كأس برانس، التي كانت تضم أفضل فرق مقاطعات لانغيدوك، ميدي، أكيتين (جنوب فرنسا)، بلاد الباسك، وكتالونيا، وكانت تلك البطولة تعتبر آنذاك أفضل المسابقات المفتوحة. خلال الفترة نفسها، غير النادي لغته الرسمية من القشتالية إلى القطلونية وأخذت شعبيته تتزايد تدريجيًا إلى أن أصبح رمزًا مهماً في الهوية الكتالونية، ويتضح ذلك جليًا من خلال الأنصار، إذ أن كثيرًا منهم، أقدموا على تشجيع النادي كونه كان ناديًا كتالونيًا يمثلهم ويمثل قوميتهم، ولم يكن تشجيعهم له بسبب طريقة اللعب المميزة على الإطلاق.

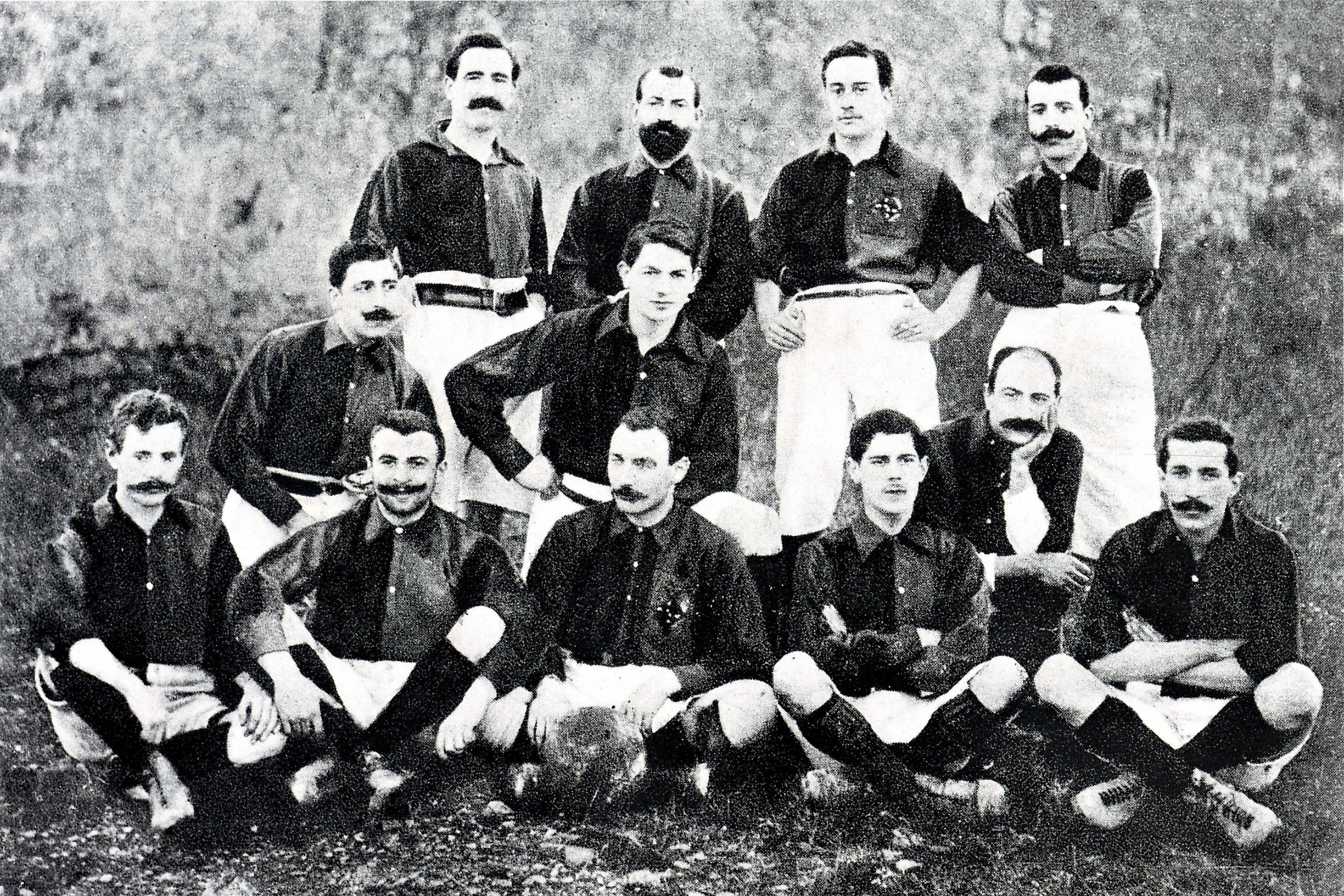
تشكيلة الفريق في عام 1903.

كان الفريق خلال فترة كامب ديل لا إندوستريا 1909–1922 في أوج عطائه وازدهاره وتمكن بفضل عدد من اللاعبين أبرزهم باولينو ألكانتارا صاحب 369 هدف بقميص النادي، الفوز بثمانية ألقاب في بطولة دوري كتالونيا، وخمسة في بطولة كأس ملك إسبانيا، وأربعة في بطولة كأس برانس، فاعتبرت تلك المرحلة بمثابة «عصر ذهبي» للنادي.
عام 1912 عُيِّن لاعب الفريق الإنجليزي بيلي لامبي أول مدرب بأجر للفريق في عهد خوان غامبر خلال فترة رئاسته الثانية، وكان من إنجازات غامبر (تولى رئاسة النادي في خمس مناسبات منفصلة بين عاميّ 1908 و1925) أيضًا زيادته عدد أعضاء النادي، الأمر الذي كان له عدّة آثار إيجابية، فقد أطلق حملة لتعيين المزيد من الأعضاء، وبحلول عام 1922 تمكن النادي من اجتذاب أكثر من 20،000 عضو، فأصبح بإمكانه شراء ملعب جديد، وسرعان ما تم ذلك، إذ اشترى ملعب ليس كورتس، الذي افتتح في العام نفسه، ونُقل المقر الرئيسي إليه، وكان ملعب ليس كورتس يتسع لاثنين وعشرين ألف متفرج، وقد وُسِّع فيما بعد حتى وصلت قدرته الاستيعابية إلى 60،000 متفرج.

### الخروج من عنق الزجاجة (1922–1957)

#### الحرب الأهلية

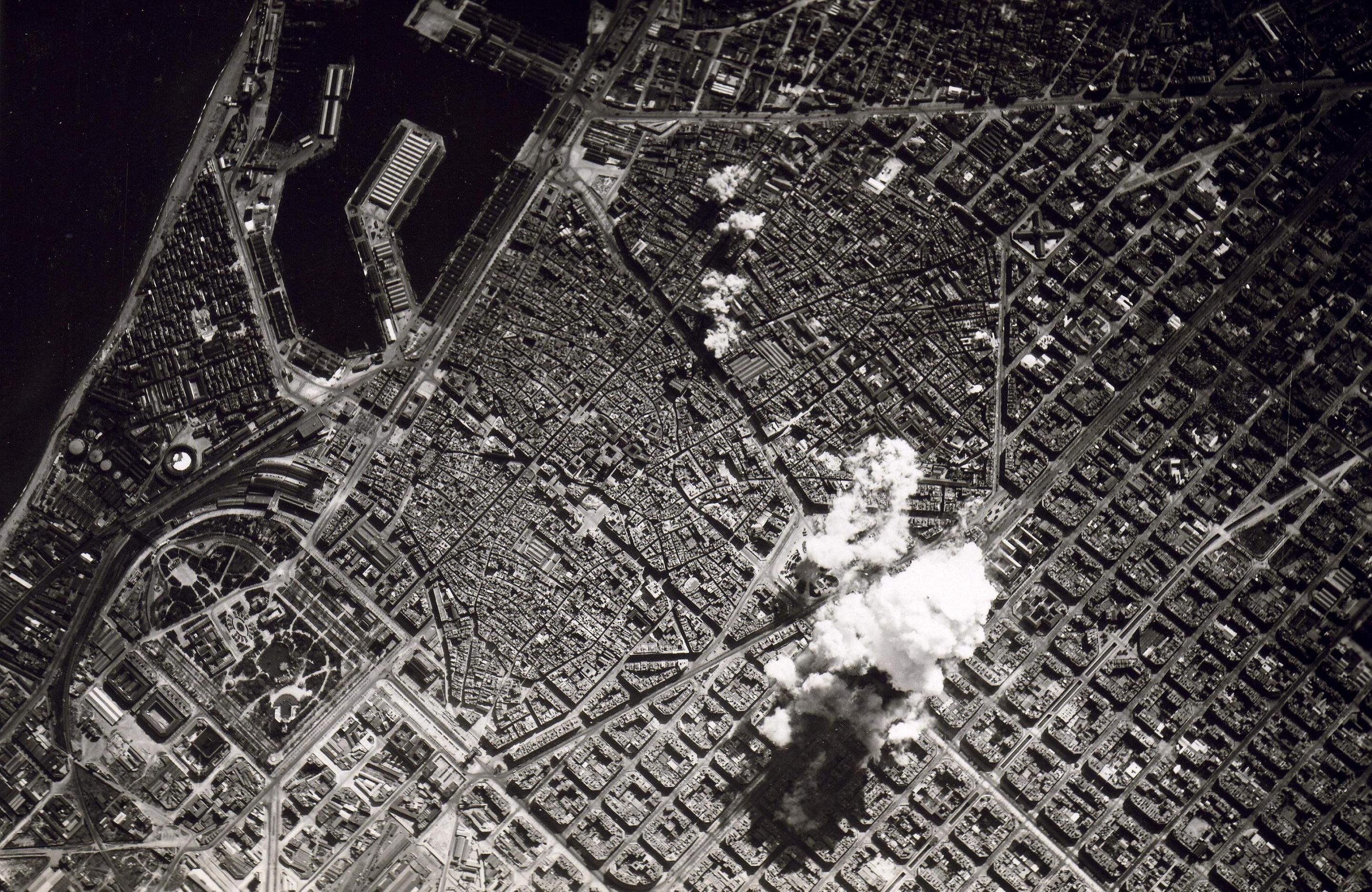
صورة لقصف الطيران الفاشي الذي تعرضت له مدينة برشلونة عام 1938

مع امتلاك ملعب كامب ديل لا إندوستريا في العام 1922 ونقل إدارة النادي إليه، دخل النادي في حقبة زمنية جديدة، تزامنت مع حالة القمع والاضطراب التي عانى منها أبناء إقليم كتالونيا والنادي على حد سواء من قبل الحكومة المركزية في مدريد فخلال العام 1925 أُجبِر رئيس النادي حينها ومؤسسه خوان غامبر (الذي مات منتحراً عام 1930) ومجلس الإدارة على الاستقالة بقرار من الجنرال ميغيل بريمو دي ريفيرا بعهد الملك ألفونسو الثالث عشر وأغلق ملعب ليس كورتس مدة ستة أشهر. ورغم ذلك استطاع النادي بفضل بعض لاعبي الفريق أمثال جوسيب ساميتيير وساغيباربا وفرانز بلاتكو وزامورا وغيرهم، تحقيقَ النجاح والتميز في الأداء لهذا الفريق، إذ استطاعوا الفوز بأول بطولة دوري إسباني، وكان ذلك عام 1929.

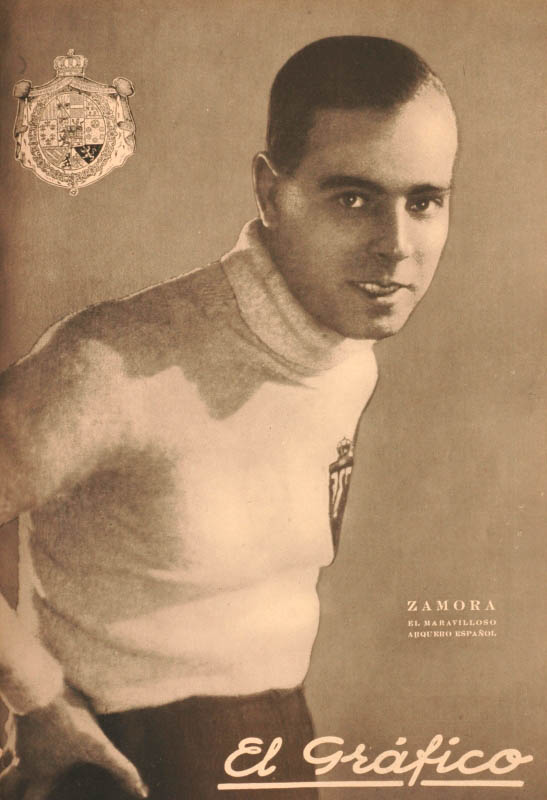
ريكاردو زامورا ساهم بفوز برشلونة بأول لقب دوري في موسم 1931–32.

خلال عقد الثلاثينيات من القرن العشرين دخل النادي في فترة من أصعب فتراته نتيجة عدم الاستقرار السياسي في البلاد وهو ما نجم عنه مشاكل مادية واجتماعية للنادي أدت إلى تقلص عدد أعضاء النادي وغياب النجاح إذ لم يتمكن النادي من تحقيق أية بطولة رسمية إسبانية خلال ذلك العقد سواء بطولة الدوري الإسباني أو الكأس ودخل النادي في أزمة وجود بعد أن تغلبت السياسة على الرياضة وتعرض أبناء إقليم كتالونيا لشتى أنواع العذاب في أوائل عهد الجنرال فرانكو حليف موسوليني خلال الحرب الأهلية.
في العام 1936 قبض أتباع فرانكو على رئيس النادي جوسب سونال وأعدموه. وفي العام 1938 قَصف الطيران الفاشي مقرَّ النادي وبذات العام وبدعم من الجنرال فرانكو احتل الفاشيون مقر النادي ونهبوا محتوياته وتقلص عدد أعضاء النادي إلى 3،486 عضو فقط، نتيجة الحرب الأهلية توقفت بطولة الدوري بين عامي 1936–1939 وخلال هذه الفترة كانت إدارة النادي مكونه من لجنة تضم خمسة من موظفي النادي، عام 1940 توقفت بطولة دوري كتالونيا بقرار فرانكو، في أوائل عقد الأربعينيات من القرن العشرين عُيِّن إنريكي بينيرو الموالي لنظام فرانكو رئيسا للنادي وقد عمل خلال فترة رئاسته على منع النشيد الكتالوني وقلّص عدد الخطوط الحمراء والصفراء التي ترمز إلى الهوية الكتالونية في شعار النادي واستخدم اسم النادي باللغة الإسبانية بدل من الاسم الأصلي باللغة القطلونية.

#### فترة الانتعاش
في أواسط عقد الأربعينيات من القرن العشرين بدأ النادي يتعافى من مشاكله التي كادت أن تؤدي لحله، واستطاع الفوز ببطولة الدوري الإسباني لأول مرة منذ 16 عامًا تحديدًا في العام 1945، وذلك بفضل لاعبين أمثال سيزار ألفاريز وماريانو مارتن وفيلاسكو. وفي ذلك الوقت كانت الأوضاع السياسية في البلاد تتجه إلى الهدوء بعد انهيار النظم الفاشية التي كانت تدعم نظام فرانكو في إسبانيا، فأدى ذلك إلى تحسن مستوى لعب النادي وازداد عدد الأعضاء إلى 23،893 عضو مما جعل مشاكل النادي المادية تتلاشى شيئًا فشيئًا، كما وقّع اللاعب كوبالا عقدا مع النادي عام 1951.

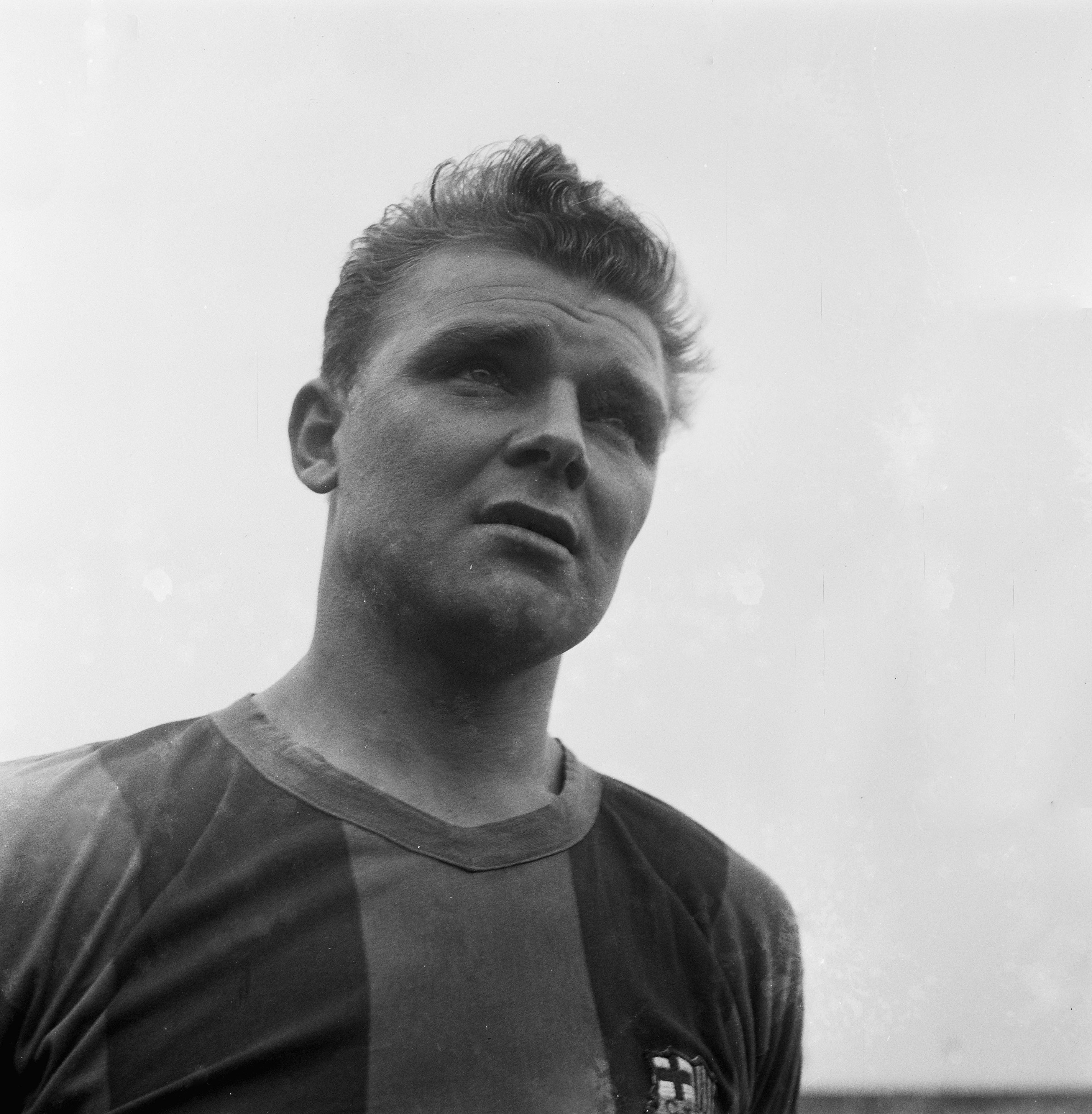
لاديسلاو كوبالا رابع أكثر اللاعبين تسجيلاً بتاريخ النادي برصيد 194 هدفاً.

كان قدوم كوبالا فألًا حسنًا على النادي، فقد استطاع الفريق الفوز بكل بطولة لعبها تقريباً في السنوات الأولى من قدومه (بطولة الدوري مرتين والكأس 3 مرات). حيث قاد المدرب فرديناند داوتشيك بالإضافة إلى لاديسلاو كوبالا الفريق إلى خمسة ألقاب مختلفة بما في ذلك الدوري موسم 1951–52 وكأس القائد العام وكأس لاتينا وكأس إيفا دوارتي وكأس مارتيني روسي في عام 1952. وفي عام 1953، فاز النادي بالدوري الإسباني وكأس القائد العام مرة أخرى.
في عام 1953 اتفق النادي الكاتلوني مع اللاعب الأرجنتيني ألفريدو دي ستيفانو للانضمام إلى التشكيلة، لكن ونظرًا لحالة التضيق على الأقليات التي فرضها نظام فرانثيسكو فرانكو، فقد غُيرت قوانين الاتحاد الإسباني لإفشال تلك الصفقة واجتذاب دي ستيفانو إلى صفوف ريال مدريد وهو ما تم فعلا. شهدت الفترة الممتدة من عام 1945 حتى عام 1957 والبالغة 12 عامًا فوز النادي في اثنى عشر لقب محلي: 5 ألقاب بطولة الدوري، 4 ألقاب كأس، وظفر الفريق في ثلاث مناسبات ببطولة كأس إيفا دوارتي، التي كانت تجمع بطل الدوري مع بطل الكأس على غرار بطولة كأس السوبر الإسباني حاليًا، في كل من أعوام 1948 و1952 و1953، إضافة إلى بطولة الكأس اللاتيني عاميّ 1949 و1952، وحقق بطولة كأس العالم المصغرة للأندية عام 1957، واعتبرت هذه الفترة إحدى الفترات الذهبية كرويًا في تاريخ النادي، الانتعاش على صعيد النتائج والألقاب تزامن معه انتعاش اقتصادي ساهم في تمكن النادي البدء ببناء ملعب جديد كامب نو نتيجة الحاجة لملعب ذي سعة استيعابية أكبر من ليس كورتس، رغم النجاحات التي تحققت خلال هذه الفترة الممتدة من عام 1945 إلى عام 1957 إلا أنها كانت فترة حرجة وحساسة جدًا في ذات الوقت، فقد كاد التضييق الذي مارسه نظام فرانثيسكو فرانكو على النادي أن يوقف مسيرته، لكن النادي الكاتلوني استطاع الحفاظ على كيانه الرياضي، والخروج سليمًا من تلك المرحلة الصعبة.

### فترة السبات (1957–1978)

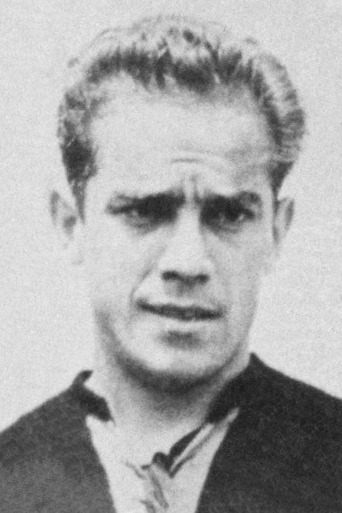
لويس سواريز ميرامونتيس أول من حصل على جائزة الكرة الذهبية في عام 1960.

في عام 1957 افتتح ملعب النادي الجديد حاملا اسم «الكامب نو»، والذي يعتبر من أكبر ملاعب كرة القدم في العالم، إذ يتسع لأكثر من 90 ألف متفرج. لم يُمثِّل افتتاح ملعب كامب نو فالًا حسنًا للفريق الكاتلوني، فقد شهدت الفترة الممتدة من عام 1958 وحتى عام 1978 غياب النادي عن منصات التتويج المحلية إلا ما ندر، بالرغم من امتلاكه للاعبين مميزين أمثال لويس سواريز ميرامونتيس وغيره، وبالرغم من وضعه المالي المريح، إذ لم يحصل النادي طيلة تلك الفترة البالغة 20 عامًا إلا على 5 بطولات كأس إسبانيا رغم هيمنته على تلك البطولة سابقًا إضافة إلى لقب الدوري الإسباني 3 مرات فقط.
هذا السبات المحلي رافقته نتائج جيدة إلى حد ما على المستوى الأوروبي، إذ حقق الفريق لقب كأس المعارض الأوروبية في أول نسختين على التوالي في عاميّ 1958 و1960، ووصل إلى النهائي الثالث بذات البطولة لكنه خسر من مواطنه نادي فالنسيا قبل أن يحققها للمرة الثالثة في تاريخه عام 1966، كما وصل إلى المباراة النهائية في كأس أوروبا بمسماها القديم: «كأس الأندية الأوروبية البطلة»، في نسختها السادسة عام 1961، حيث خسر المباراة النهائية لصالح نادي بنفيكا البرتغالي بنتيجة 3–2،  وإلى المباراة النهائية لبطولة كأس الكؤوس الأوروبية عام 1969 وخسر المباراة النهائية أمام نادي سلوفان براتيسلافا التشيكي بنتيجة 2–3.

تشكيلة برشلونة ضد نادي هامبورغ في قبل نصف نهائي كأس أوروبا 1960–61.

في عام 1973، وقع اللاعب الهولندي يوهان كرويف عقدًا مع النادي الإسباني،  وسرعان ما أصبح محبوب الجماهير بفضل أسلوب لعبه المثير والسريع والذكي، حتى أن قيمة عقده التي بلغت نحو 922 ألف جنيه إسترليني (الأعلى في ذلك الوقت) لم تساو شيئا في أعين مسؤولي النادي ومشجعيه وخاصة بعد الانتصار على ريال مدريد في معقله بخمسة أهداف دون مقابل والظفر بلقب الدوري الإسباني ذاك العام، فابتهجت جماهير النادي ابتهاجًا عظيمًا لا سيما وأن ذلك اللقب بقي غائبًا عن خزائن النادي مدة 14 عاما، ونتيجة لهذا وصل عدد الأعضاء المنتمين إلى النادي إلى 70 ألف عضو في العام التالي.
رغم تألق برشلونة في عام 1973 وفوزه على ريال مدريد في ملعب سانتياغو برنابيو بنتيجة 5–0 بنفس العام، إلا أن الوصول لمنصات التتويج غاب عنه الفريق مدة 5 أعوام وتحديدًا حتى سنة 1978، عندما فاز مجددًا بلقب كأس ملك إسبانيا. بهذا يكون الفريق قد حصد خلال الفترة الممتدة 21 عامًا: 8 ألقاب محلية و3 ألقاب أوروبية. وبالرغم من شح الألقاب في تلك الفترة إلا أن القبول الاجتماعي للنادي في كاتلونيا بدأ يزداد كما ازداد المردود المادي له.

### نونيز وسنوات الاستقرار (1978–2000)
وصل خوسيه لويس نونيز لسدة رئاسة النادي الكاتلوني في عام 1978، بعد انتخاب الأعضاء له، خلال فترة تزامنت مع انتقال إسبانيا إلى طور الحكم الديمقراطي عام 1974، بعد نهاية العهد الديكتاتوري لفرانثيسكو فرانكو. كان هدف نونييز الرئيسي هو تطوير برشلونة إلى ناد عالمي المستوى، وذلك عبر منحه الاستقرار داخل الملعب وخارجه. افتتح نونيز في بداية عهده كليّة «لا ماسيا»، وهي أكاديمية برشلونة للشباب، وذلك يوم 20 أكتوبر عام 1979.

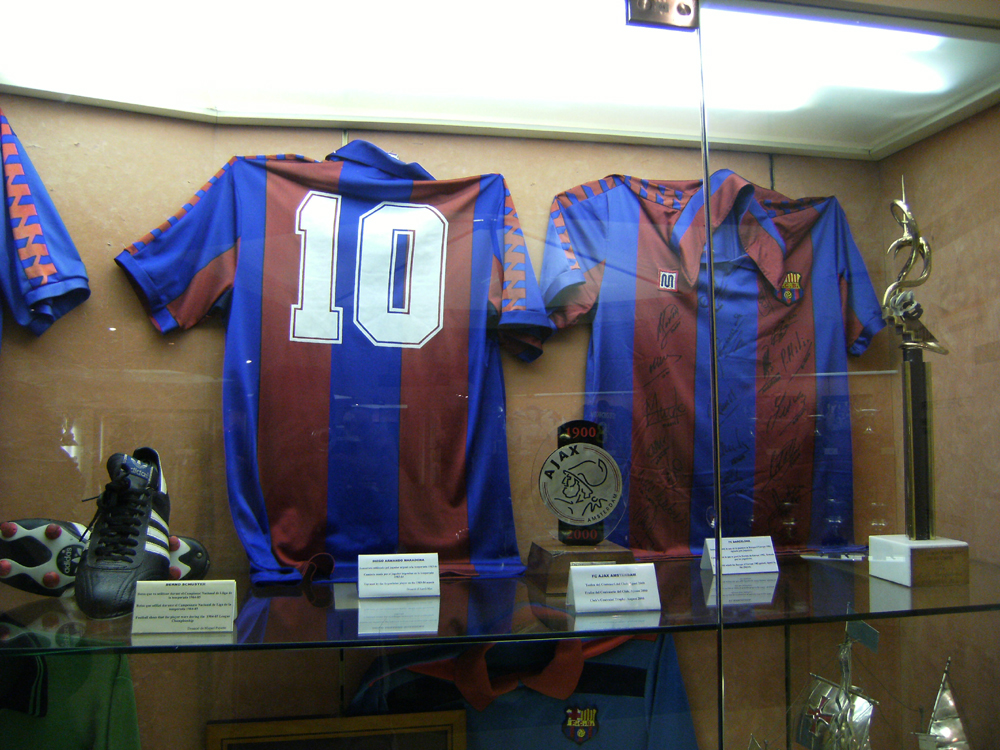
قميص دييغو مارادونا معروض في متحف نادي برشلونة.

امتدت فترة رئاسة نونيز 22 عامًا، وأثرت تأثيرًا عميقا في صورة برشلونة، فأصبحت سياسات النادي فيما يتعلق بالأجور والانضباط أكثر صرامة، ويتجلّى ذلك بوضوح عندما ترك نونيز لاعبين أمثال دييغو مارادونا، وروماريو، ورونالدو يفلتون من يده، بدلاً من أن يُدخلهم ضمن التشكيلة مقابل ما طلبوه من أجرة.
فاز النادي بأول لقب في بطولة كأس الكؤوس الأوروبية في 16 مايو 1979، بفوزه على فورتونا دوسلدورف 4–3 في بازل في النهائي الذي شاهده أكثر من 30،000 من مشجعي البلوغرانا المسافرين، وكان هذا أول لقب أوروبي يحققه الفريق بعهد نونيز. وبعد ثلاثة أعوام ظفر الفريق مجددًا بكأس الكؤوس الأوروبية أمام نادي ستاندارد لييج البلجيكي في ملعب كامب نو أمام 110 ألف مشجع من أنصار النادي.

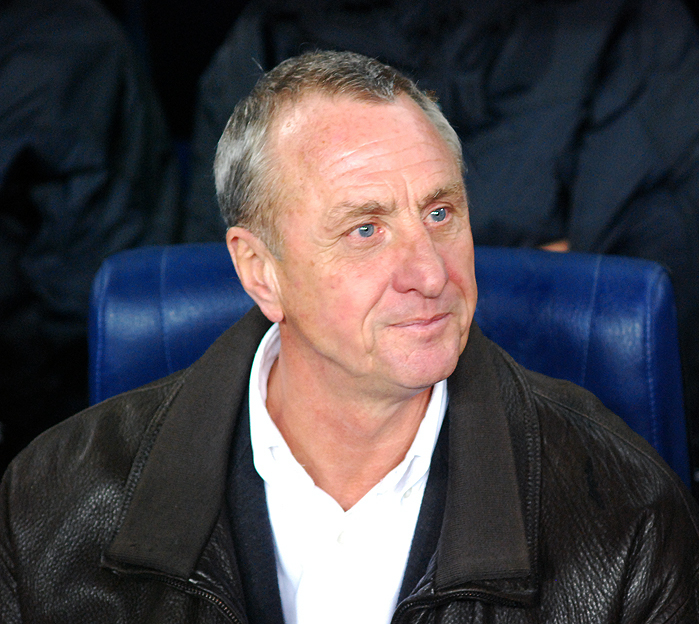
يوهان كرويف فاز أربع مرات متتالية بالدوري الإسباني كمدرب لبرشلونة.

في يونيو 1982 اشتُرِي مارادونا بمبلغ قياسي عالمي آنذاك بلغ 5 ملايين جنيه إسترليني، من فريق بوكا جونيورز. في الموسم التالي، وتحت قيادة المدرب مينوتي، فاز برشلونة بكأس ملك إسبانيا، بعد أن هزم ريال مدريد في المبارة النهائية. كانت فترة مارادونا في برشلونة قصيرة جدًا؛ وسرعان ما انتقل لنابولي. في بداية موسم 1984–85 عُين تيري فينابلز مدربا، وفاز بالدوري الإسباني في عرض ملحوظ من جانب لاعب الوسط الألماني بيرند شوستر. في الموسم التالي قاد فينابلز الفريق إلى ثاني نهائي كأس أوروبا، إلا أنه خسر بركلات الترجيح أمام ستيوا بوخارست خلال الأمسية الكبيرة في مدينة إشبيلية.
بعد بطولة كأس العالم 1986، تعاقد النادي مع الهداف الإنجليزي غاري لينيكر بالإضافة إلى حارس المرمى أندوني زوبيزاريتا، لكن الفريق لم يستطع أن يحقق أي نجاح خلال هذه الفترة، فأقيل فينابلز في بداية موسم 1987–88 وأُبدِل بلويس أراغونيس. ثار اللاعبون ضد الرئيس نونيز في حدث أصبح يعرف باسم «ثورة هيسبيريا»، لكن ذلك الحدث لم يؤثر على أداء اللاعبين واستطاع الفريق الفوز ببطولة كأس ملك إسبانيا على حساب ريال سوسيداد في المباراة النهائية بنهاية موسم 1987–88.

#### عودة كرويف وفريق الأحلام
في بداية موسم 1988–89، عاد يوهان كرويف إلى النادي مدربًا وكوّن ما يسمى بفريق الأحلام (دريم تيم)، فجعله مكونًا من مزيج من اللاعبين الإسبان مثل بيب غوارديولا، خوسيه ماري باكيرو، وتشيكي بيغريستين، والنجوم العالميين الذين تعاقد النادي معهم مثل رونالد كومان، مايكل لاودروب، روماريو، وخريستو ستويتشكوف واعتمد أسلوب تيكي تاكا. في ظل قيادته، فاز برشلونة بالدوري الإسباني أربع مرات متتالية من عام 1991 إلى عام 1994
تغلب النادي على سامبدوريا في نهائي كأس الكؤوس الأوروبية سنة 1989 وكأس أوروبا لعام 1992 على ويمبلي. وفاز أيضًا بكأس ملك إسبانيا في عام 1990، وكأس السوبر الأوروبي في عام 1992، وبثلاث بطولات في كأس السوبر الإسباني. لتبلغ حصيلة النادي بقيادته 11 بطولة، وليصبح كرويف أحد أنجح المدربين في تاريخ النادي. وأصبح أيضا أطول من درب النادي على التوالي، لمدة 8 سنوات. تغير حظ كرويف في آخر موسمين له مع الفريق، عندما أخفق في الفوز بأي لقب، وأدّى خلافه مع الرئيس نونيز إلى رحيله عن النادي.

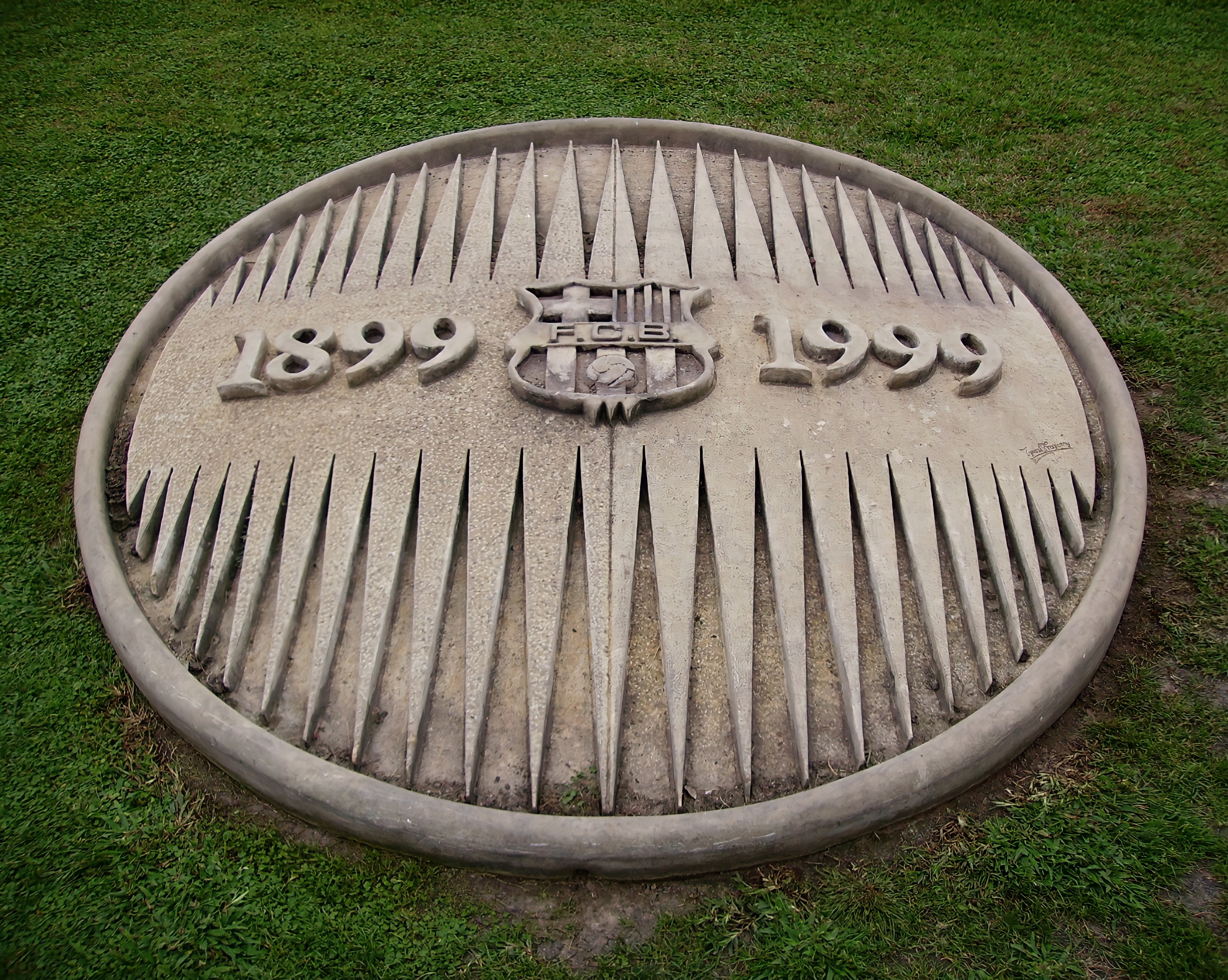
نصب مئوية النادي، دُشن سنة 1999 بمناسبة الاحتفال بالذكرى المئوية لتأسيس النادي

بعد فترة قصيرة من رحيل كرويف، حل بوبي روبسون بدلاً منه، الذي تولى مسؤولية النادي لموسم واحد في 1996–97، وقد ضمّ رونالدو من آيندهوفن وفاز بثلاثة كؤوس: كأس ملك إسبانيا، كأس الكؤوس الأوروبية، وكأس السوبر الإسباني. على الرغم من نجاحه، فإن تعيين روبسون كان بمثابة حل قصير الأمد ريثما يُصبح بالإمكان تعيين لويس فان خال.
كما كان حال مارادونا، استمر رونالدو مع النادي لفترة قصيرة فقط، قبل أن يغادر إلى إنتر ميلان. ومع ذلك، ظهر أبطال جدد مثل لويس فيغو، باتريك كلويفرت، لويس إنريكي والبرازيلي ريفالدو واستطاع الفريق أن يحقق الثنائية: الدوري الإسباني والكأس في عام 1998. في عام 1999 احتفل النادي 'بالذكرى المئوية'، بالظفر بلقب الدوري الإسباني. أصبح ريفالدو رابع لاعب من برشلونة يحصل على جائزة الكرة الذهبية. رغم هذا النجاح المحلي، إلا أن الإخفاق في منافسة ريال مدريد في دوري أبطال أوروبا أدى إلى استقالة فان خال ونونيز في عام 2000.

### نهاية عصر نونيز وبداية عصر جديد (2000–2008)

#### سنين الضياع والاضطراب
في عام 2000 انتُخب خوان غاسبارت خلفا لخوسيه لويس نونيز، وكان النادي آنذاك قد أصبح في وضع يُرثى له، وخاصة بعد انتقال النجم البرتغالي لويس فيغو إلى ريال مدريد الغريم التقليدي لنادي برشلونة في اليوم التالي للانتخابات. بالرغم من إخفاق الإدارة الجديدة السريع فإنها زادت الطين بلة بسياساتها غير الحكيمة، فقد تسببت مصروفات خوان غاسبارت بمشاكل مادية ضخمة، إذ جُلِب العديد من المدربين ومع كل مدرب مجموعة من اللاعبين فتجمع للنادي لاعبون موهوبون مميزون خلال فترة 3 سنوات لكن قليلاً منهم أتيحت له الفرصة للعب مع الفريق وبقي معه.

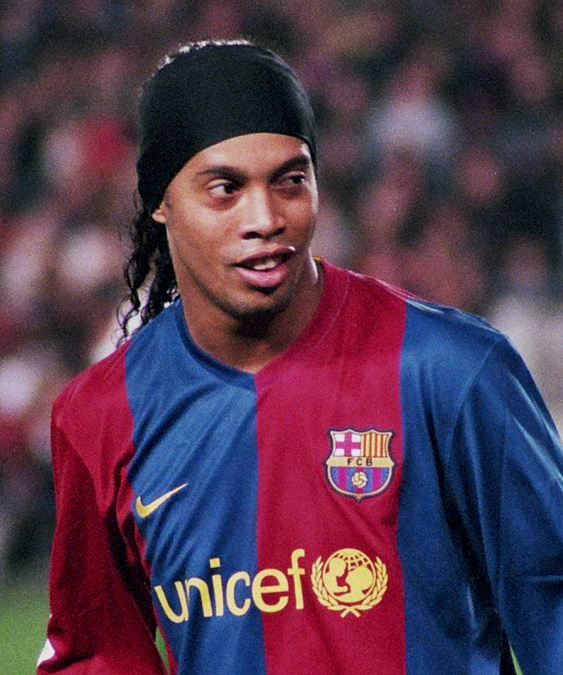
رونالدينيو، أعادت إدارة التسويق في النادي تعريف إستراتيجياتها حوله.

غياب الفريق عن أي لقب محلي أو أوروبي والأداء السيئ للاعبي الفريق وارتفاع ديون النادي لتصل لنحو 150 مليون يورو، أدت كلها إلى ضغوط اجتماعية غير محتملة على إدارة النادي الأمر الذي أجبرها على الاستقالة. رغم امتلاك برشلونة في تلك السنوات القاحلة على صعيد الألقاب لاعبين مميزين أمثال ريفالدو ومارك أوفرمارس الذي كان حينها الصفقة الأغلى بتاريخ النادي، وباتريك كلويفرت وآخرين، إلا أن التخبط الإداري وما رافقه من تخبط في نتائج وأداء الفريق عزز الخلافات والعداوات الشخصية من قبل بعض المدربين، وخصوصا الهولندي لويس فان خال الذي عاد مجددًا لتدريب برشلونة، تجاه ريفالدو الذي توج من قبل بجائزة الكرة الذهبية ولاعبين آخرين.

#### فترة ذهبية جديدة
قامت انتخابات في النادي فاز على إثرها خوان لابورتا، وما أن تولّى الرئاسة حتى جلب النجم البرازيلي رونالدينيو من نادي باريس سان جيرمان الفرنسي، بعد تنافس مع نادي مانشستر يونايتد الإنجليزي للحصول على النجم البرازيلي، بصفقة بلغت قيمتها 30 مليون يورو. وتم التعاقد مع مدرب المنتخب الهولندي–سابقًا–فرانك رايكارد كمدرب للنادي وأدى ذلك لتحسين أداء النادي بشكل ملحوظ، كما وُضعت خطط اقتصادية للنهوض به، وبيع أغلب لاعبيه. في موسم 2003–04 حل الفريق في المركز الثاني بعد أن قضى نصف مدة الموسم في قعر ترتيب الدوري العام، وفي الموسم التالي ومع استقدام كل من المهاجم الكميروني صامويل إيتو والبرتغالي ديكو ومع التألق غير العادي للنجم البرازيلي رونالدينيو، تصدر البرسة الدوري الإسباني من بداياته ونال لقب البطولة عن جدارة، ليرفع النادي عدد مرات حصوله عليه لسبع عشرة مرة. وليعتلي مجددًا منصات التتويج بعد غياب دام ست سنوات بلا ألقاب. حصل الفريق بعد ذلك على لقب الدوري الإسباني مرة أخرى في موسم 2005–06 للمرة الثامنة عشرة في تاريخه والثانية في عهد المدرب فرانك رايكارد، وفي ذات الموسم حقق برشلونة لقبًا طال انتظاره، وهو كأس دوري أبطال أوروبا للمرة الثانية في تاريخه.
في أوائل موسم 2006–07 فشل الفريق في تحقيق بطولة كأس السوبر الأوروبي، إذ خسر المباراة النهائية أمام مواطنه نادي إشبيلية، لكنه عوض ذلك الإخفاق بعدها بأيام عندما حقق لقب كأس السوبر الإسباني للمرة السابعة بتاريخه والثانية على التوالي بعهد فرانك رايكارد. في أواخر عام 2006 شارك النادي في بطولة كأس العالم للأندية، وأخفق بتحقيق البطولة عندما خسر في المباراة النهائية أمام نادي إنترناسيونال البرازيلي بهدف، كما فشل الفريق خلال موسم 2006–07 في الحفاظ على لقبه الأوروبي فخرج أمام نادي ليفربول في دور الـ16 من البطولة وفشل الفريق كذلك في الاحتفاظ بلقب الدوري الإسباني بعد أن تعادل مع فريق ريال مدريد بعدد النقاط لكن نادي الريال توج بالبطولة لتفوقه على برشلونة في المواجهات المباشرة.
في موسم 2007–08 تراجعت نتائج الفريق كثيرًا، فخرج أمام نادي فالنسيا في بطولة كأس إسبانيا في الدور نصف النهائي، وخرج كذلك من بطولة دوري أبطال أوروبا أمام نادي مانشستر يونايتد الإنجليزي بالدور نصف النهائي، وكانت نتائج الفريق في الدوري الإسباني كارثية، وتعالت الأصوات بضرورة إقالة فرانك ريكارد من تدريب الفريق نظرًا لنتائج الفريق المخيبة في موسم 2007–08، وهو ما حدث فعلًا في صيف العام 2008 وعُيِّن لاعب النادي الأسبق بيب غوارديولا خلفًا له وبيع في صيف ذات العام رونالدينيو إلى نادي إيه سي ميلان ليسدل الستار عن فترة كان عنوانَها الأبرز رايكارد ورونالدينيو، ولتبدأ فترة أكثر إشراقًا بقيادة المدرب بيب غوارديولا. إداريًا شهدت ذات الفترة صيف العام 2008 حملة لحجب الثقة قادها كل من ساندرو روسيل وأريول جيرالت، تجاه رئيس النادي خوان لابورتا، ورغم صعوبة وضع لابورتا وشراسة الحملة التي شنها روسيل عليه، إلا أن لابورتا خرج منتصرًا ليكمل فترة رئاسته بالكامل وليستمر عامين آخرين كرئيس للنادي الكاتلوني.

### عصر غوارديولا والسداسية التاريخية (2008–2012)

#### بيب والتيكي تاكا
مع تبوأ بيب غوارديولا دفة الإدارة الفنية لبرشلونة تغيرت أمور كثيرة في الفريق سواء بانضباط اللاعبين أو بأدائهم داخل الملعب. خلال عامه الأول مع برشلونة حقق غوارديولا ما لم يحققه أي مدرب في العالم، ففي تاريخ 2 مايو عام 2009، خاض برشلونة مباراة الكلاسيكو مع غريمه التقليدي ريال مدريد في معقل الأخير، ملعب سانتياغو برنابيو، وحقق برشلونة حينها انتصارًا مدويًا، ففاز بنتيجة 6–2. ضمنت تلك النتيجة إلى حد كبير فوز برشلونة بلقب الليغا، وبعدها بأسبوعين التقى برشلونة مع أتلتيك بلباو في نهائي كأس ملك إسبانيا، وحقق برشلونة اللقب الذي كان غائبا عن خزائنه مدة 13 عامًا، وفي أواخر ذات الشهر حقق برشلونة لقب دوري أبطال أوروبا على حساب نادي مانشستر يونايتد الإنجليزي، وليكون ذلك اللقب الثالث للنادي بتلك البطولة.
في شهر أغسطس من ذلك العام ظفر برشلونة ببطولتي كأس السوبر الإسباني على حساب أثلتيك بلباو للمرة الثامنة بتاريخه وبطولة كأس السوبر الأوروبي على حساب نادي شاختار دونستيك الأوكراني، وفي أواخر العام ذاته شارك النادي كممثل لقارة أوروبا في بطولة كأس العالم للأندية محققًا لقبها لأول مرة في تاريخه بعد انتصاره في المباراة النهائية على نادي إستوديانتيس دي لا بلاتا الأرجنتيني في نهائي مثير امتد لشوطين إضافيين، ليسدل الفريق الستار عن ذلك العام الاستثنائي بإنجاز غير مسبوق، بلغ 6 ألقاب بعام واحد، ويعرف باسم السداسية التاريخية. من أهم النجوم خلال ذلك العام: ليونيل ميسي، تشافي هيرنانديز، أندريس إنييستا.
رغم أن الغلة خلال عام 2010 لم تكن كسابقتها إلا أن الإبداع والأداء الراقي ظل مستمرًا. أبرز ما حدث في ذلك العام من إنجازات كان الظفر ببطولة الليغا للمرة العشرين بتاريخ النادي، وكأس السوبر الإسباني للمرة التاسعة، وخروج برشلونة من دوري أبطال أوروبا أمام إنتر ميلان الإيطالي من الدور نصف النهائي، وخرج كذلك مبكرًا من كأس ملك إسبانيا أمام نادي إشبيلية. أما على صعيد الانتقالات، فقد غادر خلال صيف ذلك العام الفرنسي تييري هنري، وسبقه في الرحيل الكميروني صامويل إيتو في صفقة مبادلة مع نادي الإنتر الإيطالي أتى بموجبها اللاعب السويدي إبراهيموفيتش في صفقة تعد الأكبر بتاريخ النادي. لم يمكث إبراهيموفيتش سوى عام واحد أعير بعده إلى لنادي ميلان الإيطالي، وضُم المهاجم الإسباني دافيد فيا من نادي فالنسيا خلال صيف عام 2010.
إداريًا فقد جرت انتخابات رئاسة للنادي، وصل على أثرها ساندرو روسيل لرئاسة النادي خلفًا للمحامي خوان لابورتا. في افتتاحية موسم 2010–11 حقق النادي لقب كأس السوبر الإسباني للمرة التاسعة في تاريخه، وشهد ذات الموسم صراعًا محتدمًا بين برشلونة وغريمه ريال مدريد، ولم يقتصر هذا الصراع على بطولة الليغا، التي حافظ عليها الفريق للمرة الثالثة على التوالي والحادية والعشرين في تاريخ النادي، إذ امتد الصراع ليشمل بطولتي كأس الملك ودوري أبطال أوروبا.

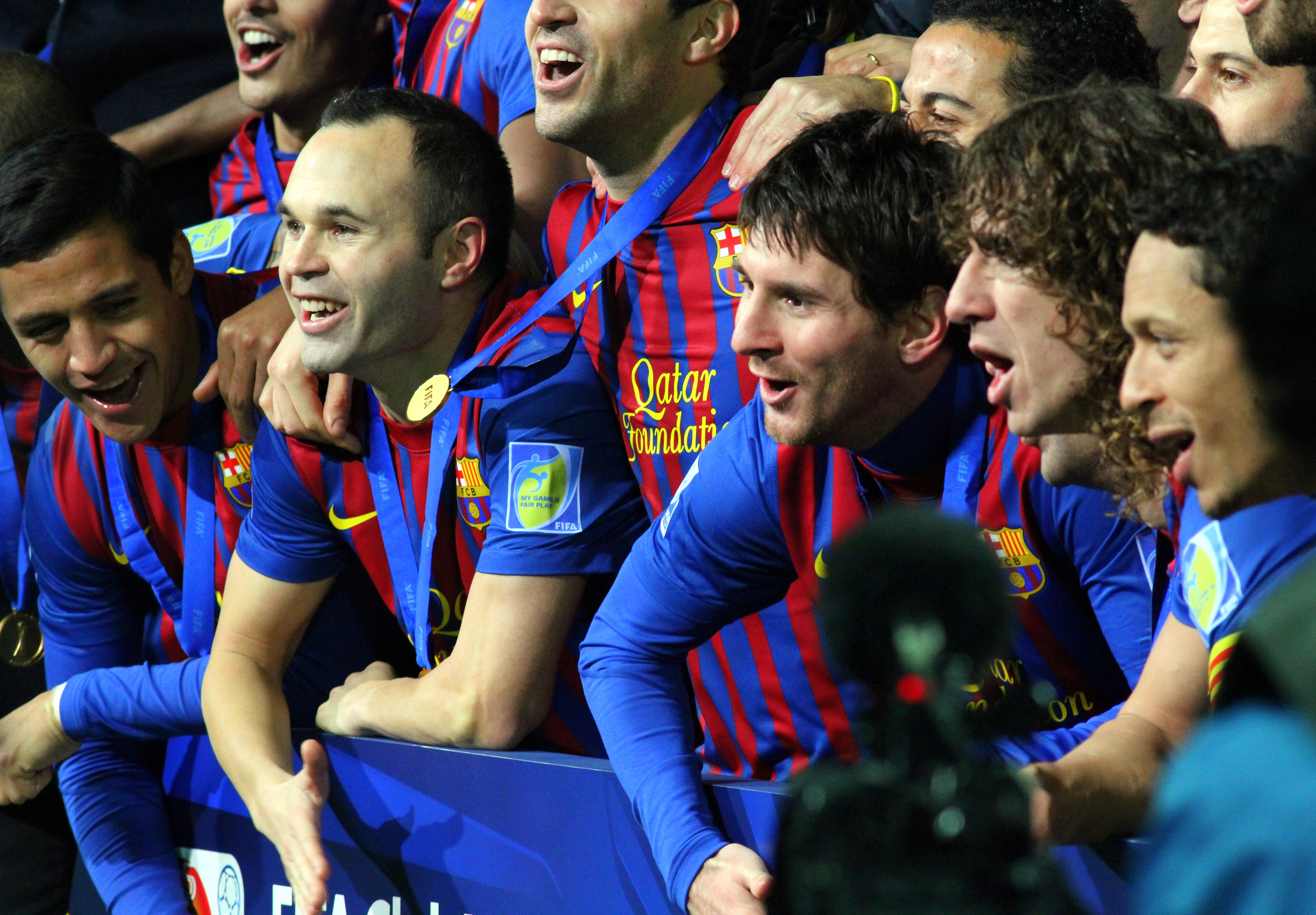
احتفال لاعبي برشلونة بلقب كأس العالم للأندية 2011.

وصل برشلونة المباراة النهائية ببطولة كأس ملك إسبانيا ليلتقي الريال الذي استطاع خطف هدف الفوز بالوقت الإضافي الأول، وبعد تلك المباراة بأقل من أسبوع التقى برشلونة مجددًا مع ريال مدريد في الدور نصف النهائي لبطولة دوري أبطال أوروبا واستطاع برشلونة الإطاحة بريال مدريد والوصول للمباراة النهائية بتلك البطولة، والتي جمعت برشلونة مع نادي مانشستر يونايتد الإنجليزي، على ملعب ويمبلي في العاصمة البريطانية لندن، انتصر على إثرها فريق المدرب بيب غوارديولا بنتيجة 3–1 بعد أداء خيالي لنجوم الفريق في المباراة النهائية، محققين اللقب الرابع للكتلان بتلك البطولة، ومحققين أيضًا رقما قياسيا في عدد مرات الوصول لمباراة نهائية في إطار بطولات الأندية الأوروبية.

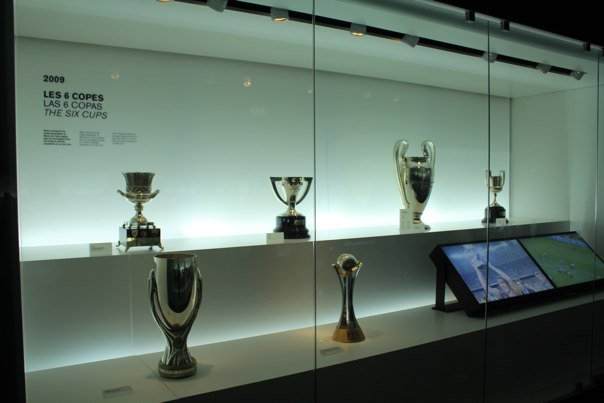
صورة للسداسية التاريخية التي فاز بها الفريق في موسم 2008–09.

لم تتوقف إنجازات النادي خلال عام 2011 عند ذلك، ففي مستهل الموسم الكروي 2011–12 وتحديدًا في منتصف شهر أغسطس، فاز النادي بكأس السوبر الإسباني عندما تفوق على غريمه التقليدي فريق ريال مدريد، ولم يمض أسبوع بعد تحقيق لقب تلك البطولة حتى حقق النادي كأس السوبر الأوروبي على حساب نادي بورتو البرتغالي، لتزداد غلة النادي من الألقاب ويصبح بيب غوارديولا أنجح مدرب في تاريخ النادي من حيث عدد الألقاب، وفي أواخر عام 2011 شارك النادي ببطولة كأس العالم للأندية في اليابان وتمكن من الظفر بلقب تلك البطولة بعد تفوقه في المباراة النهائية على فريق سانتوس البرازيلي بنتيجة 4–0 محققًا اللقب للمرة الثانية في تاريخه.

#### الانتكاسة
شهد موسم 2011–12 نهاية سلسلة انتصارات برشلونة، إذ لم يتمكن النادي من الحفاظ على ألقابه المحليَّة والأوروبيَّة باستثناء كأس ملك إسبانيا. فخلال الدور نصف النهائي في دوري أبطال أوروبا، خرج الفريق أمام نادي تشيلسي بعدها أعلن بيب غوارديولا أنه سيستقيل من منصبه بتاريخ 30 يونيو، وأنَّ مساعده تيتو فيلانوفا سيخلفه. أنهى بيب غوارديولا عقده مع برشلونة باحتلال المركز الثاني في الدوري الإسباني والفوز بنهائي كأس ملك إسبانيا، رافعاً بذلك عدد الألقاب التي حصدها مع برشلونة إلى 14 لقبا.
استهل فيلانوفا مشواره مع الفريق بخسارة كأس السوبر الإسباني أوائل موسم 2012–13، والخروج من بطولة الكأس، وصل أبناء المدرب فيلانوفا لنصف نهائي دوري أبطال أوروبا وتعرضوا لانتكاسه جديدة بعد الخسارة أمام فريق بايرن ميونخ الألماني بمباراتي الذهاب والإياب بمجموع 0–7، لكن في نهاية الموسم حقق النادي لقب الدوري الإسباني للمرة 22 في تاريخه برصيد 100 نقطة، وأعلن فيلانوفا استقالته من منصبه للتفرغ للعلاج من مرض السرطان (توفي ربيع العام 2014).
عاقد خلال فترة التعاقدات الصيفية اللاعبَ البرازيلي نيمار دا سيلفا بعد شرائه من نادي سانتوس البرازيلي بصفقة أثارت حولها الشبهات قدرت قيمتها 100 مليون يورو، وأعلن النادي عن تعاقده مع المدرب الأرجنتيني خيراردو مارتينو لتدريب الفريق لموسم 2013–14. في بداية عام 2014 أعلن رئيس النادي ساندرو روسيل تنحيه عن منصبه بسبب شبهات في صفقة نيمار وتسلم نائبه جوسيب بارتوميو رئاسة النادي. انتهى موسم 2013–14 دون أي نجاح، فخسر النادي نهائي الكأس وخرج من الدور ربع النهائي في دوري أبطال أوروبا أمام أتلتيكو مدريد وحصل على المركز الثاني في الدوري الإسباني، واكتفى ببطولة السوبر المحلي بداية الموسم، كما استقال المدرب مارتينو من منصبه.

### فترة ما بعد غوارديولا (2014–2020)

#### فترة إنريكي الذهبية
عين النادي لاعب الفريق السابق لويس إنريكي مدربًا للفريق لموسم 2014–15، ثم تعاقد النادي مع المهاجم الأوروغواياني لويس سواريز بمبلغ 75 مليون جنيه إسترليني قادماً من ليفربول الإنجليزي. كانت بداية مشوار النادي في الدوري الإسباني متذبذبة، إذ فقد الفريق صدارة الترتيب في منتصف مرحلة الذهاب، وتوترت علاقة نجم الفريق الأول ليونيل ميسي والمدرب لويس إنريكي في حدث كاد أن يعصف بطموحات الفريق لكن سرعان ما احتواه بعض اللاعبين. عاد الفريق مجدداً لتصدر الدوري الإسباني في منتصف مرحلة الإياب وحافظ على صدارته محققًا بذلك اللقب 23 في تاريخ الفريق والسابع لهم خلال السنوات العشرة الأخيرة. وفي منافسة كأس ملك إسبانيا ووصل للمباراة النهائية وتغلب على أتلتيك بلباو بنتيجة 3–1 محققاً لقبه السابع والعشرين في البطولة. وفي دوري أبطال أوروبا تجاوز الفريق نظيره الألماني بايرن ميونخ في الدور نصف النهائي، ليبلغ المباراة النهائية للمرة الثامنة بتاريخه والتي جمعته مع نادي يوفنتوس الإيطالي في 6 يونيو على الملعب الأولمبي في برلين. واستطاع خلالها أبناء المدرب لويس إنريكي تحقيق لقبهم الخامس في البطولة بعد الفوز بنتيجة 3–1 محققين الثلاثية للمرة الثانية في تاريخهم، بعد الثلاثية الأولى التي حققها الفريق بعهد بيب غوارديولا عام 2009.

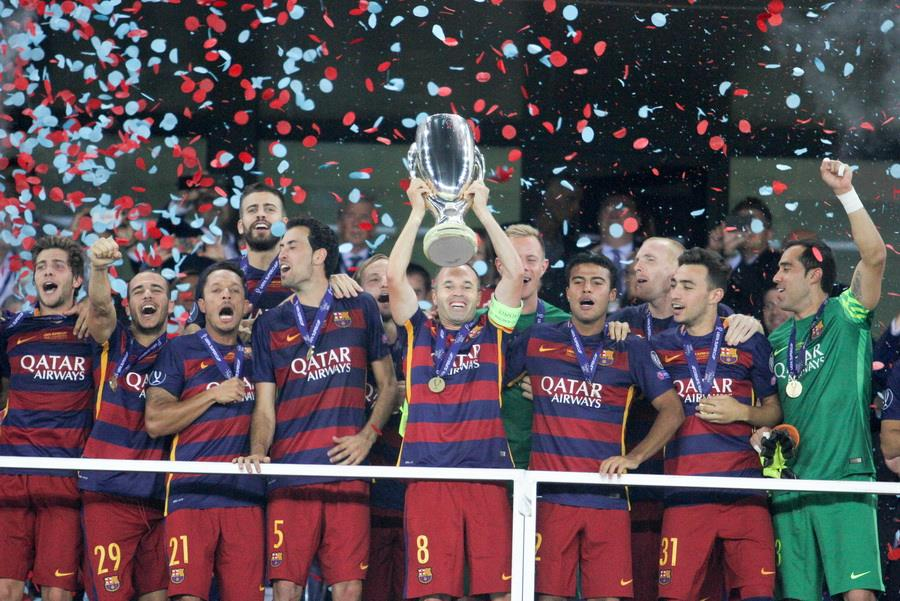
جانب من احتفال اللاعبين بلقب كأس السوبر الأوروبي 2015.

في 18 يوليو 2015 جرت انتخابات رئاسة النادي وتمكن جوسيب ماريا بارتوميو من الحفاظ على منصبه رئيسًا للنادي لفترة رئاسية مدتها ست سنوات بعد أن حصل على نسبة 54.6% من أصوات الناخبين متجاوزًا خصمه الرئيسي رئيس النادي السابق المحامي خوان لابورتا. في مستهل موسم 2015–16، وتحديدًا في منتصف شهر أغسطس عام 2015 خاض النادي مباراة كأس السوبر الأوروبي والتي جمعته بنادي إشبيلية وتمكن من الفوز في المباراة بنتيجة 5–4 بعد أن امتدت لشوطين إضافيين محققا لقبة الخامس في البطولة. بعدها بأيام خاض النادي مباراتي كأس السوبر الإسباني مع نادي أتلتيك بيلباو وخسر بمجموع كلا المباراتين بنتيجة 1–5، كذلك شارك النادي خلال شهر ديسمبر عام 2015 ببطولة كأس العالم للأندية التي أقيمت في اليابان ووصل المباراة النهائية التي جمعته مع نادي ريفر بليت الأرجنتيني على ملعب يوكوهاما الدولي وتمكن برشلونة من التفوق بنتيجة 3–0 وتحقيق لقبه الثالث في تلك البطولة والخامس خلال موسم 2014–15.
استكمل النادي مسيرته الجيدة خلال موسم 2015–16 وحقق لقبيّ الدوري الإسباني وكأس إسبانيا محققاً ثنائية الدوري والكأس للمرة السابعة في تاريخه، واللقب السادس في الدوري الإسباني في ثمانية مواسم، واستطاع كذلك كسر العديد من الأرقام القياسية. فاستطاع النادي خلال عام 2015 من تسجيل 180 هدفًا في جميع المسابقات، وبذلك حطم برشلونة الرقم القياسي لمعظم الأهداف المسجلة في سنة تقويمية واحدة، محطمًا الرقم القياسي السابق المسجحل لريال مدريد والبالغ 178 هدفًا في عام 2014.
في 10 فبراير 2016 حطم إنريكي الرقم القياسي السابق والمسجل باسم بيب غوارديولا في موسم 2010–11، فاستمر الفريق لـ28 مباراة متتالية بلا هزيمة في جميع المسابقات. وفي 3 مارس 2016 فاز برشلونة على نادي رايو فايكانو بنتيجة 5–1 ليحطم الرقم القياسي لغريمه ريال مدريد بـ34 مباراة دون هزيمة في جميع المسابقات والذي حققه في موسم 1988–89. استمر برشلونة بالفوز ووصل إلى 39 مباراة بلا هزيمة، لكنه تلك المسيرة انتهت مريرة أمام غريمهم اللدود ريال مدريد في ملعبهم الكامب نو، حيث خسر لقاء الديربي الذي أقيم في 2 أبريل 2016 بنتيجة 2–1 ضمن منافسات الدوري الإسباني. انهى الثلاثي الذهبي (ليونيل ميسي ونيمار ولويس سواريز) ذلك الموسم وقد سجلوا مجتمعين 131 هدفًا، محطمين الرقم القياسي الذي سجلوه في العام السابق لأكبر عدد من الأهداف سجلها ثلاثي الهجوم في موسم واحد.
أما علي صعيد القاري، أخفق برشلونة في الحفاظ على لقب دوري الأبطال بعد خروجه من الدور ربع النهائي، على الرغم من تحقيقهم لأكبر عودة في تاريخ دوري أبطال أوروبا. ففي دور الـ16، خسر برشلونة مباراة الذهاب ضد باريس سان جيرمان في فرنسا بنتيجة 4–0، لكنه عاد وانتقم لخسارته بفوز عريض في ملعبه الكامب نو بنتيجة 6–1 ولتصبح النتيجة النهائية 6-5 لصالح الفريق الكتالوني في مباراة عرفت واشتهرت باسم «لا ريمونتادا» (بالإسبانية: La Remontada) وتعني العودة، مما أهله لدور ربع النهائي. واجه برشلونة في الدور الذي يليه نادي يوفنتوس الإيطالي لكنه خسر خسارة قاسية قوامها 3–0.
واصل أبناء المدرب إنريكي تألقهم على الصعيد المحلي وحققوا لقب كأس السوبر الإسباني 2016 للمرة الثانية عشر في تاريخ النادي، بعد فوزهم ذهاباً وإياباً على منافسهم نادي إشبيلية 2–0 و3–0 على التوالي في بداية موسم 2016–17. لكن الفريق بقيادة إنريكي فشلوا في الحفاظ على لقب الدوري الإسباني، وخرجوا من ربع النهائي في بطولة دوري الأبطال بعدما خسروا من نادي يوفنتوس الإيطالي بنتيجة 3–0 بمجموع المباراتين.، واكتفى أبناء المدرب إنريكي بتحقيق لقب بطولة الكأس وكانت المباراة النهائية في تلك البطولة الأخيرة لإنريكي كمدرب للنادي بعد ثلاث سنوات قضاها مدرباً للفريق حقق خلالها 9 بطولات.

#### سيطرة محلية وفشل أوروبي

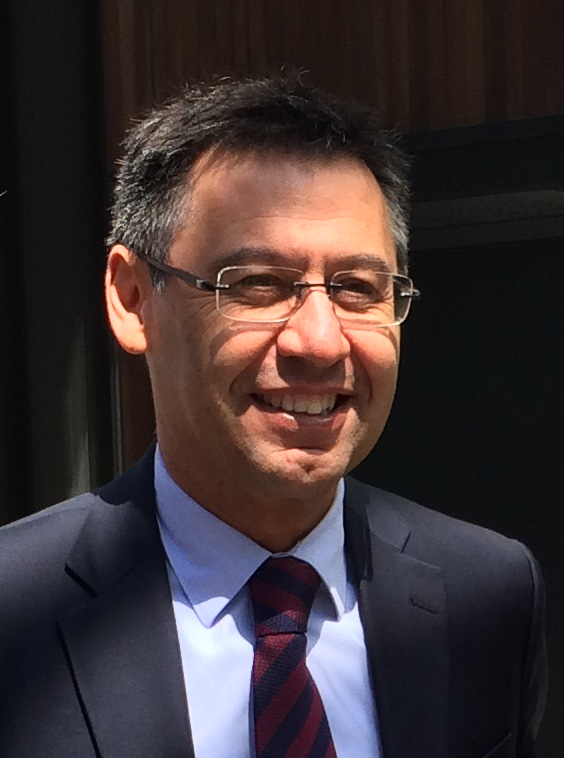
تصاعد الخلافات بين بارتوميو وميسي في الصيف 2020، بعد أن قدم ميسي طلباً للانتقال، لكن النادي أصر على بقاءه. كذلك كات بارتيمو سبباً في تدهور حال الفريق اقتصادياً وإدارياًَ، مما أجبر 20 ألف عضو في نادي برشلونة، بالتوقيع على مذكرة لإقالته من منصبه.

في 29 مايو 2017، سُمّي اللاعب السابق إرنستو فالفيردي خلفًا للويس إنريكي حيث وقع عقدًا لمدة عامين مع خيار لمدة عام آخر. بدأ فالفيدري موسمه الأول بشكل ناجح، محلياً على وجه التحديد، على الرغم من بدايته الغير موفقه ضد غريمه ريال مدريد في منافسات كأس السوبر الإسباني، حيث استطاع الريال من الفوز بلقاء الذهاب والإياب بنتيجة 1–3 و 0–2. لكن فالفيردي ولاعبيه عوضوا تلك الخسارة بحصدهم لثنائية الدوري والكأس. فاستطاع برشلونة من الفوز بقب لدوري الإسباني رقم 25 في تاريخه بعدم تصدر ترتيب البطولة من الجولة الثالثة. في 9 مايو 2018 فاز برشلونة على نادي فياريال ليحقق أطول سلسلة متتالية بدون هزيمة (43 مباراة) في تاريخ الدوري الإسباني، بعدها بعدة أيام وتحديداً في 13 مايو 2018 خسر في أول مباراة له، وكانت في الجولة ما قبل الأخيرة أمام نادي ليفانتي بنتيجة 4–5 لينتهي بذلك الرقم القياسي عند 43 مباراة بلا هزيمة. أما في منافسات كأس الملك فقاد فاز الفريق باللقب رقم 30، بعدما تغلب على نادي إشبيلية بنتيجة 0–5. أوروبياً لم تكن مسيرة الفريق مرضية حيث خرج من منافسات دوري الأبطال خسارته من نادي روما على الرغم من فوزهم ذهاباَ بفارق مريح، حيث فاز الفريق ذهاباً 4–1 لكنه خسر الإياب بنتيجة 3–0، لتصبح النتيجة النهائية 4–4 ويتأهل روما بعد تطبيق قانون أهداف خارج الأرض.
في موسم 2018–19، استطاع برشلونة الفوز بلقب كأس السوبر الإسباني للمرة 13، وكذلك بلقب الدوري للمرة 26 في تاريخه، لكنه خسر نهائي كأس الملك أمام نادي فالنسيا بنتيجة 1–2. تلك النجاحات المحلية فقدت قيمتها جراء الخروج المذل من منافسات دوري الأبطال، حيث خيم الحزن على رفاق فالفيردي والمشجعين بعد الخسارة وخالي الوفاض من بطولة دوري أبطال أوروبا، بسب الخسارة أمام نادي ليفربول على الرغم من فوزهم ذهاباَ بفارق مريح وبنتيجة 3–0، لكنه خسر الإياب بطريقة دراماتيكية بنتيجة 4–0 وليخرج خالي الوفاض من بطولة دوري أبطال أوروبا.
في 13 يناير 2020، وبعد الخسارة أمام أتلتيكو مدريد في كأس السوبر الإسباني، أُقيل إرنستو فالفيردي واستبدله المدرب كيكي سيتين مدرباً جديداً. كان برشلونة متصدراً للدوري، ثم توقف الدوري بسبب انتشار جائحة فيروس كورونا في إسبانيا، وبعد استكمال الدوري تراجع أداء الفريق وخسروا لقب الدوري لغريمهم ريال مدريد. وعلى الرغم من خسارة لقب الدوري، كان ما ززال للكتالونيين ملل ي إحراز لقب دوري أبطال أوروبا، وقد أبلوا بلاداً حسنا في بادئ الأمر حين تغلبوا على نابولي بنتيجة 3–1. لكن سرعان ما خسر برشلونة خسارة مهينة، حيث خسر بنتيجة 8–2 وهي أكبر نتيجة وأسوأ هزيمة في تاريخ النادي. هذا الفشل المحلي والقاري بالإضافة إلى موسم النادي الخالي من الألقاب أدى إلى زعزعة إدارة برشلونة؛ فبسببها أقيل مدير الكرة إريك أبيدال من منصبه وأقيل كذلك المدرب كيكي سيتين. بعد ذلك بيومين، عُيّن رونالد كومان مدربًا جديدًا لبرشلونة.

### عودة لابورتا وعصر ما بعد ميسي (2021– )

مخطط أداء برشلونة في الدوري 1929–2025

في 7 مارس 2021، تم انتخاب خوان لابورتا رئيسًا لنادي برشلونة بنسبة 54.28% من الأصوات. فاز برشلونة بكأس ملك إسبانيا للمرة الحادية والثلاثين، وهو الكأس الوحيدة تحت قيادة رونالد كومان، بعد فوزه على أثلتيك بلباو 4–0 في النهائي. في أغسطس 2021، وجد برشلونة نفسه غير قادر على الامتثال لمتطلبات اللعب المالي النظيف في الدوري الإسباني، وكشف عن ديون النادي البالغة 1.35 مليار يورو وفاتورة الأجور التي تمثل 103% من إجمالي الدخل. استمرت المفاوضات مع ليونيل ميسي، الذي دخل عامه الأخير في عقده، لبعض الوقت. ومع ذلك، في 5 أغسطس 2021، أعلن برشلونة أنه لن يتمكن من تجديد عقد ميسي بسبب لوائح الدوري الإسباني. ويأتي ذلك على الرغم من توصل النادي وميسي إلى اتفاق بشأن تفاصيل العقد الجديد. غادر ميسي النادي بعد 21 عامًا قضاها لاعبًا في برشلونة، والهداف التاريخي للنادي، ووقع في صفقة انتقال مجانية مع نادي باريس سان جيرمان الفرنسي. كما أدت التداعيات المالية إلى تقييد برشلونة في سوق الانتقالات، ونتيجة لذلك فإن معظم اللاعبين القادمين كانوا إما انتقالات مجانية أو إعارة، واضطروا إلى خفض أجور اللاعبين لتسجيل اللاعبين القادمين.
أدى الأداء الضعيف في الدوري الإسباني ودوري أبطال أوروبا إلى إقالة رونالد كومان في 28 أكتوبر، واستبداله بأسطورة النادي تشافي هيرنانديز. لم يتمكن تشافي من قلب الموازين في دوري أبطال أوروبا، وهبط برشلونة إلى الدوري الأوروبي لأول مرة منذ موسم 2003–04، ثم خرج من ربع النهائي. في الدوري المحلي، حسّن تشافي أداء برشلونة وقاده من المركز التاسع إلى الثاني، ضامنًا بذلك مكانًا في دوري أبطال أوروبا الموسم المقبل. ومع ذلك، وهذا يعني أيضًا أن برشلونة أنهى البطولة بدون أي لقب بعد خروج كأس السوبر وكأس ملك إسبانيا في وقت سابق.
في 15 يناير 2023، قاد تشافي برشلونة إلى لقبه الأول منذ كأس ملك إسبانيا 2021، حيث فاز الكاتالونيون على ريال مدريد 3–1 في نهائي كأس السوبر الإسباني
. في 14 مايو 2023، حسم برشلونة لقبه السابع والعشرين في الدوري رياضيًا قبل أربع مباريات من نهاية الموسم، وهو الأول في حقبة ما بعد ميسي.

## الشعار والنشيد

### الشعار

أول شعار لنادي برشلونة عام 1899.

مر شعار النادي الكاتلوني بعدة مراحل تطور وتغيير. كان أول شعار للنادي عبارة عن تاج وفي أعلاه خفاش ومن تحت التاج معين به عدد من الخطوط الصفراء والحمراء والبيضاء، وقد استخدم هذا الشعار منذ عام 1899 حتى عام 1910، ويرمز الخفاش في أعلى الشعار إلى الحرية أما التاج فيرمز إلى العظمة ولم يكن له أي مدلول سياسي حينها، أما المعين فقد تلون بألوان كاتلونيا (الأصفر والأحمر) كرمز عن هوية النادي الكاتلونية وفي أسفل المعين فرعا شجر أحدهما فرع شجرة غار والآخر فرع شجرة نخيل.
في عام 1910 تغير شعار النادي وأصبح الشكل المعهود اليوم: في الجهة اليسرى بالأعلى إشارة صليب (+) حمراء يحيط بها اللون الأبيض، وهي رمز القديس جرجس، وعلى الجهة اليمنى بالأعلى خطوط صفراء وحمراء وهي ترمز إلى كتالونيا، الإقليم الذي ينتمي إليه النادي ومدينة برشلونة، وفي أسفل الشعار خطوط زرقاء وحمراء وتلك الخطوط ترمز إلى النادي. يعتبر لاعب النادي السابق كارلس كومامالا مبتكر شعار النادي بعد قيام النادي في العام 1910 بتنظيم مسابقة لاختيار تصميم يكون شعارًا للنادي ووقع الاختيار على تصميم ذلك اللاعب. شهد شعار النادي عددًا من التغييرات البسيطة خلال تاريخه إما لأسباب سياسية أو لأسباب تتعلق بإضفاء بعض الجماليات على شعار النادي.

### النشيد
كانت ديل بارسا (بالقطلونية: El Cant del Barça) هو النشيد الرسمي للنادي بدأ يُرَدَّد لأول مرة عام 1974 في كامب نو بمناسبة احتفال النادي بمرور خمسة وسبعين عامًا على تأسيس النادي، وهو من تأليف جاومى بيكاس وجوسيب ماريا اسبيناس ومن تلحين مانويل فالس جورينا. غالبًا ما يردد نشيد برشلونة قبل أي مباراة يخوضها النادي في معقله الكامب نو. لم يكن هذا النشيد الأول للنادي إذ سبقته عدة أناشيد إذ كان أول نشيد للنادي عام 1923؛ والنشيد الثاني اعتمد عام 1949 بمناسبة مرور 50 عامًا على تأسيس النادي، وفي عام 1957 وبمناسبة افتتاح ملعب كامب نو اعتمد نشيد جديد للنادي استمر حتى العام 1974.
| بالكتالونية | بالعربية |
| Tot el camp és un clam som la gent Blaugrana Tant se val d'on venim Si del sud o del nord ara estem d'acord estem d'acord una bandera ens agermana Blaugrana al vent un crit valent tenim un nom el sap tothom Barça, Barça, Baaaaaarrrrççaa | كل الملعب يهتف بصوت واحد نحن شعب البلوغرانا لايهم من أين أتينا من الشمال أو من الجنوب نحن الآن متفقون نعم متفقون راية واحدة تجمعنا صرخة البلوغرانا طيري إلى السماء صرخة قوية نحن الآن لدينا اسم يعرفه كل العالم بارسا بارسا باااارسااا |

## منشآت النادي

### الكامب نو
كامب نو (بالقطلونية:Camp Nou؛ أي «الملعب الجديد») أو سبوتيفاي كامب نو لأسباب الرعاية (Spotify Camp Nou) هو ملعب كرة قدم يقع في منطقة ليس كورتس بمدينة برشلونة، بإقليم كتالونيا الإسباني. افتتح الملعب في 24 سبتمبر 1957 بعد 3 سنوات من عمليات البناء التي بدأت في 28 مارس 1954، وليصبح الملعب الرئيسي بدلاً من ملعب ملعب كامب دي ليس كورتس والذي كان في الملعب الرسمي للنادي لغاية عام 1957. يتسع الملعب لحضور نحو 99،354 ألف متفرج، مما يجعله أكبر ملعب كرة قدم في قارة أوروبا. يعدّ ملعب الكامب نو الملعب الرئيسي لنادي الدرجة الأولى الإسباني نادي برشلونة، وكذلك مقراً للنادي حيث يضم مكاتب مجلس الإدارة.
بدأ بناء الاستاد عام 1954 واستمر حتى عام 1957، وكان المهندس المسؤول عن البناء هو فرانسيس فميتجانس ميرو وجوزيف سوتيرنس موري بالتعاون مع لورنزو غارسيا باربون، وقدرت تكلفة المشروع بنحو 288 مليون بيزيتا وعندما أنشئ الملعب بلغت مساحته: 107×72 متر إلا أنها قلصت بعد أن صدر قرار من الفيفا بذلك، إلى:105×68 متر. سبب تحديد اسم الكامب نو جاء بناء على تصويت أعضاء النادي بريديًا حيث وصل عدد الأصوات إلى 29،102. افتتح الملعب في 24 سبتمبر سنة 1957، وكان حينها يتسع لنحو 73،054 متفرج، وعلى الرغم من أن العمل في الملعب كان لم يكتمل بعد، لكن أكثر من 80،000 متفرج حضروا حفل الافتتاح بمباراة جمعت النادي مع فريق ضم لاعبين من أندية كرة القدم الرئيسية في كتالونيا، وانتهت تلك المباراة بفوز نادي برشلونة بنتيجة 4–2.
جدِّد الملعب وحُسِّن عدّة مرّات منذ عام 1957، ومن أهم تلك التحسينات إضافة نظام الإضاءة في عام 1959، فضلًا عن إضافة اللوحة الإلكترونية في المدرّج وغرفة الصحافة. وفي عام 1994 خُفِّض مستوى أرضية الملعب. يتسع الملعب حاليًا إلى 99،354 متفرج، وهو يُعد أكبر ملاعب كرة القدم في أوروبا. مُنح الكامب نو وسام الخمس نجوم في موسم 1998–99 من اليويفا.
شهد ملعب الكامب نو عدد من الأحداث الرياضية الهامة وأبرزها:
- استضافة حفل الافتتاح والمباراة الافتتاحية في بطولة كأس العالم سنة 1982 التي أقيمت في إسبانيا،[167] وعدد من مباريات البطولة.
- استضافة عدد من مباريات كأس الأمم الأوروبية لكرة القدم لعام 1964.
- استضافة حفلي افتتاح وختام دورة الألعاب الأولمبية التي أقيمت بمدينة برشلونة عام 1992.
- استضافة عدد من نهائيات بطولات الأندية الأوروبية، إذ استضاف مباراتي نهائي دوري أبطال أوروبا عامي 1989 و1999 إضافة إلى نهائي كأس الكؤوس الأوروبية عامي 1972 و1982.

### ملعب لويس كومبانيس الأولمبي
ملعب لويس كومبانيس الأولمبي (بالقطلونية: Estadi Olímpic Lluís Companys، بالإسبانية: Estadio Olímpico Lluís Companys) المعروف سابقًا باسم ملعب مونجويك أو ملعب مونجويك الأولمبي (بالكتالونية: Estadi de Montjuïc, Estadi Olímpic de Montjuïc)، هو ملعب يقع في مدينة برشلونة، بُني في عام 1927م وأعيد بناؤه في عام 1989 ليكون الملعب الرئيسي للألعاب الأولمبية الصيفية عام 1992م يتسع لـ55،926 متفرج، احتضن أيضًا مباريات نادي إسبانيول من عام 1997 حتى عام 2009م الذي افتتح فيه ملعب كورنيا إل برات الجديد للنادي، يُستخدم في الغالب لمباريات كرة القدم وهو الملعب الرئيسي لنادي برشلونة منذ موسم 2023–24، بسبب تجديد ملعبهم المعتاد، كامب نو.
استضاف دورة الألعاب الأولمبية الصيفية 1992 والألعاب البارالمبية الصيفية 1992.

### كامب ديل لا إندوستريا

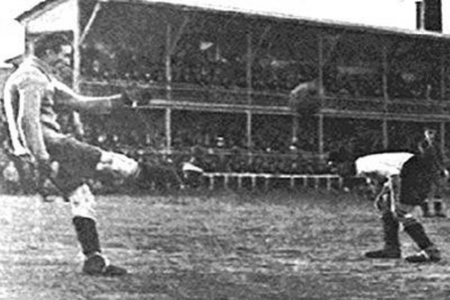
منظر كامب ديل لا إندوستريا في الفترة 1909-1922.

كامب ديل لا إندوستريا (بالقطلونية: Camp de la Indústria) هو ملعب كرة القدم الأول لنادي برشلونة، افتُتح الملعب في 14 مارس من عام 1909.
احتاج برشلونة لملعب مناسب تقام عليه مبارياته الرسمية، حيث كان يخوض الفريق مبارياته في ساحات غير مناسبة للعب، بالإضافة إلى الحضور الجماهيري الكبير، كان الملعب يتسع عند افتتاحه لحضور 6،000 متفرج. وقد استمر النادي في استخدام ذلك الملعب حتى عام 1922، حيث تمكن من إنشاء ملعب دي ليس كورتس الذي أصبح الملعب المعتمد للنادي في ذلك العام.

### كامب دي ليس كورتس

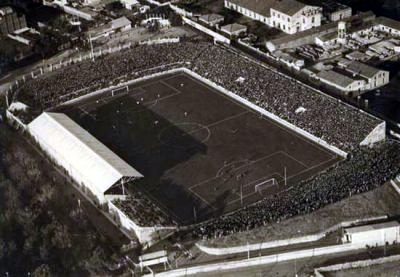
منظر لملعب كامب دي ليس كورتس عام 1930.

ملعب كامب دي ليس كورتس (بالقطلونية: Camp de Les Corts) هو ملعب كرة قدم سابق خاص بنادي برشلونة، افتُتح الملعب عام 1922، وقد اعتمدته حينها إدارةُ النادي بدلاً من ملعب كامب ديل لا إندوستريا، بسبب إقبال الجماهير المتزايد على متابعة مباريات الفريق وحاجة النادي حينها لملعب أكثر تطورا. بلغت تكاليف إنشاء الملعب ما يقارب مليون بيزيتا إسبانية.
بلغت الطاقة الاستيعابية عند بناء الملعب كافية لحضور 60 ألف متفرج، لكن رغم تلك الطاقة الاستيعابية الكبيرة، قررت إدارة نادي برشلونة في أوائل الخمسينيات من القرن الفائت من بناء ملعب أكثر فخامة ويستوعب عدداً أكبر من الجماهير. فبُني ملعب كامب نو في عام 1957، ليصبح ملعب النادي الرئيسي بدلا من كامب دي ليس كورتس الذي هُدم عام 1966.

### كامب نو الجديد

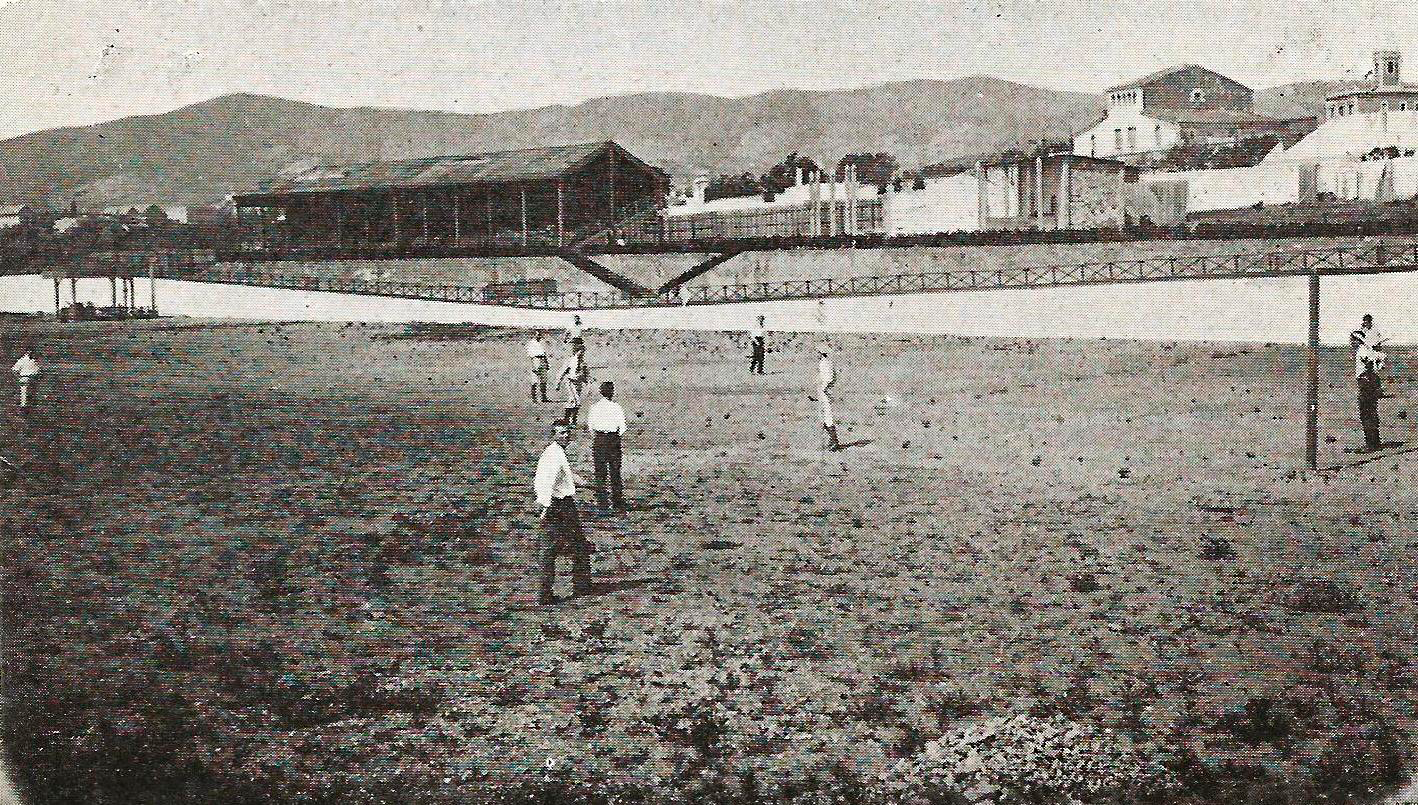
ساحة فندق بونانوفا أول مكان لعب عليه النادي.

كامب نو الجديد (بالقطلونية:New Camp Nou) الاسم الذي سيطلق على الملعب بعد تجديده، كان مقرراً أن تجري عملية التوسعة والتجديد في 2007 بمناسبة مرور 50 عاماً على افتتاح الملعب، وقد وقع اختيار إدارة النادي على المهندس المعماري البريطاني نورمان فوستر وشركته، ليعيد تشييد الكامب نو، بتكلفة تقديرية تبلغ 250 مليون يورو، لكن بسبب الأزمة المالية العالمية تقرر تأجيل المشروع.
في مارس 2016 أعلن رئيس النادي جوسيب ماريا بارتوميو عن تفاصيل مشروع تحديث كامب نو الذي سيبدأ تنفيذه خلال العام 2017، والمتوقع أن ينتهي العمل فيه عام 2021، ويتضمن المشروع تغطية مدرجات الملعب بالكامل بعد توسيعِها لتصل سعتُها إلى 105 ألف متفرج، وستكون جميع المقاعد في الملعب الجديد ذات رؤية مثالية، ويمكن لجميع المقاعد رؤية كل الملعب، وسوف تُحسن المسافات بين المقاعد، لتكون أكثر راحة ويتميز التصميم الذي أعدته وستنفذه شركة نيكين سيكي اليابانية بالانفتاح والأناقة والعصرية وطابعه المتوسطي، ولن تعيق عملية التجديد النادي من لعب مبارياته في الملعب، وقد أطلق على هذا المشروع اسم فضاء برشلونة، وستبلغ تكلفة التجديد نحو 420 مليون يورو، ستُمول من مساهمة النادي وبيع حقوق تسمية الملعب وقروض من البنوك.

### لا ماسيا

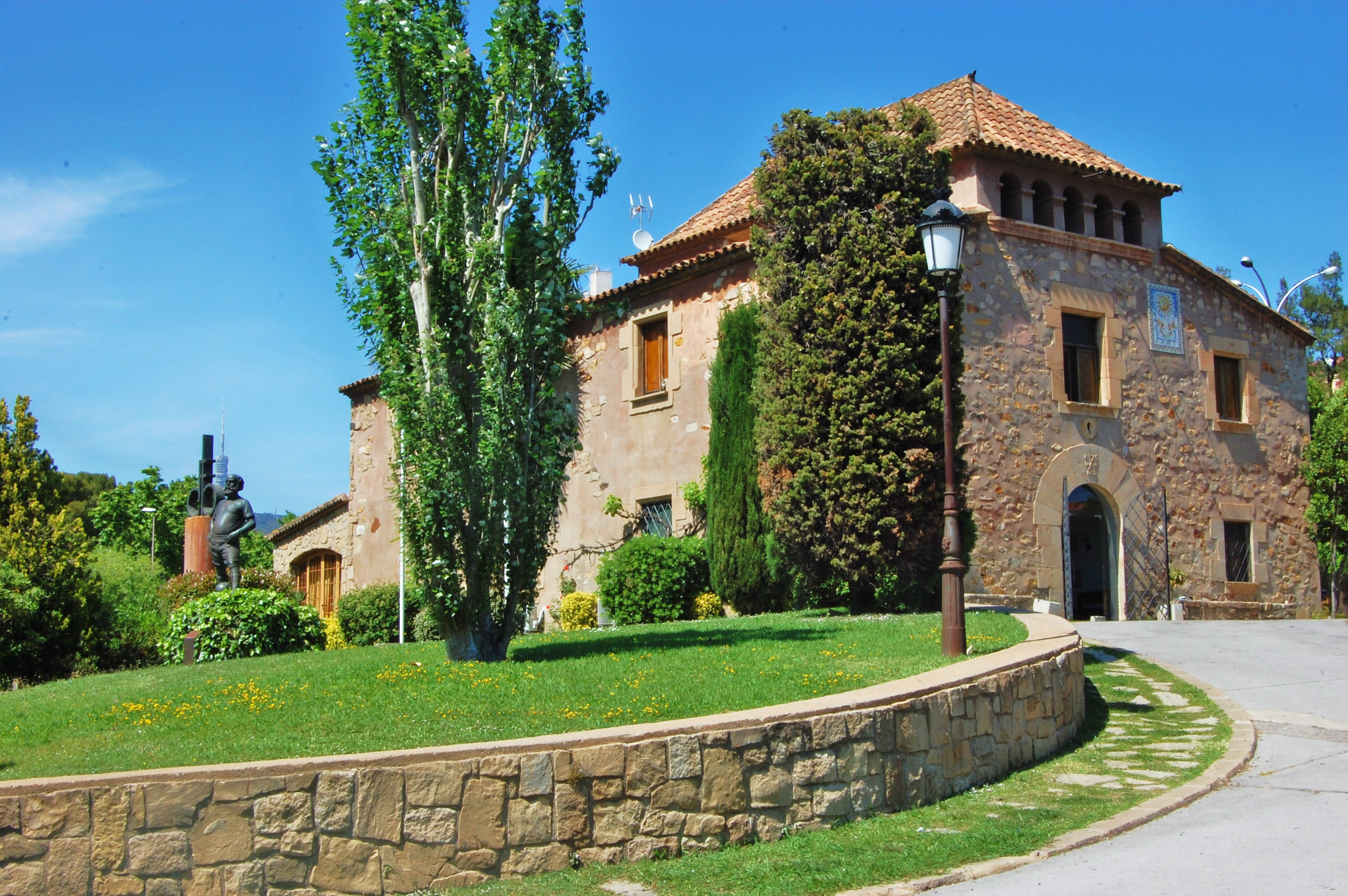
صورة لمبنى أكاديمية لا ماسيا

لا ماسيا دي كان بلينس (بالقطلونية: La Masía de Can Planes) وتُنطق اختصارًا لا ماسيا (بالإسبانية: La Masía) ويعرف بـ«معهد برشلونة لصناعة النجوم»، منشأة تأسست في عام 1702 وتقرر أن تكون مقرًا للنادي في سنة 1966، وبعد 13 سنة أي في عام 1979 تقرر أن تكون المنشأة مقرًا لتدريب الناشئين. كانت الطاقة الاستيعابية للأكاديمية تبلغ ستين متدربا، وفي شهر أكتوبر من عام 2011 غُيِّر مبنى الأكاديمية، وانتقل المتدربون إلى مبنى أحدث وأكثر تطورا، وهو مدينة خوان غامبر الرياضية، تستهدف الأكاديمية الأولاد والبنات من سن السادسة حتى سن الثانية عشر، ومن مختلف الجنسيات.

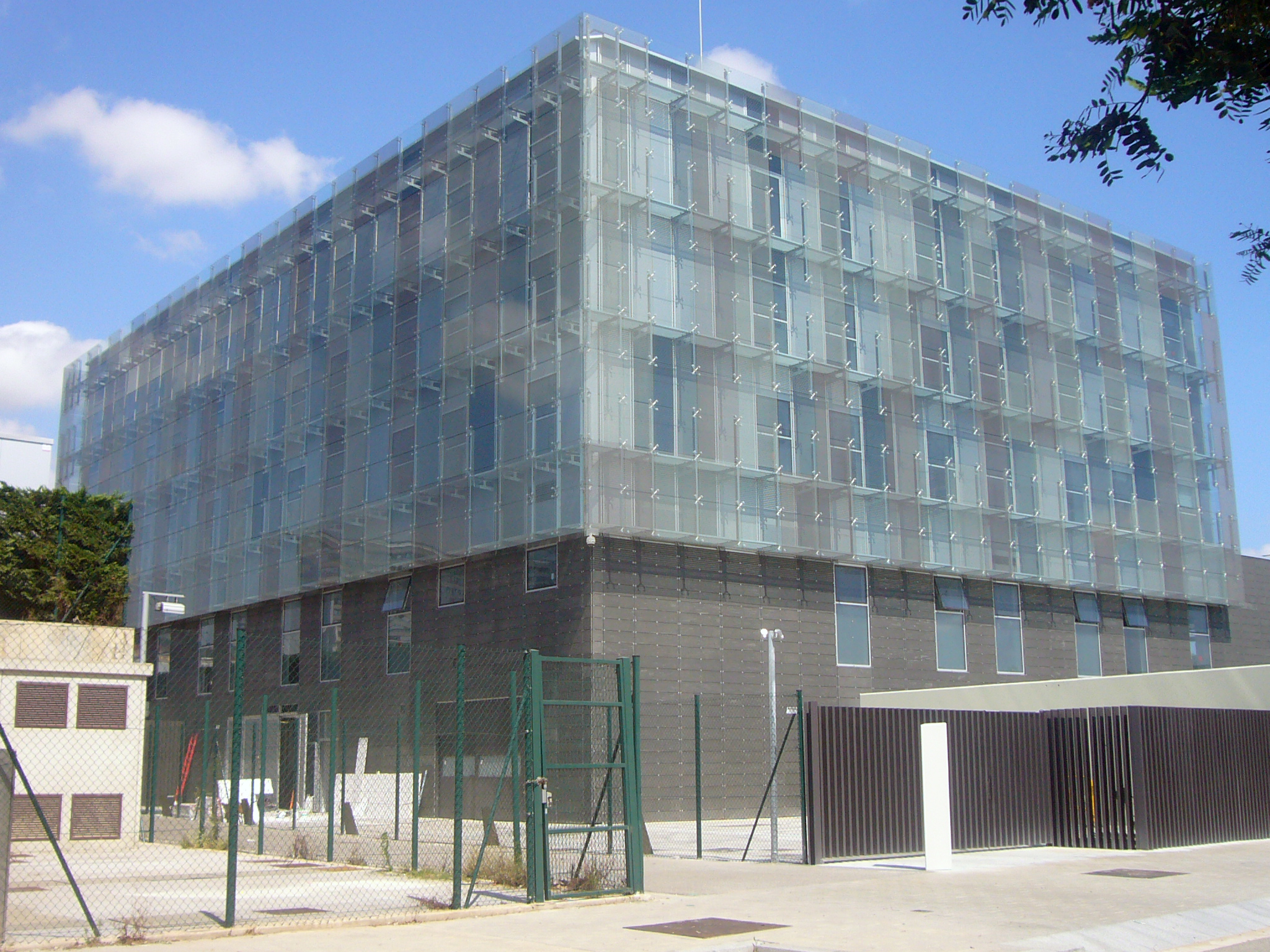
مبنى أكاديمية لا ماسيا الجديد الذي أفتتح في أكتوبر 2011.

انبثقت فكرة إنشاء مدرسة متخصصة للنادي استنادًا إلى نجاح مدرسة نادي أياكس الهولندي الذي سيطر على الكرة الأوروبية أغلب عقد السبعينيات من القرن العشرين، ونجاح الكرة الشاملة التي ابتدعها الهولنديون في كأس العالم عام 1974 بألمانيا، وما ساعد على تطبيق هذه الفكرة وجود المدرب الهولندي رينوس ميتشيلز، الذي يُعد أب الكرة الشاملة ومبتكرها، على رأس لاعبي نادي برشلونة في تلك الفترة. لكن الفكرة احتاجت إلى وقت طويل للنجاح وجني ثمارها، وبدأ النادي يجني ثمارها فعليًا عندما جاء يوهان كرويف لتدريب لاعبي برشلونة في عام 1988.
أهم مرتكزات معهد اللاماسيا هي اكتشاف المواهب في عمر صغير، وتدريبهم على الاستحواذ على الكرة ودقة التمرير، والاستمرار في الاهتمام والعناية بهم حتى يصلوا إلى الفريق الأول، لقد وفر معهد لا ماسيا مئات الملايين من الدولارات للنادي من خلال الاعتماد على أبناء المدرسة دون اللجوء إلى الشراء، أي أن السياسة المتبعة هي صنع النجم لا شراؤه، ولا تزال المدرسة تثبت يومًا بعد يوم أنها إحدى أعظم المدارس الكروية إن لم تكن أعظمها، نظرًا لطبيعة النجوم الذين صنعتهم تلك المدرسة والإنجازات التي حققوها سواء فردية أو جماعية.
من أهم اللاعبين الذين تخرجوا من لا ماسيا غويليرمو أمور، بيب غوارديولا، تشافي هيرنانديز، كارليس بويول، أندريس إنييستا، ليونيل ميسي، سيسك فابريغاس وجيرارد بيكيه وغيرهم الكثير من اللاعبين، شكل اللاعبون الذين تخرجوا من لا ماسيا خلال عقد من الزمان العمود الفقري للنادي الكاتلوني المتوج بلقب دوري أبطال أوروبا أربعة مرات بين عاميّ 2006–2015 وكانوا العمود الفقري للمنتخب الإسباني المتوج بلقب كأس العالم لعام 2010، إذ ضمت تشكيلة المنتخب الإسباني الفائز بتلك البطولة، 9 لاعبين من خريجي تلك الأكاديمية لعب منهم ما بين 6 و7 لاعبين كأساسيين خلال المباريات، وبالتالي يمكن القول أن معهد لا ماسيا خدم نادي برشلونة والمنتخب الإسباني على حد سواء.

### منشآت أخرى
من منشآت النادي الأخرى:
- ميني ستادي: ملعب كرة قدم يتسع إلى ما يقارب 15 ألف متفرج.
- سبورت سيتي: مدينة رياضية تتبع النادي.
- بالاو بلوجرانا: قاعة مغطاة تتسع إلى 7،235 متفرج مخصصة لألعاب كرة السلة وكرة اليد وكرة القدم داخل الصالات.
- قاعة التزلج على الجليد.
- بالاو بلوجرانا2: قاعة تمارس بها لعبتا كرة السلة واليد وتتسع لـ1،200 متفرج.

## الزي

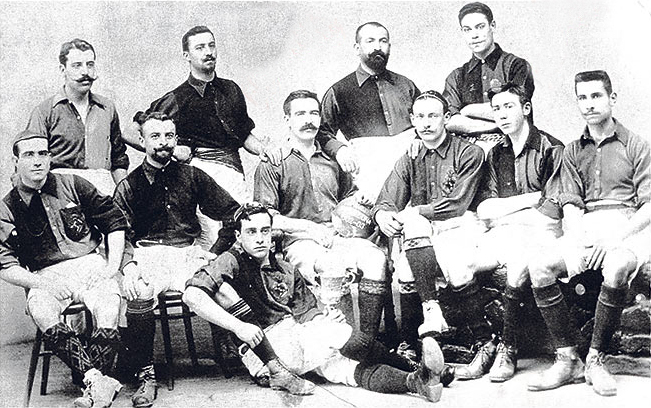
زي النادي عام 1903 ويظهر القميص باللونين الأحمر والأزرق

اشتهر النادي بقميصه المميز المكون من اللونين الأحمر والأزرق منذ بداية تأسيسه وبسبب هذا الزي المكون من هذين اللونيين اشتهر باسم البلوجرانا باللغة الكتالونية Blaugranes وقد تعددت الفرضيات بسبب اختيار المؤسسين لهذين اللونين وإحدى هذه الفرضيات أن مؤسس النادي السويسري خوان غامبر اختار اللونيين كونه لون نادي بازل السويسري الذي كان أحد مؤسسيه قبل قدومه لمدينة برشلونة أو أنه لون الولاية التي كان ينتمي إليها في سويسرا.
أما الفرضية الثانية فهي أن مؤسسي النادي اختاروا اللونيين بناء على أقلام المحاسبين الزرقاء والحمراء المشهورة بتلك الفترة، الفرضية الثالثة أن أم أخوين كانا يلعبان للفريق عند تأسيسه أهدت اللاعبين أحزمة زرقاء وأخرى حمراء لتميز الفريق قبل أن يمتلكوا زيًا خاصًا بهم، ولا يوجد أي دليل قاطع لترجيح فرضية على أخرى لتبقى مسألة الزي المشهور بهذين اللونيين من المسائل الغامضة. رغم تنويع تصميم الزي الرئيسي للنادي إلا أنه حافظ على اللونين الأحمر والأزرق.
| أول طقم يرتديه النادي عام 1899. | زي برشلونة التقليدي في عشرينيات القرن الماضي. | استخدم النادي الخطوط الأفقية فقط خلال موسم 2015–16. | استخدم النادي تصميمًا متقلبًا فقط خلال موسم 2019–20. | استخدم النادي شورتًا نصفيًا وقميصًا مستوحى من الشعار خلال موسم 2021–22. |

### الشركات المصنعة للزي
تعاقبت ثلاث شركات على تصنيع الزي الخاص بنادي برشلونة، منذ تأسيسه، وتجهيز النادي نفسه بكافة احتياجاته من الملابس والأحذية والمستلزمات الرياضية ما يتعلق منها بكرة القدم والألعاب الأخرى التي تمارس بالنادي ككرة السلة وكرة اليد وغيرها. أما تلك الشركات فهي: شركة ميبا الإسبانية وكابا الإيطالية ونايكي الأمريكية، التي بدأ التعاقد معها في العام 1998 ومُدِّد العقد في العام 2006 ويستمر العقد حتى العام 2013 يحصل خلالها النادي مقابل وضع علامة الشركة على الملابس والتجهيزات الخاصة بالنادي على 150 مليون يورو إضافة لتكفل الشركة بتلبية جميع احتياجات النادي من الألبسة والعتاد الرياضي.

## الكلاسيكو والديربي

### الكلاسيكو

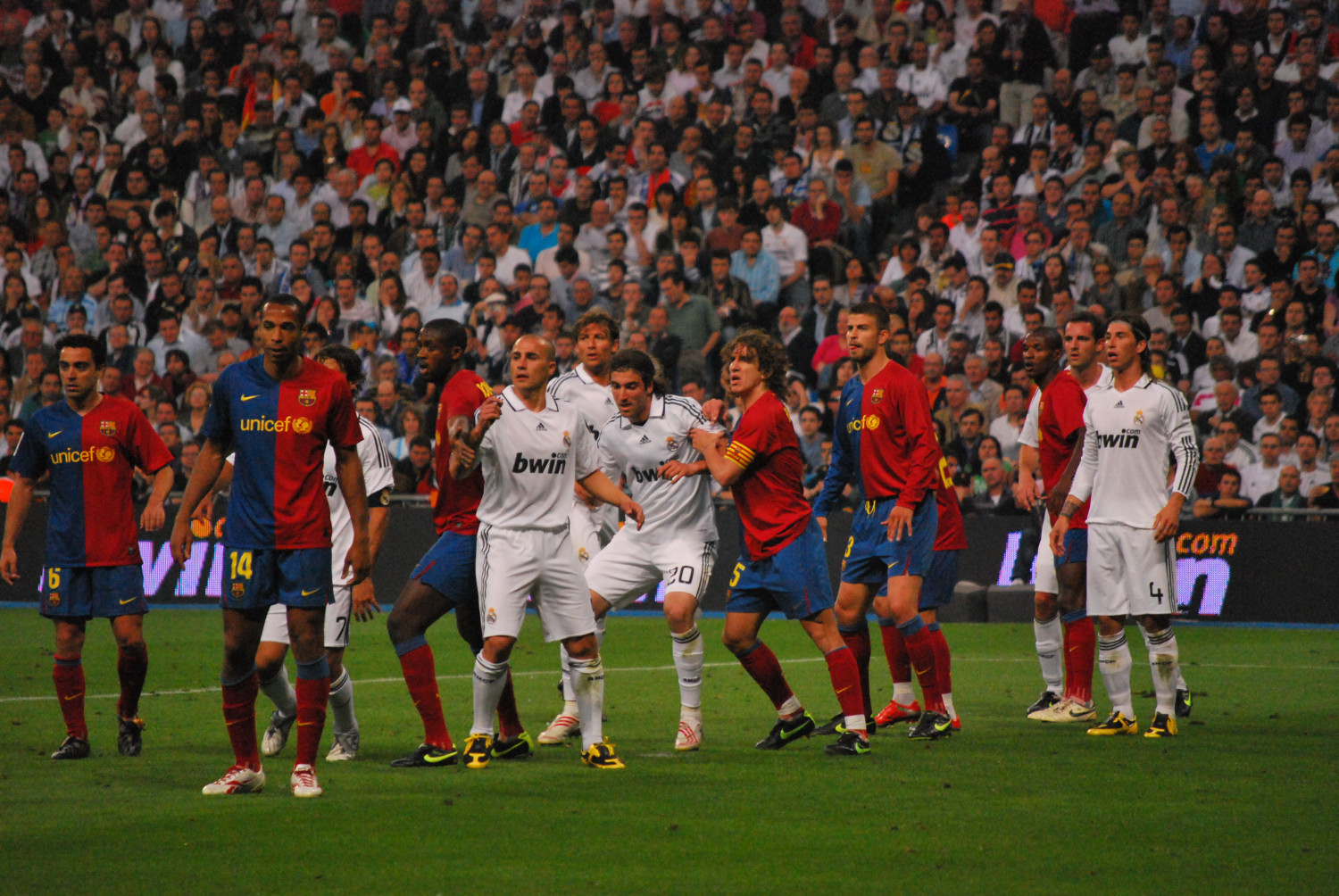
لقطة لأحدى مباريات الكلاسيكو.

الكلاسيكو (بالإسبانية: El Clásico) (بالكتالونية: El Clàssic)، هي مباراة ديربي في رياضة كرة القدم، بين قطبي الكرة الإسبانية نادي ريال مدريد ونادي برشلونة، وهي إحدى صور التنافس بين أكبر وأهم ناديين في العاصمة الإسبانية مدريد ومدينة برشلونة، المدينتان الأكبر في إسبانيا. تطلق كلمة الكلاسيكو على المباريات التي تجمع الفريقين في ضمن منافسات الدوري الإسباني، لكن في الوقت الحاضر، أصبحت أي مباراة تجمعهما تعرف باسم الكلاسيكو، سواء أكانت البطولة كأس ملك إسبانيا أو دوري أبطال أوروبا أو غيرها. تُمثل هذه المباراة صراع بين أكبر مدينتين في إسبانيا، وفي بعض الأحيان يشار إليه كصراع سياسي بين المدينتين، بين العاصمة مدريد والتي ينظر لها أنها حاملة لواء القومية الإسبانية، وبين مدينة برشلونة حاملة لواء القومية الكتلونية.
وهي المباراة الأكثر مشاهدة بالعالم، حيث يصل عدد المشاهدين إلى مئات الملايين، ففي المباراة التي جرت في شهر مارس 2014، وصل عدد المشاهدين إلى 400 مليون مشاهد. فهذا الديربي من أشهر الديربيات الأوروبية بل العالمية، فهو يمثل صراعاً بين فريقين حصدوا مجتمعين على 20 بطولة دوري أبطال أوروبا، و63 بطولة دوري محلي. وغالبًا ما تتخذ المنافسة بين أقوى فريقين محليين لكرة القدم طابعًا حادًا، وهذا يصدق بشكل كبير على أقوى فريقين إسبانيين، ألا وهما ريال مدريد وبرشلونة، اللذان تُعرف مبارياتهما باسم «الكلاسيكو» أو «المباريات التقليدية». كان كل من هذين الناديين يُعتبر ممثلاً لمنطقتين متخاصمتين منذ نشأة بطولات كرة القدم في إسبانيا، وبالتحديد منطقتا قطلونيا وقشتالة، كما المدينتين اللتان أعطتهما اسمهما. يعتبر البعض أن هذه الخصومة تعكس التوتر السياسي والثقافي بين القطلونيين والقشتاليين، الأمر الذي يراه أحد الكتّاب بمثابة إعادة تجسيد للحرب الأهلية الإسبانية.

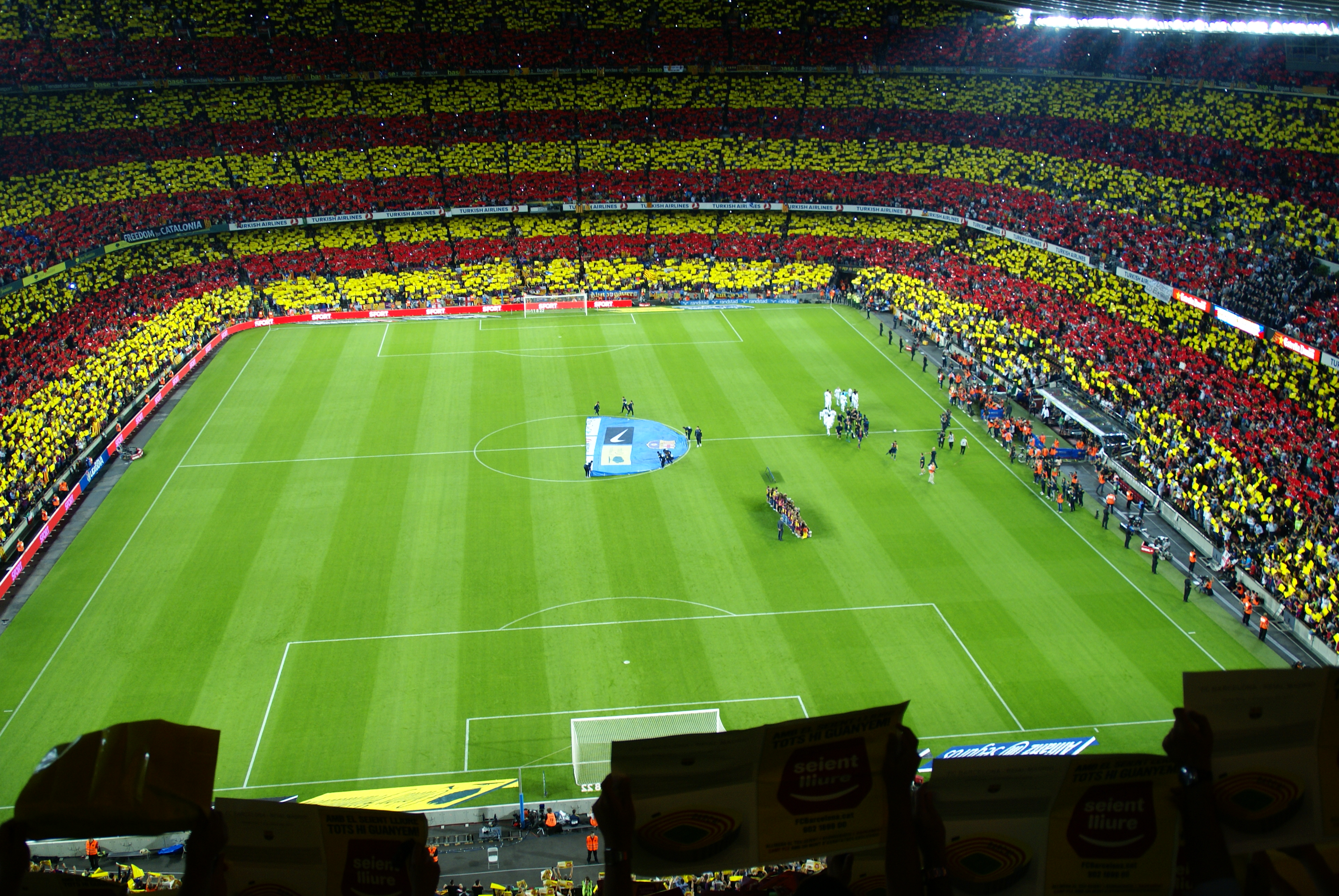
لقطة لجمهور نادي برشلونة في مباراة الكلاسيكو.

خلال عهد الحكم الديكتاتوري لكل من بريمو دي ريفيرا وفرانسيسكو فرانكو، قُمعت جميع المظاهر الثقافية الإقليمية في البلاد، كما حُظر استخدام جميع اللغات المنطوقة البلدية عدا الإسبانية، الأمر الذي جعل سكّان الأقاليم ناقمون وتواقون إلى الحرية، وأصبحوا يجلّون رموزهم الثقافية أكثر من ذي قبل، فأصبح نادي برشلونة بالنسبة للكتالونيين «أكثر من مجرّد ناد» (بالإسبانية: Més que un club)، ويقول الكاتب والصحفي مانويل فاسكيز مونتلبان، أن أفضل الطرق التي كان الكتالونيون يُعبرون فيها عن هويتهم، كانت بالانضمام إلى نادي برشلونة، فقد كان هذا الأمر أقل خطورة من انضمامهم إلى أي جمعية سرية مناهضة لحكم فرانكو، الأمر الذي سمح لهم بالتعبير عن رغبتهم بالانشقاق عن باقي البلاد بأسلوب هادئ.

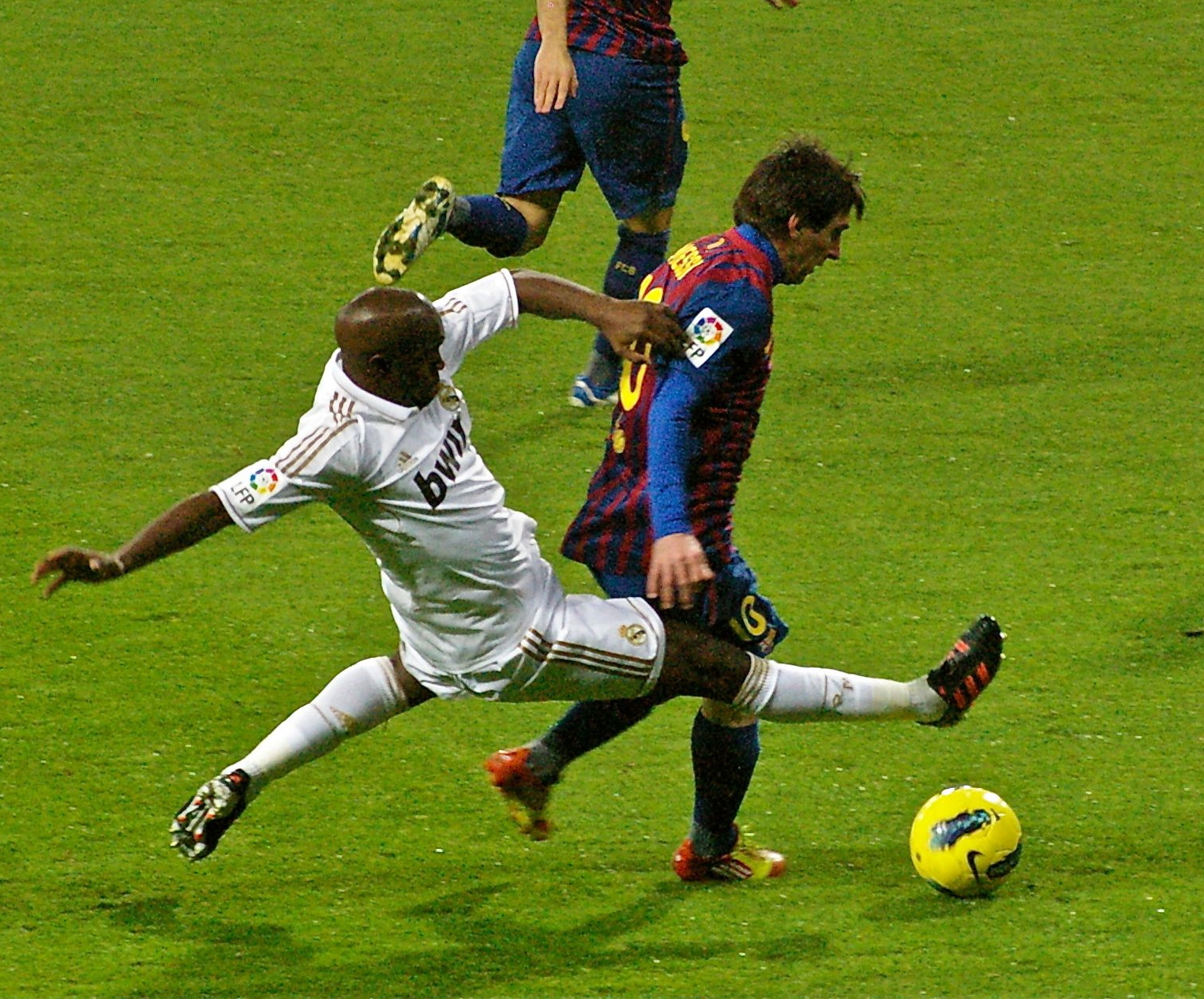
تنافس حاد على الكرة بين ليونيل ميسي لاعب نادي برشلونة، ولاسانا ديارا لاعب نادي ريال مدريد في مباراة كلاسيكو ديسمبر 2011.

بالمُقابل، كان يُنظر إلى ريال مدريد على أنه تجسيد للنظام الشمولي الفاشستي على كافة مستوياته: بدأً من المستوى الإداري وحتى أصغر لاعب احتياطي. لكن على الرغم من ذلك، فقد ذاق بعض رؤساء الفريقين، مثل جوسب سونال ورفائييل سانشيز جويرا، الأمرّين على يد بعض مؤيدي فرانكو. تفاقمت حدّة المنافسة خلال عقد الخمسينيات من القرن العشرين، عندما ثار جدالاً يتعلق بنقل ألفريدو دي ستيفانو، الذي لعب لصالح ريال مدريد وكان سببًا في تحقيقهم عدد من الانتصارات المتوالية. شهد عقد الستينيات ظهور هذه المنافسة على الساحة الأوروبية، عندما التقى الفريقان مرتين في جولات خروج المغلوب بكأس أوروبا. وفي عام 2002، التقى الفريقان في مباراة أطلقت عليها وسائل الإعلام الإسبانية تسمية «مباراة القرن»، وحضرها ما يزيد عن 500 مليون متفرّج.
أقيم أول لقاء بين الفريقين بتاريخ 13 مايو 1902, ضمن منافسات كأس كوروناسيون، بالعاصمة مدريد، وانتهى بفوز نادي برشلونة بنتيجة 3-1. بينما أول لقاء رسمي جمعهما كان كأس ملك إسبانيا 1916، وتحديداً في يوم 26 مارس 1916، وانتهى لصالح نادي برشلونة بنتيجة 3-1. بينما أول مباراة جمعت بين الفريقين في مسابقة الدوري كانت في 17 فبراير 1929، وانتهت بفوز ريال مدريد بنتيجة 2-1. يمتلك نادي ريال مدريد الرقم الأكبر في عدد مرات الفوز في اللقاءات الرسمية التي جمعت الفريقين، فتواجه الفريقان في 261 لقاءاً رسمياً، فاز ريال مدريد في 105 لقاء، بينما فاز نادي برشلونة في 104 لقاءً، وتعادل الفريقان في 52 لقاء. وهم جنباً إلى جنب مع نادي أتلتيك بلباو، الفرق الوحيدة التي لم تهبط إلى الدوري الدرجة الثانية منذ تأسيسيها. وللكلاسيكو أسماء عديدة أهمها كلاسيكو الأرض، وكلاسيكو الكرة الأرضية. ومن ناحية أخرى يُعتبر كل من نادي برشلونة وريال مدريد من الفرق المؤسسة لمجموعة جي-14 للأندية القيادية الأوروبية، التي تم إلغاؤها حاليّا واستبدلت برابطة الأندية الأوروبية.
آخر تحديث 11 مايو 2025.
|                   | المواجهات | الفوز   | الفوز      | التعادل | الأهداف | الأهداف    |         | الفوز في الديار | الفوز في الديار | التعادل في الديار | التعادل في الديار | الفوز خارج الديار | الفوز خارج الديار |
| ريال مدريد        | المواجهات | برشلونة | ريال مدريد | التعادل | برشلونة | ريال مدريد | برشلونة | ريال مدريد      | برشلونة         | ريال مدريد        | برشلونة           |                   |                   |
| ----------------- | --------- | ------- | ---------- | ------- | ------- | ---------- | ------- | --------------- | --------------- | ----------------- | ----------------- | ----------------- | ----------------- |
| الدوري الإسباني   | 190       | 79      | 76         | 35      | 307     | 309        | 55      | 52              | 15              | 20                | 23                | 24                |                   |
| كأس التتويج       | 1         | 0       | 1          | 0       | 1       | 3          | 0       | 0               | 0               | 0                 | 0                 | 0                 |                   |
| كأس ملك إسبانيا   | 38        | 13      | 17         | 8       | 71      | 71         | 5       | 7               | 5               | 3                 | 5                 | 6                 |                   |
| كأس الدوري        | 6         | 0       | 2          | 4       | 8       | 13         | 0       | 1               | 2               | 2                 | 0                 | 1                 |                   |
| السوبر الإسباني   | 18        | 10      | 6          | 2       | 40      | 29         | 6       | 4               | 1               | 1                 | 2                 | 0                 |                   |
| دوري أبطال أوروبا | 8         | 3       | 2          | 3       | 13      | 10         | 1       | 1               | 2               | 1                 | 2                 | 1                 |                   |
| جميع المنافسات    | 261       | 105     | 104        | 52      | 440     | 435        | 66      | 64              | 25              | 27                | 31                | 32                |                   |
| المباريات الودية  | 36        | 4       | 22         | 10      | 44      | 89         | 2       | 11              | 4               | 6                 | 0                 | 6                 |                   |
| جميع المباريات    | 297       | 109     | 126        | 62      | 484     | 524        | 70      | 75              | 29              | 33                | 31                | 38                |                   |

### ديربي كتالونيا
ديربي كاتلونيا هو الاسم الذي يُطلق على المباريات التي تجمع بين أهم فريقين في إقليم كاتلونيا: نادي برشلونة ونادي إسبانيول. يصف مشجعو برشلونة نادي إسبانيول بالابن العاق، نظرًا للعلاقات الودية مع نادي ريال مدريد، وعلاقاتهم المشحونة والمتوترة مع نادي برشلونة، ورغم الفارق الكبير بين كلا الفريقين سواء في الألقاب والنتائج والإمكانيات والجماهير والتي تصب جميعها في مصلحة نادي برشلونة إلا أن ديربي برشلونة دوما ما يحظى بالإثارة والندية، والمفاجآت أحيانا.
- آخر تحديث في 15 مايو 2025.

|                       | المواجهات | الفوز    | الفوز   | التعادل | الأهداف  | الأهداف |
| برشلونة               | المواجهات | إسبانيول | برشلونة | التعادل | إسبانيول |         |
| --------------------- | --------- | -------- | ------- | ------- | -------- | ------- |
| الدوري الإسباني       | 178       | 104      | 34      | 40      | 345      | 184     |
| كأس ملك إسبانيا       | 36        | 20       | 10      | 6       | 69       | 47      |
| السوبر الإسباني       | 2         | 2        | 0       | 0       | 4        | 0       |
| كأس المعارض الأوروبية | 2         | 2        | 0       | 0       | 2        | 0       |
| مجموع المباريات       | 218       | 128      | 46      | 44      | 420      | 231     |

## بطولات الفريق
يُعتبر نادي برشلونة أحد أنجح الأندية على الصعيدين القاري والمحلي ففي رصيد النادي 17 لقبًا قاريًّا وعالميًّا، 79 لقبًا محليّا وبمجموع 96 لقبًا رسميّاً، جعلت النادي من الأندية الأكثر نجاحاً وتتويجاً بالبطولات الرسمية على مستوى الأندية في قارة أوروبا.
| المنافسات               | البطولة               | الترتيب | المرات | المواسم |
| ----------------------- | --------------------- | ------- | ------ | --- |
| البطولات المحلية (77)   | الدوري الإسباني       | البطل   | 28     | 1929، 1944-45، 1947-48، 1948-49، 1951-52، 1952-53، 1958-59، 1959-60، 1973-74، 1984-85، 1990-91، 1991-92، 1992-93، 1993-94، 1997-98، 1998-99، 2004-05، 2005-06، 2008–09، 2009–10، 2010–2011، 2012-13، 2014-15، 2015-16، 2017-18، 2018-19، 2022–23، 2024–25  |
| البطولات المحلية (77)   | الدوري الإسباني       | الوصيف  | 28     | 1929–30، 1945–46، 1953–54، 1954–55، 1955–56، 1961–62، 1963–64، 1966–67، 1967–68، 1970–71، 1972–73، 1975–76، 1976–77، 1977–78، 1981–82، 1985–86، 1986–87، 1988–89، 1996–97، 1999–00، 2003–04، 2006-07، 2011-12، 2013-14، 2016–17، 2019–20، 2021–22، 2023–24 |
| البطولات المحلية (77)   | كأس إسبانيا           | البطل   | 32     | 1910، 1912، 1913، 1920، 1922، 1925، 1926، 1928، 1942، 1951، 1952، 1953، 1957، 1959، 1963، 1968، 1971، 1978، 1981، 1983، 1988، 1990، 1997، 1998، 2009، 2012، 2015، 2016، 2017، 2018، 2021، 2025                                                             |
| البطولات المحلية (77)   | كأس إسبانيا           | الوصيف  | 12     | 1902، 1919، 1932، 1936، 1954، 1974، 1984، 1986، 1996، 2011، 2014، 2019 |
| البطولات المحلية (77)   | كأس السوبر الإسباني   | البطل   | 15     | 1983، 1991، 1992، 1994، 1996، 2005، 2006، 2009، 2010، 2011، 2013، 2016، 2018، 2023، 2025 |
| البطولات المحلية (77)   | كأس السوبر الإسباني   | الوصيف  | 12     | 1985، 1988، 1990، 1993، 1997، 1998، 1999، 2012، 2015، 2017، 2021، 2024 |
| البطولات المحلية (77)   | كأس الدوري الإسباني   | البطل   | 2      | 1982-83، 1985-86 |
| البطولات المحلية (77)   | كأس الدوري الإسباني   | الوصيف  | -      | - |
| البطولات المحلية (77)   | كأس إيفا دوارتي       | البطل   | 3      | 1948، 1952، 1953 |
| البطولات المحلية (77)   | كأس إيفا دوارتي       | الوصيف  | 2      | 1949، 1951 |
| البطولات الأوروبية (14) | دوري أبطال أوروبا     | البطل   | 5      | 1992، 2006، 2009، 2011، 2015 |
| البطولات الأوروبية (14) | دوري أبطال أوروبا     | الوصيف  | 3      | 1961، 1986، 1994 |
| البطولات الأوروبية (14) | كأس السوبر الأوروبي   | البطل   | 5      | 1992، 1997 ،2009، 2011، 2015 |
| البطولات الأوروبية (14) | كأس السوبر الأوروبي   | الوصيف  | 4      | 1979، 1982، 1989، 2006 |
| البطولات الأوروبية (14) | كأس الكؤوس الأوروبية  | البطل   | 4      | 1979، 1982، 1989، 1997 |
| البطولات الأوروبية (14) | كأس الكؤوس الأوروبية  | الوصيف  | 2      | 1969، 1991 |
| البطولات القارية (3)    | كأس العالم للأندية    | البطل   | 3      | 2009، 2011، 2015 |
| البطولات القارية (3)    | كأس العالم للأندية    | الوصيف  | 1      | 2006 |
| البطولات القارية (3)    | كأس إنتركونتنينتال    | البطل   | -      | - |
| البطولات القارية (3)    | كأس إنتركونتنينتال    | الوصيف  | 1      | 1992 |
| البطولات الودية (10)    | كأس المعارض الأوروبية | البطل   | 3      | 1958، 1960، 1966 |
| البطولات الودية (10)    | كأس المعارض الأوروبية | الوصيف  | 1      | 1962 |
| البطولات الودية (10)    | كأس العالم المصغرة    | البطل   | 1      | 1957 |
| البطولات الودية (10)    | كأس العالم المصغرة    | الوصيف  | -      | - |
| البطولات الودية (10)    | كأس لاتينا            | البطل   | 2      | 1949, 1952 |
| البطولات الودية (10)    | كأس لاتينا            | الوصيف  | -      | - |
| البطولات الودية (10)    | كأس برانس             | البطل   | 4      | 1910، 1911، 1912، 1913 |
| البطولات الودية (10)    | كأس برانس             | الوصيف  | -      | - |

- رقم قياسي

- م رقم قياسي بالمشاركة.

## اللاعبون

### التشكيلة الحالية
اعتبارًا من 15 أغسطس 2025.

ملاحظة: تشير الأعلام إلى المنتخب بحسب قواعد الأهلية المعتمدة من قبل الفيفا؛ تنطبق بعض الاستثناءات المحدودة. وقد يحمل اللاعبون أكثر من جنسية لا تعترف بها الفيفا.
| الرقم | البلد      | المركز | اللاعب                |
| ----- | ---------- | ------ | --------------------- |
| 1     | ألمانيا    | حارس   | مارك أندريه تير شتيغن |
| 3     | إسبانيا    | مدافع  | أليخاندرو بالدي       |
| 4     | الأوروغواي | مدافع  | رونالد أراوخو         |
| 5     | إسبانيا    | مدافع  | باو كوبارسي           |
| 6     | إسبانيا    | وسط    | غافي                  |
| 7     | إسبانيا    | مهاجم  | فيران توريس           |
| 8     | إسبانيا    | وسط    | بيدري                 |
| 9     | بولندا     | مهاجم  | روبرت ليفاندوفسكي     |
| 10    | إسبانيا    | وسط    | لامين يامال           |
| 11    | البرازيل   | مهاجم  | رافينيا               |
| 13    | إسبانيا    | حارس   | إينياكي بينيا         |
| 14    | إنجلترا    | مهاجم  | ماركوس راشفورد        |

| الرقم | البلد    | المركز | اللاعب           |
| ----- | -------- | ------ | ---------------- |
| 15    | الدنمارك | مدافع  | أندرياس كريستنسن |
| 16    | إسبانيا  | وسط    | فيرمين لوبيز     |
| 17    | إسبانيا  | وسط    | مارك كاسادو      |
| 19    | السويد   | مهاجم  | روني بردغجي      |
| 20    | إسبانيا  | وسط    | داني أولمو       |
| 21    | هولندا   | وسط    | فرينكي دي يونغ   |
| 23    | فرنسا    | مدافع  | جيل كوندي        |
| 24    | إسبانيا  | مدافع  | إريك غارسيا      |
| 25    | بولندا   | حارس   | فويتشيك شتشيسني  |
| —     | إسبانيا  | وسط    | أوريول روميو     |
| —     | إسبانيا  | حارس   | جوان غارسيا      |

### لاعبون آخرون
ملاحظة: تشير الأعلام إلى المنتخب بحسب قواعد الأهلية المعتمدة من قبل الفيفا؛ تنطبق بعض الاستثناءات المحدودة. وقد يحمل اللاعبون أكثر من جنسية لا تعترف بها الفيفا.
| الرقم | البلد   | المركز | اللاعب        |
| ----- | ------- | ------ | ------------- |
| 32    | إسبانيا | مدافع  | هيكتور فورت   |
| 35    | إسبانيا | مدافع  | جيرارد مارتين |

### اللاعبون المُعارون
- تنتهي إعارة جميع اللاعبين في 30 يونيو 2026.[241]

ملاحظة: تشير الأعلام إلى المنتخب بحسب قواعد الأهلية المعتمدة من قبل الفيفا؛ تنطبق بعض الاستثناءات المحدودة. وقد يحمل اللاعبون أكثر من جنسية لا تعترف بها الفيفا.
| الرقم | البلد   | المركز | اللاعب                              |
| ----- | ------- | ------ | ----------------------------------- |
| —     | إسبانيا | حارس   | أندير أسترالاغا (إلى غرناطة)        |
| —     | المجر   | حارس   | آرون ياكوبيشفيلي (إلى أندورا)       |
| —     | إسبانيا | مهاجم  | ألان غودوي (إلى إستريلا دا أمادورا) |
| —     | إسبانيا | مهاجم  | أنسو فاتي (إلى موناكو)              |

## الطاقم الحالي

### التدريبي
| العمل                                                  |                                                                                        |
| ------------------------------------------------------ | -------------------------------------------------------------------------------------- |
| المدرب                                                 | هانزي فليك                                                                             |
| مساعدي المدرب                                          | أرناو بلانكو ماركوس سورغ توني تابالوفيتش هايكو فيسترمان                                |
| مدرب حراس المرمى                                       | خوسيه رامون دي لا فيوينت                                                               |
| مدرب اللياقة البدنية                                   | خوليو توس                                                                              |
| مدرب لياقة بدنية ميداني                                | بيبي كوندي رافا مالدونادو                                                              |
| مدرب اللياقة البدنية والقوة البدنية في الصالة الرياضية | جيرمان فيرنانديز                                                                       |
| محللون                                                 | سيرجيو غارسيا توني لوبو ديفيد براتس                                                    |
| أخصائيو العلاج الطبيعي                                 | خوانجو براو تشافي ليندي تشافي لوبيز خافيير إلين جوردي مساليس سيباس سالاس دانييل بينيتو |
| أطباء النادي                                           | ريكارد برونا خافيير يانغواس دانيال فلوريت توني ترامولاس                                |
| مندوب                                                  | كارليس نافال                                                                           |

آخر تحديث: 15 أغسطس 2024
المصدر: 

## الإحصائيات

وسام اليويفا الشرفي حصل عليه النادي بعد حصوله على بطولة دوري أبطال أوروبا للمرة الخامسة في تاريخه

### أرقام قياسية
حقق نادي برشلونة عددًا من الإنجازات والأرقام المهمة في قارة أوروبا وإسبانيا ومن أهم هذه الإنجازات:
أوروبيًا
- أول فريق أوروبي يحقق ثلاثية الدوري والكأس ودوري أبطال أوروبا بنفس الموسم مرتين وكان ذلك بموسمي 2008–09 و2014–15،[242][243] وأيضا النادي الوحيد في أوروبا الذي حقق ست بطولات رسمية في عام واحد، وبالتحديد في سنة 2009.[244]
- بعد تحقيقه لقب دوري أبطال أوروبا موسم 2014–15 للمرة الخامسة في تاريخه أصبح برشلونة سادس ناد يحصل على وسام اليويفا الشرفي وهو الوسام الذي يمنح للأندية الفائزة ببطولة دوري أبطال أوروبا خمس مرات أو ثلاثة مرات متتالية.[245]
- عُدَّ برشلونة أفضل نادي كرة قدم في العالم خلال العشرية الأولى من القرن الحادي والعشرين حسب الاتحاد الدولي لإحصائيات كرة القدم.[246]
- أكثر الفرق فوزًا ببطولة كأس الكؤوس الأوروبية (4 مرات)، وكأس المعارض الأوروبية ثلاث مرات.[244]
- أكثر الأندية الأوروبية وصولًا للمباراة النهائية بإحدى البطولات الأوروبية، إذ خاض 18 مباراة نهائية.[247]
- أفضل ثلاثي هجومي في التاريخ إذ تمكن ثلاثي خط هجوم برشلونة في موسم 2015–16 ليونيل ميسي ونيمار ولويس سواريز من إحراز 131 هدفا خلال الموسم.[248]

محلياً
- أول نادٍ يحقق لقب الدوري الإسباني، وذلك في موسم 1928–29، وكان أحد طرفي المباراة النهائية في أول بطولة كأس إسبانيا عام 1902.
- صاحب رقم مميز بالتتويج بعدد من البطولات الإسبانية، فهو أكثر الفرق فوزًا ببطولة كأس ملك إسبانيا (31 مرة)، وكأس السوبر الإسباني (14 مرة)، وكأس الدوري الإسباني (مرتين).[244]
- النادي الإسباني الوحيد الذي يحقق ثلاثية الدوري والكأس ودوري أبطال أوروبا بنفس العام وتحقق ذلك مرتين أعوام 2009 و2015.
- أكثر فريق في إسبانيا تحقيقًا لثنائية الدوري والكأس في موسم واحد بواقع تسعة مرات وكان ذلك مواسم 1951–52، 1952–53، 1958–59، 1997–98، 2008–09، 2014–15، 2015–16، 2017–18، 2024–25.[249]
- ثاني أكثر فريق إسباني حافظ على سجلة دون خسارة في المباريات الرسمية في نفس الموسم، وبواقع 39 مباراة متتالية دون خسارة بعد ريال مدريد الذي حقق 40 مُباراة مُتتالية دون خسارة، وكان ذلك خلال موسم 2015–16.[250]
- أكثر فريق تسجيلاً للأهداف في دوري أبطال أوروبا، حيث سجل 45 هدف في موسم 1999-2000.[251]

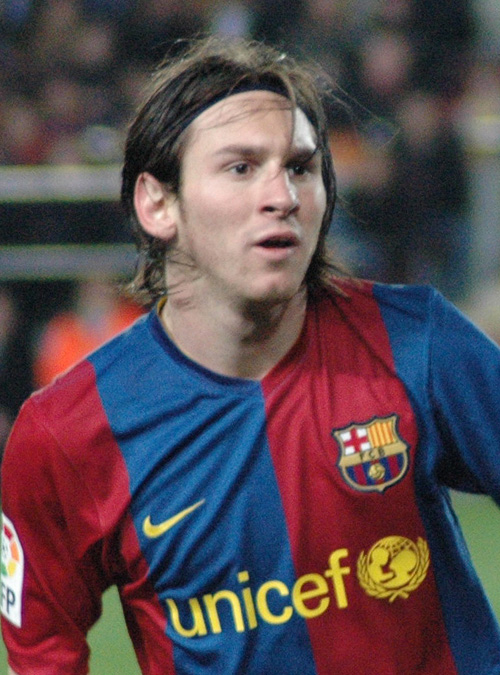
ليونيل ميسي الهداف التاريخي لنادي برشلونة، والأكثر مشاركة بـ778 مباراة

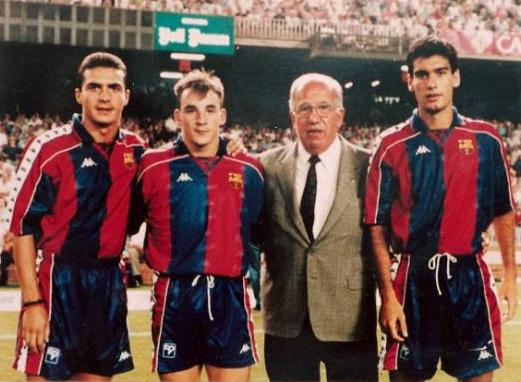
غويليرمو أمور (يسار الصورة) شارك مع النادي بـ421 لقاء.

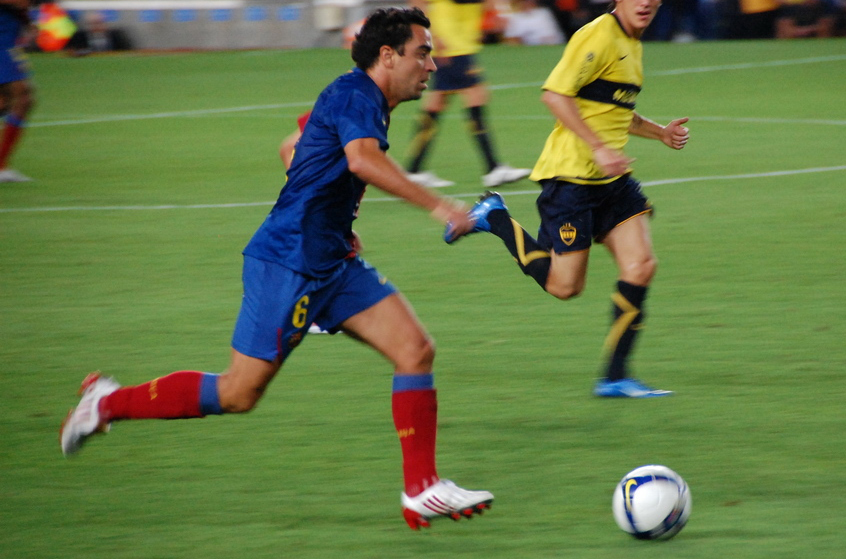
تشافي هيرنانديز هو ثاني أكثر من لعب لنادي برشلونة.

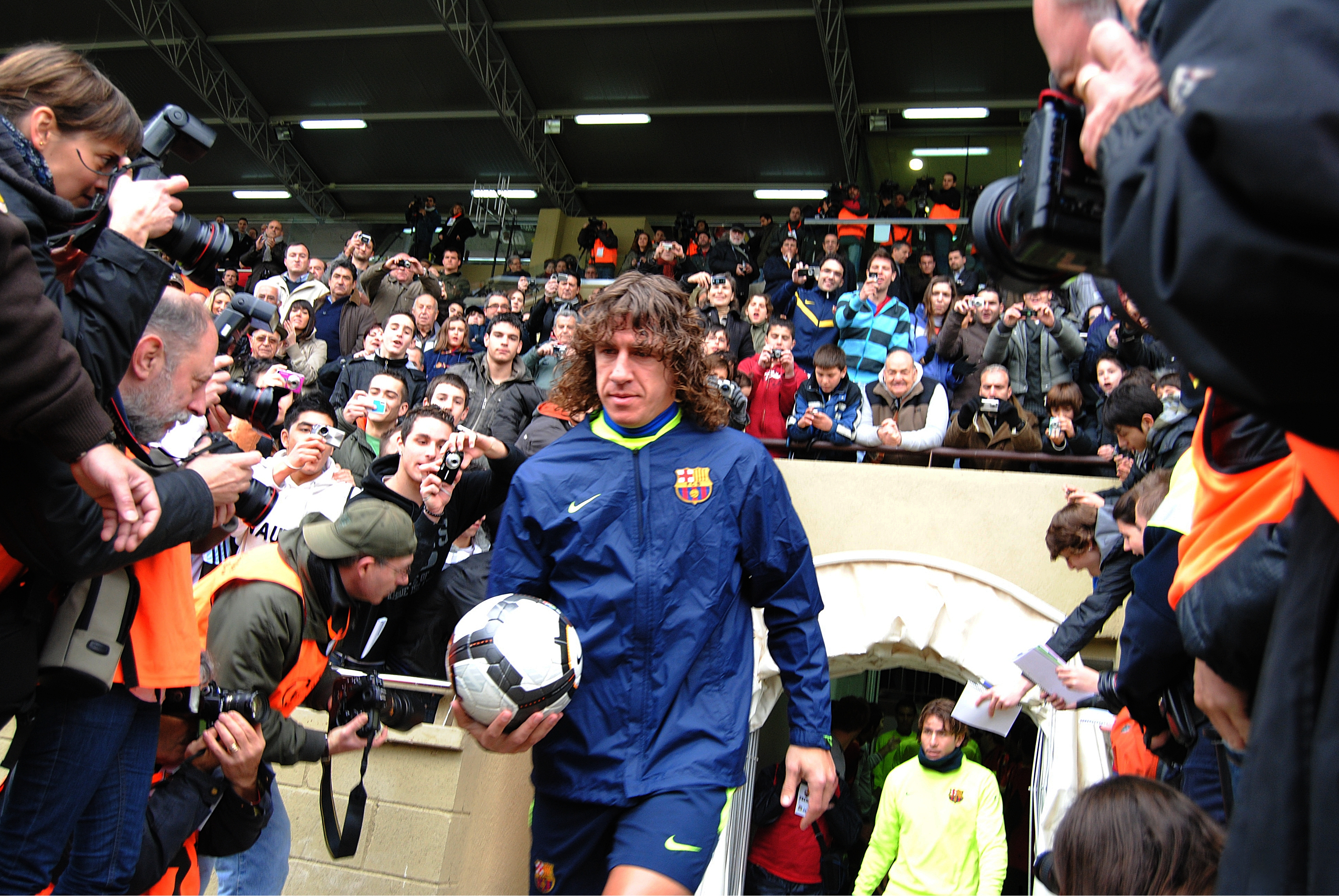
كارليس بويول هو سادس أكثر اللاعبين مشاركةً مع برشلونة.

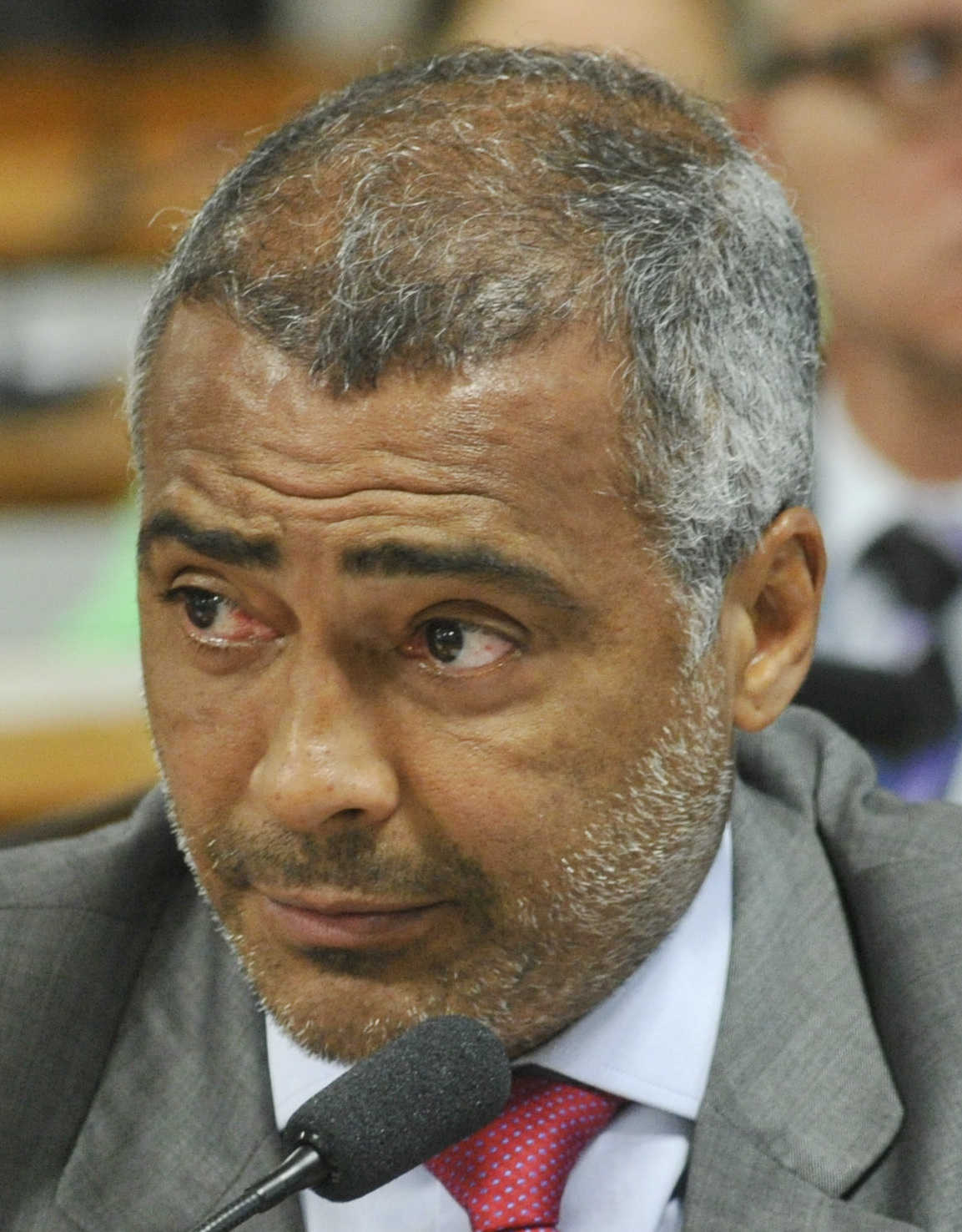
روماريو أول من فاز بجائزة أفضل لاعب في العالم في عام 1994.

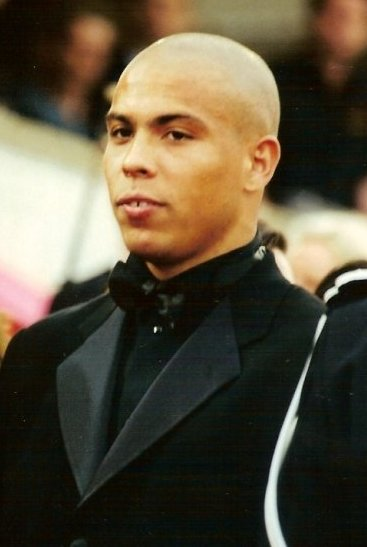
رونالدو على الرغم من قصر مدته مع برشلونة إلا أنه فاز بجائزة أفضل لاعب في العالم في عام 1996.

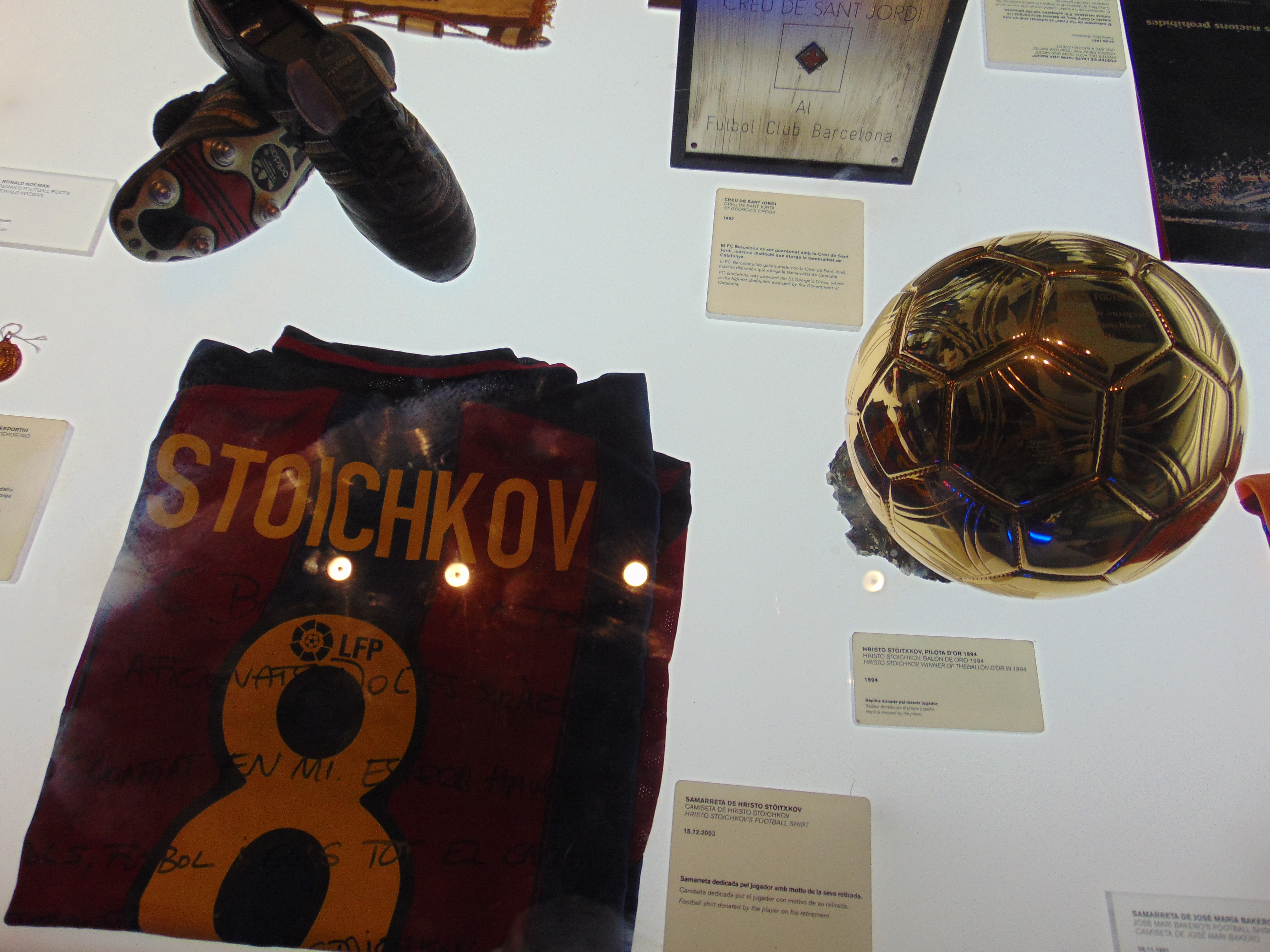
خريستو ستويتشكوف فاز بجائزة الكرة الذهبية في عام 1994.

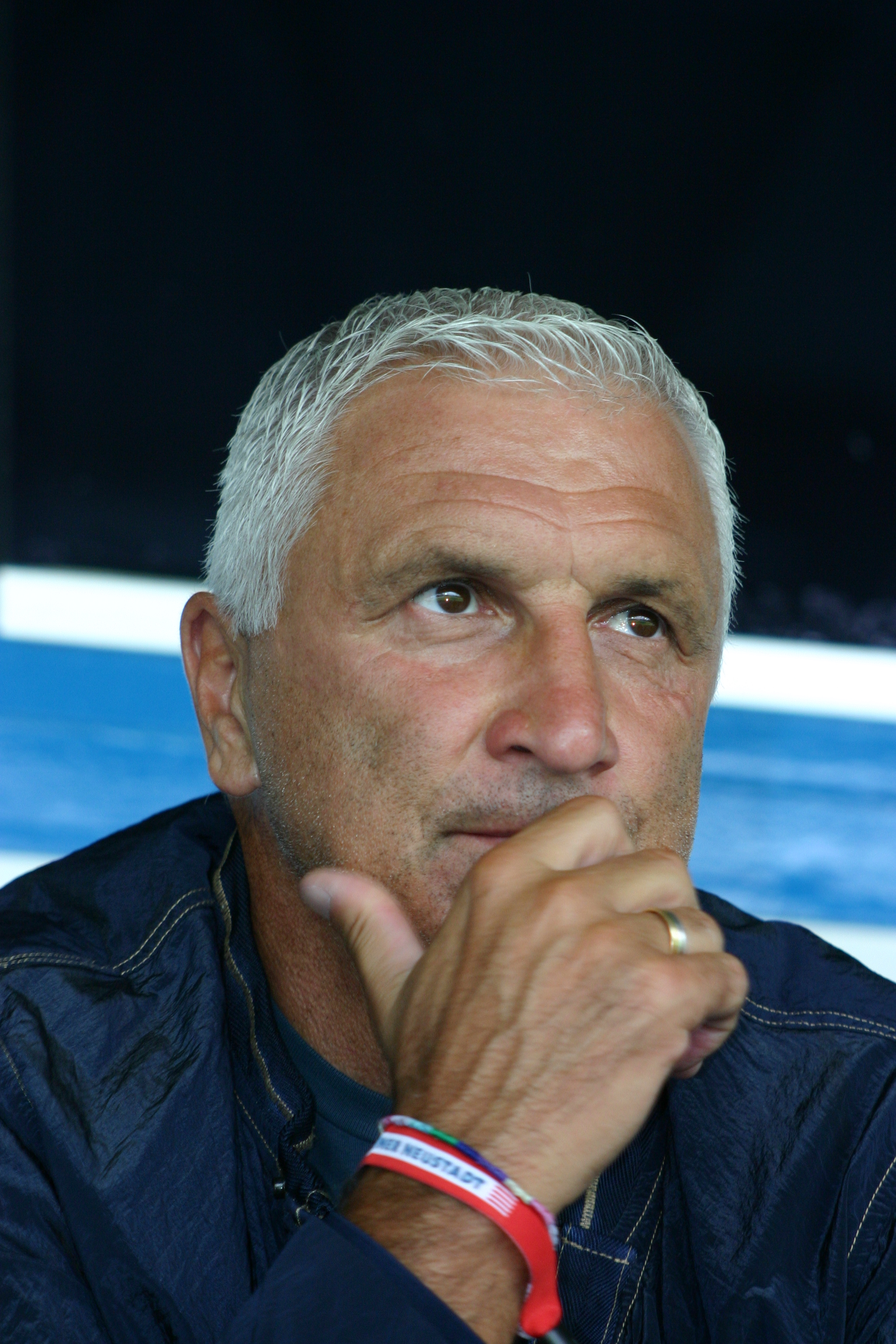
هانس كرانكل فاز بلقب هداف الدوري في موسم 1978–79.

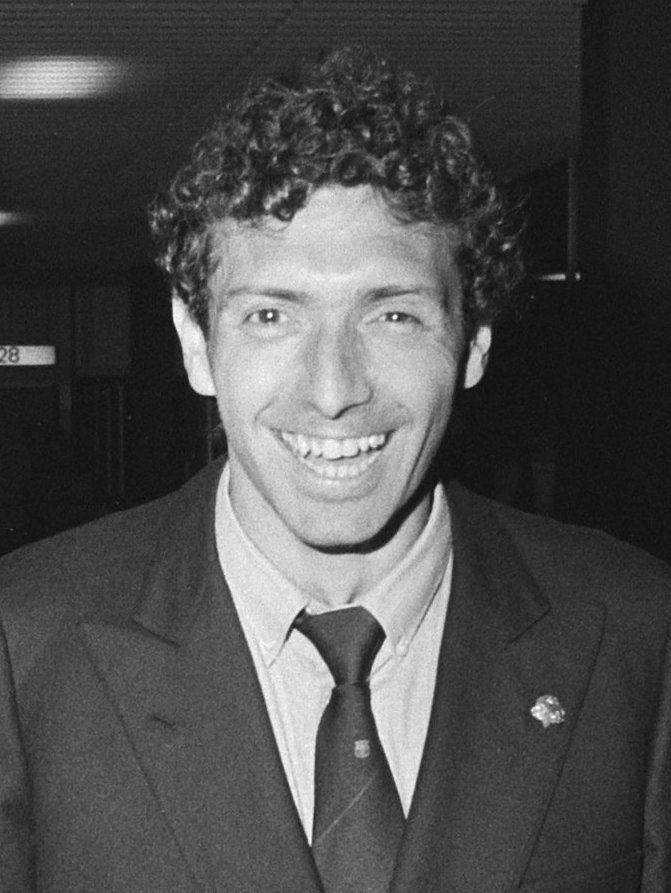
كيني فاز بلقب هداف الدوري مرتين متتاليتين مع برشلونة.

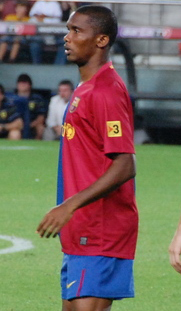
صامويل إيتو فاز بلقب هداف الدوري في موسم 2005–06.

### الأكثر تسجيلاً
يُعتبر اللاعب ميسي الهداف التاريخي للنادي، بعد تجاوزه عدد الأهداف الرسمية للاعب سيزار ألفاريز الهداف التاريخي السابق لبرشلونة وصاحب 232 هدف أحرزها خلال مباريات رسمية، مع العلم أن اللاعب باولينو ألكانتارا (لعب للنادي بين عامي 1912 و1927) أحرز للنادي 395 هدف في 357 مباراة، من بينها 143 هدف فقط في مباريات رسمية وباقي الأهداف بمباريات ودية. يُبين الجدول التالي أفضل عشرة هدافين للنادي الكاتلوني على مر تاريخه، بالإضافة إلى عدد الأهداف والبطولات التي سجلت بها وعدد المباريات التي خاضها كل منهم والفترة التي أمضوها بالنادي.
آخر تحديث في 6 ديسمبر 2022.
| الترتيب | اللاعب            | الجنسية    | الفترة              | الأهداف الرسمية | عدد الأهداف | المصادر |
| ------- | ----------------- | ---------- | ------------------- | --------------- | ----------- | ------- |
| 1       | ليونيل ميسي       | الأرجنتين  | 2004–2021           | 672             | 709         | [ 256 ] |
| 2       | سيزار ألفاريز     | إسبانيا    | 1942–1955           | 232             | 301         | [ 257 ] |
| 3       | لويس سواريز       | الأوروغواي | 2014–2020           | 198             | 209         | [ 258 ] |
| 4       | لاديسلاو كوبالا   | المجر      | 1950–1961           | 194             | 281         | [ 259 ] |
| 5       | جوسيب ساميتيير    | إسبانيا    | 1919–1932           | 184             | 361         | [ 260 ] |
| 6       | جوسيب إسكولا      | إسبانيا    | 1934–1949           | 167             | 236         | [ 261 ] |
| 7       | باولينو ألكانتارا | إسبانيا    | 1912–1916 1918–1927 | 143             | 395         | [ 262 ] |
| 8       | صامويل إيتو       | الكاميرون  | 2004–2009           | 130             | 152         | [ 263 ] |
| 8       | ريفالدو           | البرازيل   | 1997–2002           | 130             | 235         | [ 264 ] |
| 10      | ماريانو مارتن     | إسبانيا    | 1940–1948           | 128             | 214         | [ 265 ] |

### الأكثر مشاركةً
الجدول التالي يستعرض أكثر عشرة لاعبين تمثيلًا لنادي برشلونة على مر تاريخه، عدد المباريات التي خاضوها موزعة حسب البطولات والفترة التي قضوها بالنادي، يبين الجدول أن النجم الأرجنتيني الدولي ليونيل ميسي أكثر لاعب لعب لنادي برشلونة بعدد مباريات 778 مباراة رسمية علمًا أن آخر مباراة رسمية لعبها بألوان النادي كانت في الجولة 37 في الدوري الإسباني 2021.
آخر تحديث في 5 يونيو 2023.
| الترتيب | اللاعب          | الجنسية   | الفترة    | الليغا | كأس الملك | أوروبيا | مباريات أخرى | المجموع | المصادر |
| ------- | --------------- | --------- | --------- | ------ | --------- | ------- | ------------ | ------- | ------- |
| 1       | ليونيل ميسي     | الأرجنتين | 2004–2021 | 520    | 80        | 149     | 29           | 778     |         |
| 2       | تشافي هيرنانديز | إسبانيا   | 1998–2015 | 505    | 70        | 173     | 19           | 767     |         |
| 3       | سيرجيو بوسكيتس  | إسبانيا   | 2008–2023 | 481    | 77        | 136     | 28           | 722     |         |
| 4       | أندريس إنييستا  | إسبانيا   | 2002–2018 | 442    | 73        | 138     | 21           | 674     |         |
| 5       | جيرارد بيكيه    | إسبانيا   | 2008–2022 | 397    | 61        | 132     | 23           | 613     |         |
| 6       | كارليس بويول    | إسبانيا   | 1999–2014 | 392    | 58        | 131     | 12           | 593     | [ 268 ] |
| 7       | ميغويلي         | إسبانيا   | 1973–1989 | 391    | 60        | 85      | 13           | 549     |         |
| 8       | فيكتور فالديز   | إسبانيا   | 2002–2014 | 387    | 12        | 118     | 18           | 535     | [ 269 ] |
| 9       | جوردي ألبا      | إسبانيا   | 2012–2023 | 313    | 47        | 84      | 15           | 459     |         |
| 10      | كارلوس ريكساش   | إسبانيا   | 1965–1981 | 328    | 58        | 63      | 0            | 449     |         |
|         |                 |           |           |        |           |         |              |         |         |

* المقصود بمباريات أخرى: السوبر الإسباني وكأس الدوري الإسباني وكأس العالم للأندية أبطال القارات.

### الجوائز الفردية

#### أفضل لاعب كرة قدم
جائزة أفضل لاعب كرة قدم في العالم هي جائزة سنوية يمنحها الاتحاد الدولي لكرة القدم (فيفا) لأفضل لاعب خلال العام، ومنذ استحداث الجائزة عام 1990، حصل عليها لاعبي برشلونة في تسع مناسبات. الجدول التالي يستعرض أسماء لاعبي النادي الذين حصلوا عليها والموسم الذي حصلوا فيه على تلك الجائزة وجنسيتهم:
| السنة | الجنسية   | اللاعب      |
| ----- | --------- | ----------- |
| 1994  | البرازيل  | روماريو     |
| 1996  | البرازيل  | رونالدو     |
| 1999  | البرازيل  | ريفالدو     |
| 2004  | البرازيل  | رونالدينيو  |
| 2005  | البرازيل  | رونالدينيو  |
| 2009  | الأرجنتين | ليونيل ميسي |

المصدر: موقع الفيفا 

#### الكرة الذهبية
جائزة الكرة الذهبية (بالفرنسية: Ballon d’Or بالون دور) وتعرف أيضا جائزة لاعب العام في أوروبا، هي جائزة سنوية تمنحها مجلة فرانس فوتبول الفرنسية اعتبارًا من عام 1956، تمنح لأفضل لاعب كرة قدم. كانت مجلة فرانس فوتبول الفرنسية هي وراء الفكرة وكانت هي التي تختار الاعب الذي سيمنح الجائزة ولكنه أصبح اللعاب يُختار حاليا بعد تصويت الصحفيين المختصين بكرة القدم. دُمجت مع جائزة أفضل لاعب كرة قدم وأصبحتا تحت مسمى كرة الفيفا الذهبية، اعتبارًا من عام 2010. ولكن في 2016 أُوقف الاتفاق الخاص بكرة الفيفا الذهبية، وإعادة جائزة الكرة الذهبية الخاصة بفرانس فوتبول.
| السنة | الجنسية   | اللاعب                 |
| ----- | --------- | ---------------------- |
| 1960  | إسبانيا   | لويس سواريز ميرامونتيس |
| 1973  | هولندا    | يوهان كرويف            |
| 1974  | هولندا    | يوهان كرويف            |
| 1994  | بلغاريا   | خريستو ستويتشكوف       |
| 1999  | البرازيل  | ريفالدو                |
| 2005  | البرازيل  | رونالدينيو             |
| 2009  | الأرجنتين | ليونيل ميسي            |
| 2019  | الأرجنتين | ليونيل ميسي            |

#### كرة الفيفا الذهبية
كرة الفيفا الذهبية (بالفرنسية: FIFA Ballon d'Or) هي جائزة تمنحها سنويًا الفيفا لأفضل لاعب كرة قدم عن موسم فائت وقد ابتدأ العمل بها اعتباراً من عام 2010، بعد دمج جائزة أفضل لاعب كرة قدم في العالم المقدمة من الاتحاد الدولي لكرة القدم مع جائزة الكرة الذهبية الممنوحة من مجلة فرانس فوتبول الفرنسية، تحت مسمى كرة الفيفا الذهبية.
| السنة | الجنسية   | اللاعب      |
| ----- | --------- | ----------- |
| 2010  | الأرجنتين | ليونيل ميسي |
| 2011  | الأرجنتين | ليونيل ميسي |
| 2012  | الأرجنتين | ليونيل ميسي |
| 2015  | الأرجنتين | ليونيل ميسي |

#### البيتشيشي
جائزة بيتشيشي هي جائزة تُمنح لهداف الدوري الإسباني. وقد حققها لاعبي برشلونة 20 مرة، والجدول التالي يستعرض اللاعبين الذين حققوها والموسم الذي نالوا فيه الجائزة وعدد أهدافهم بذلك الموسم:
| الموسم  | الاعب             | الجنسية    | عدد الأهداف |
| ------- | ----------------- | ---------- | ----------- |
| 1942–43 | ماريانو مارتن     | إسبانيا    | 32          |
| 1948–49 | سيزار الفاريز     | إسبانيا    | 28          |
| 1964–65 | كايتانو ري        | باراغواي   | 25          |
| 1970–71 | كارلوس ريكساش     | إسبانيا    | 17          |
| 1978–79 | هانس كرانكل       | النمسا     | 29          |
| 1980–81 | كيني              | إسبانيا    | 20          |
| 1981–82 | كيني              | إسبانيا    | 26          |
| 1993–94 | روماريو           | البرازيل   | 30          |
| 1996–97 | رونالدو           | البرازيل   | 34          |
| 2005–06 | صامويل إيتو       | الكاميرون  | 26          |
| 2009–10 | ليونيل ميسي       | الأرجنتين  | 34          |
| 2011–12 | ليونيل ميسي       | الأرجنتين  | 50          |
| 2012–13 | ليونيل ميسي       | الأرجنتين  | 46          |
| 2015–16 | لويس سواريز       | الأوروغواي | 40          |
| 2016–17 | ليونيل ميسي       | الأرجنتين  | 37          |
| 2017–18 | ليونيل ميسي       | الأرجنتين  | 34          |
| 2018–19 | ليونيل ميسي       | الأرجنتين  | 36          |
| 2019–20 | ليونيل ميسي       | الأرجنتين  | 25          |
| 2020–21 | ليونيل ميسي       | الأرجنتين  | 30          |
| 2022–23 | روبرت ليفاندوفسكي | بولندا     | 23          |

#### الحذاء الذهبي الأوروبي
جائزة الحذاء الذهبي الأوروبي (بالإنجليزية: European Golden Shoe) هي جائزة كرة قدم تقدم في كل سنة لأعلى هداف أوروبي. كانت الجائزة في السابق تقدمها صحيفة ليكيب الفرنسية (بالفرنسية: L'equipe) في الفترة ما بين عامي 1968-1991، ولكن مند عام 1997 أصبحت الجائزة تمنحها وسائل الإعلام الرياضية الأوروبية (بالإنجليزية: European Sports Media). أكثر لاعب فاز بالجائزة هو الأرجنتيني ليونيل ميسي بعدما حققها 6 مرات.
| الموسم  | الجنسية    | اللاعب      | عدد الأهداف |
| ------- | ---------- | ----------- | ----------- |
| 1996–97 | البرازيل   | رونالدو     | 34          |
| 2009–10 | الأرجنتين  | ليونيل ميسي | 34          |
| 2011–12 | الأرجنتين  | ليونيل ميسي | 50          |
| 2012–13 | الأرجنتين  | ليونيل ميسي | 46          |
| 2015–16 | الأوروغواي | لويس سواريز | 40          |
| 2016–17 | الأرجنتين  | ليونيل ميسي | 37          |
| 2017–18 | الأرجنتين  | ليونيل ميسي | 34          |
| 2018–19 | الأرجنتين  | ليونيل ميسي | 36          |

## أبرز المدربين

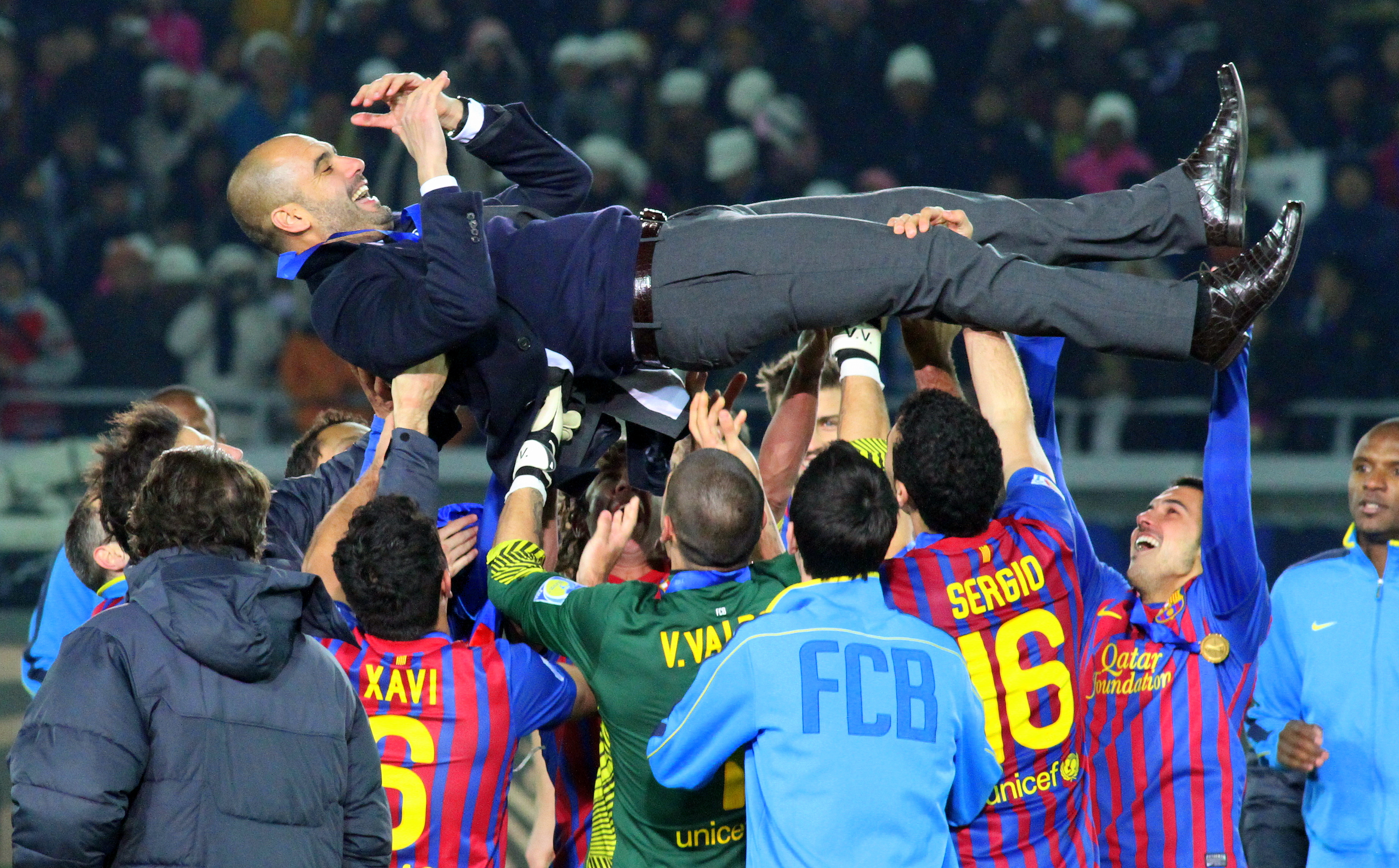
بيب غوارديولا فاز بـ14 لقباً مع برشلونة، الأكثر بين كل المدربين.

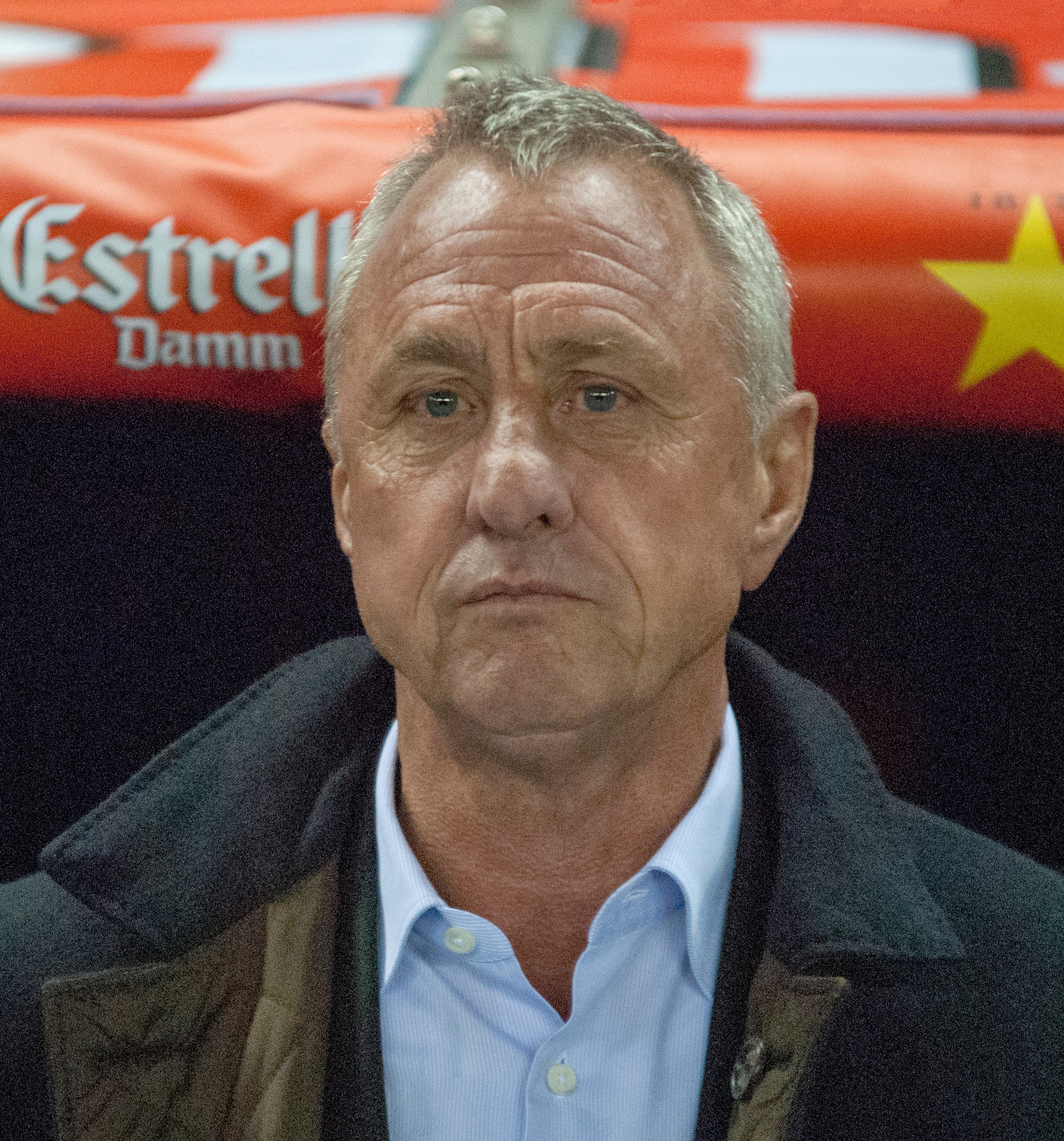
يوهان كرويف فاز بـ11 لقباً مع برشلونة.

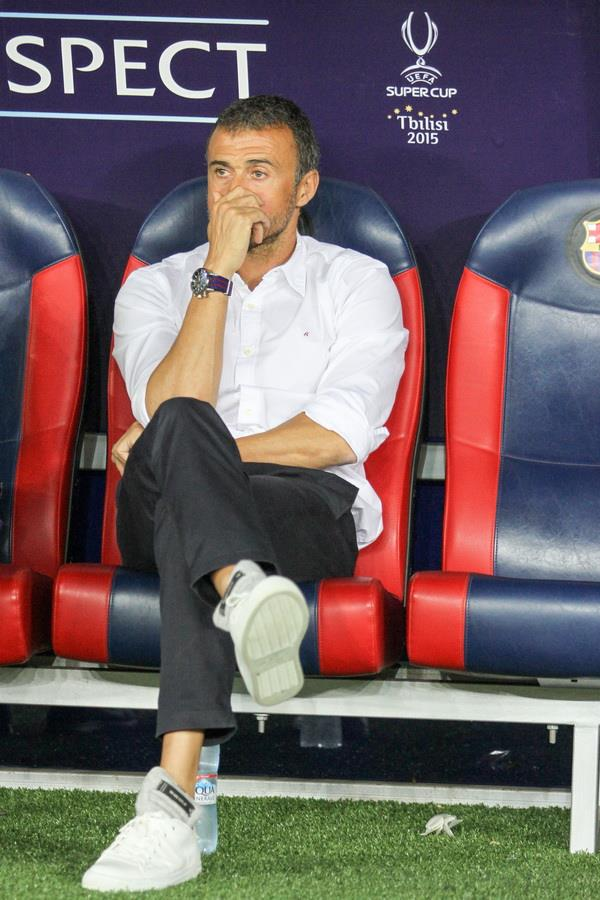
لويس إنريكي فاز بـ9 ألقاب مع برشلونة.

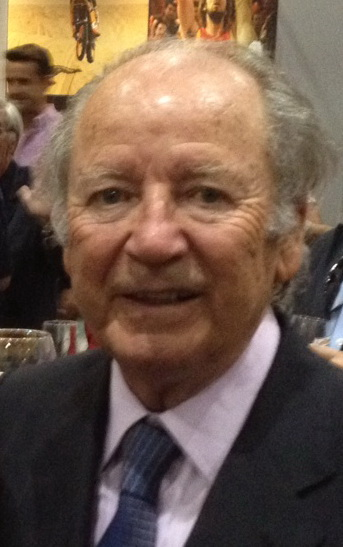
خوسيه لويس نونيز حقق النادي في عهده أكبر عدد من البطولات (27 بطولة).

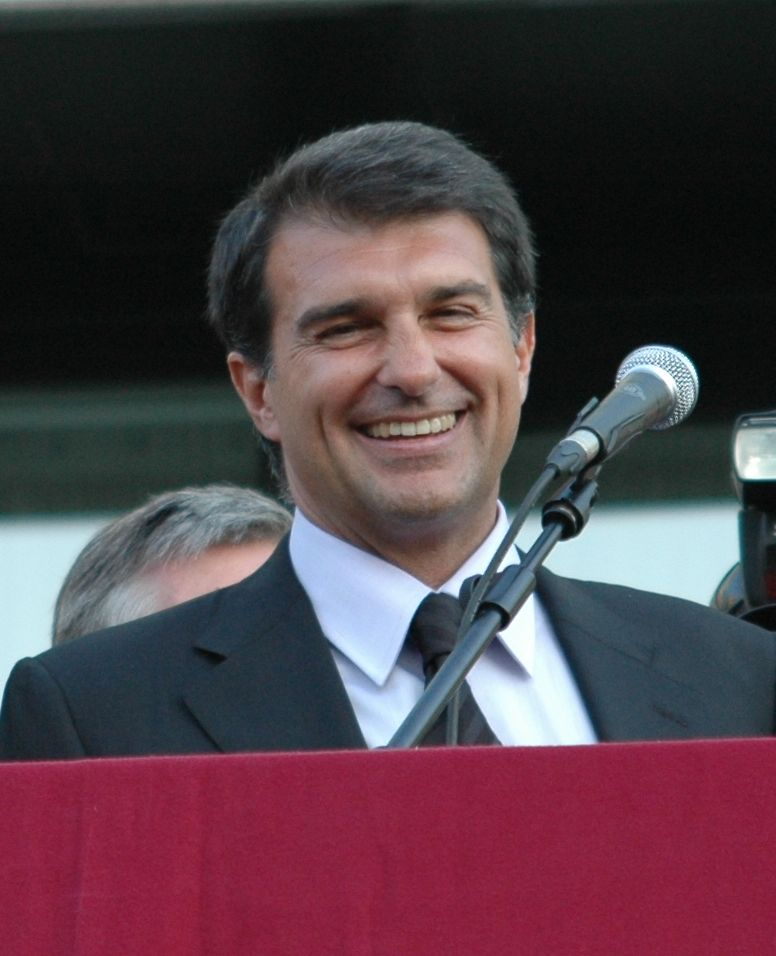
خوان لابورتا حقق النادي في عهده السادسية التاريخية في موسم 2008–09.

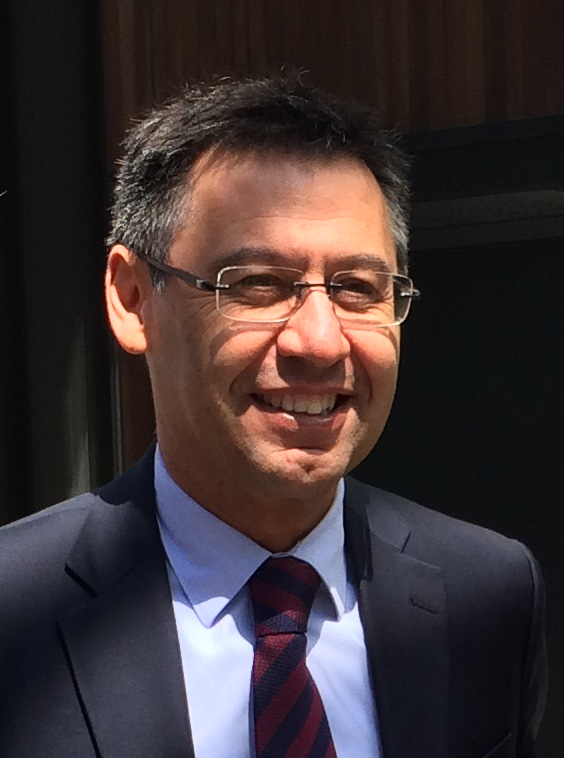
جوسيب بارتوميو حقق النادي في عهده 12 بطولة رسمية.

تعاقب على تدريب النادي 63 مدربًا منذ عام 1912 وحتى الوقت الحالي، ويُعد يوهان كرويف وتلميذه بيب غوارديولا بالإضافة إلى لويس إنريكي المدرب الأسبق للفريق أنجح ثلاث مدربين في تاريخ النادي، إذ حقق الأول 11 لقبًا والثاني 14 آخر والثالث 9 ألقاب، وتعاقب على تدريب النادي عدد من المدربين الذين لم يحالفهم الحظ بقيادة الفريق للظفر بأي بطولة، والقائمة التالية تحتوي على المدربين الذين أحرزوا مع النادي بطولة على الأقل.
| الرقم | الاسم                    | الجنسية | الفترة                     | الألقاب الرسمية | عدد المباريات |
| ----- | ------------------------ | ------- | -------------------------- | --- | ------------- |
| 1     | بيلي لامبي               |         | 1912                       | 1 (1 كأس ملك إسبانيا) | [ ز ]         |
| 2     | جون بارو                 |         | 1912                       | – | [ ز ]         |
| 3     | جاك ألديرسون             |         | 1912–1913                  | – | [ ز ]         |
| 4     | جاك غرينويل              |         | 1913–1923 و1931–1933       | 3 (3 كأس ملك إسبانيا) | [ ز ]         |
| 5     | جيززا بوسزوني            |         | 1923 و1924                 | 1 (1 كأس ملك إسبانيا) | [ ز ]         |
| 6     | الف سبونسير              |         | 1923–1924                  | – | [ ز ]         |
| 7     | رالف كيربي               |         | 1924–1925                  | 1 (1 كأس ملك إسبانيا) | 22            |
| 8     | ريتشارد دومبي            |         | 1926 و1933–1934            | – | 62            |
| 9     | روما فورنس               |         | 1926–1929                  | 2 (1 الدوري الإسباني 1 كأس ملك إسبانيا)                                                                                         | 70            |
| 10    | جيمس بيلامي              |         | 1929–1931                  | – | 81            |
| 11    | فرانز بلاتكو             |         | 1934–1935 و1955–1956       | – | 73            |
| 12    | باتريك أُكنيل             |         | 1935–1940                  | – | 89            |
| 13    | جوزيب بلاناس             |         | 1940–1941                  | – | 36            |
| 14    | رامون غوزمان             |         | 1941–1942                  | – | 15            |
| 15    | خوان خوسيه نوغيس         |         | 1942–1944                  | 1 (1 كأس ملك إسبانيا) | 85            |
| 16    | جوسيب ساميتيير           |         | 1944–1947                  | 1 (1 الدوري الإسباني) | 89            |
| 17    | إنريكي فيرنانديز         |         | 1947–1950                  | 3 (2 الدوري الإسباني 1 كأس إيفا دوارتي)                                                                                         | 81            |
| 18    | رامون لورنس              |         | 1950                       | – | 11            |
| 19    | فيرديناند داوتشيك        |         | 1950–1954                  | 7 (2 الدوري الإسباني 3 كأس ملك إسبانيا 2 كأس إيفا دوارتي)                                                                       | 150           |
| 20    | ساندرو بوبو              |         | 1954–1955                  | – | 34            |
| 21    | دومينيك بالامانيا        |         | 1956–1958                  | 2 (1 كأس ملك إسبانيا 1 كأس المعارض الأوروبية )                                                                                  | 69            |
| 22    | هيلينيو هيريرا           |         | 1958–1960 و1980 و1980–1981 | 5 (2 الدوري الإسباني 2 كأس ملك إسبانيا 1 كأس المعارض الأوروبية)                                                                 | 143           |
| 23    | إنيرك راباسا             |         | 1960                       | – | 6             |
| 24    | ليوبيسا بروشتش           |         | 1960–1961                  | – | 23            |
| 25    | إنريك أُريزاولا           |         | 1961                       | – | 24            |
| 26    | لويس ميرو                |         | 1961                       | – | 15            |
| 27    | لاديسلاو كوبالا          |         | 1961–1963 و1980            | – | 64            |
| 28    | جوزيب غونزالفو           |         | 1963                       | 1 (1 كأس ملك إسبانيا) | 26            |
| 29    | سيزار ألفاريز            |         | 1963–1964                  | – | 50            |
| 30    | فسنتي ساسوت              |         | 1964–1965                  | – | 36            |
| 31    | روكي اولسين              |         | 1965–1967                  | 1 (1 كأس المعارض الأوروبية) | 88            |
| 32    | سالفادور أرتيغاس         |         | 1967–1969                  | 1 (1 كأس ملك إسبانيا) | 87            |
| 33    | جوزيب سيغور              |         | 1969–1970                  | – | 12            |
| 34    | فيك بوكنغهام             |         | 1970–1971                  | 1 (1 كأس ملك إسبانيا) | 66            |
| 35    | رينوس ميتشيلز            |         | 1971–1975 و1976–1978       | 2 (1 الدوري الإسباني 1 كأس ملك إسبانيا)                                                                                         | 264           |
| 36    | هانس ويسويلير            |         | 1975–1976                  | – | 40            |
| 37    | لورينو رويز              |         | 1976                       | – | 10            |
| 38    | لوسيان مولر              |         | 1978–1979                  | – | 36            |
| 39    | يواكيم ريف               |         | 1979–1980                  | 1 (1 كأس الكؤوس الأوروبية) | 40            |
| 40    | يودو لاتيك               |         | 1981–1983                  | 1 (1 كأس الكؤوس الأوروبية) | 80            |
| 41    | خوسيه لويس روميرو        |         | 1983                       | – | 1             |
| 42    | سيزار لويس مينوتي        |         | 1983–1984                  | 3 (1 كأس ملك إسبانيا 1 كأس الدوري الإسباني 1 كأس السوبر الإسباني)                                                               | 73            |
| 43    | تيري فينابلز             |         | 1984–1987                  | 2 (1 الدوري الإسباني 1 كأس الدوري الإسباني)                                                                                     | 169           |
| 44    | لويس أراغونيس            |         | 1987–1988                  | 1 (1 كأس ملك إسبانيا) | 50            |
| 45    | يوهان كرويف              |         | 1988–1996                  | 11 (4 الدوري الإسباني 3 كأس السوبر الإسباني 1 دوري أبطال أوروبا 1 كأس الكؤوس الأوروبية 1 كأس السوبر الأوروبي 1 كأس ملك إسبانيا) | 430           |
| 46    | كارلوس ريكساش            |         | 1996 و2001–2002            | – | 68            |
| 47    | بوبي روبسون              |         | 1996–1997                  | 3 (1 كأس ملك إسبانيا 1 كأس السوبر الإسباني 1 كأس الكؤوس الأوروبية)                                                              | 60            |
| 48    | لويس فان خال             |         | 1997–2000 و2002–2003       | 4 (2 الدوري الإسباني 1 كأس ملك إسبانيا 1 كأس السوبر الأوروبي)                                                                   | 200           |
| 49    | لورينزو سيرا فيرير       |         | 2000–2001                  | – | 51            |
| 50    | خيسيوس أنطونيو ديلا كروز |         | 2003                       | – | 1             |
| 51    | رادومير أنتيتش           |         | 2003                       | – | 24            |
| 52    | فرانك ريكارد             |         | 2003–2008                  | 5 (2 الدوري الإسباني 2 كأس السوبر الإسباني 1 دوري أبطال أوروبا)                                                                 | 273           |
| 53    | بيب غوارديولا            |         | 2008–2012                  | 14 (3 الدوري الإسباني 2 كأس ملك إسبانيا 3 كأس السوبر الإسباني 2 دوري أبطال أوروبا 2 كأس السوبر الأوروبي 2 كأس العالم للأندية)   | 247           |
| 54    | تيتو فيلانوفا            |         | 2012–2013                  | 1 (1 الدوري الإسباني) | 60            |
| 55    | خوردي رورا               |         | 2013                       | – | 20            |
| 56    | تاتا مارتينو             |         | 2013–2014                  | 1 (1 كأس السوبر الإسباني) | 59            |
| 57    | لويس إنريكي              |         | 2014–2017                  | 9 (2 الدوري الإسباني 3 كأس ملك إسبانيا 1 كأس السوبر الإسباني 1 دوري أبطال أوروبا 1 كأس السوبر الأوروبي 1 كأس العالم للأندية)    | 181           |
| 58    | إرنستو فالفيردي          |         | 2017–2020                  | 4 (2 الدوري الإسباني 1 كأس ملك إسبانيا 1 كأس السوبر الإسباني)                                                                   | 145           |
| 59    | كيكي سيتين               |         | 2020                       | – | 25            |
| 60    | رونالد كومان             |         | 2020–2021                  | 1 (1 كأس ملك إسبانيا) | 67            |
| 61    | سيرجي بارخوان            |         | أكتوبر 2021–نوفمبر 2021    | |               |
| 62    | تشافي هيرنانديز          |         | نوفمبر 2021–مايو 2024      | 2 (1 كأس السوبر الإسباني 1 الدوري الإسباني)                                                                                     | 143           |
| 63    | هانزي فليك               |         | مايو 2024–                 | 3 (1 كأس السوبر الإسباني 1 الدوري الإسباني 1 كأس ملك إسبانيا)                                                                   | 60            |

## الرؤساء
منذ تأسيس النادي عام 1899 حتى الآن تعاقب على رئاسة النادي 40 رئيسًا؛ كان أولهم السويسري والتر وايلد والذي كان رئيساً للفترة الأولى من تاريخ النادي (1899–1901). في الجهة المقابلة، يُعتبر خوسيه لويس نونيز صاحب أطول مدة رئاسية، حيث كان رئيساً لمدة 22 عاماً؛ من العام 1978 حتى عام 2000، وبلغ عدد الفترات الرئاسية بعهده ثلاث فترات رئاسية متتالية. وهو كذلك الرئيس الذي حقق النادي بعهده أكبر عدد من البطولات بواقع 27 بطولة رسمية، يليه كل من خوان لابورتا وجوسيب ماريا بارتوميو حيث حقق النادي في عهد كل واحد منهم 12 بطولة رسمية. أما صاحب العدد الأكبر من فترات الرئاسة فكان مؤسس النادي السويسري خوان غامبر خلال العقود الثلاثة الأولى من عمر النادي فتولى رئاسة النادي لخمس فترات رئاسية متباعدة. مدد النظام الداخلي للنادي الذي عُدِّل خلال العام 2009 فترة الرئاسة إلى ستة أعوام بعد أن كانت أربعة أعوام، قابلة للتمديد لفترة رئاسية أخرى على التوالي.

القائمة التالية تضم رؤساء نادي برشلونة منذ رئاسة والتر وايلد عام 1899 وحتى يومنا هذا.
| الاسم               | الأعوام   |
| ------------------- | --------- |
| والتر وايلد         | 1899–1901 |
| بارتوميو تريدس      | 1901–1902 |
| بول هاس             | 1902–1903 |
| آرثر وايتي          | 1903–1905 |
| جوزيب سولر          | 1905–1906 |
| جولي ماريال         | 1906–1908 |
| فلاسينس ريج         | 1908      |
| خوان غامبر          | 1908–1909 |
| اوتو جميلن          | 1909–1910 |
| خوان غامبر          | 1910–1913 |
| فرنشيسكو دي موكسي   | 1913–1914 |
| الفارو برستا        | 1914      |
| جوكيم برايس دي فارك | 1914–1915 |
| رفائيل لايبروت      | 1915–1916 |
| غاسبار روسي         | 1916–1917 |
| خوان غامبر          | 1917–1919 |
| ريكارد غريلز        | 1919–1920 |

| الاسم            | الأعوام   |
| ---------------- | --------- |
| غاسبار روسي      | 1920–1921 |
| خوان غامبر       | 1921–1923 |
| إينريك كاردون    | 1923–1924 |
| خوان غامبر       | 1924–1925 |
| اركادي بلغاني    | 1925–1929 |
| توماس روسي       | 1929–1930 |
| غاسبار روسي      | 1930–1931 |
| انتوني اوليفر    | 1931      |
| جون كوما         | 1931–1934 |
| ستيف سالا        | 1934–1935 |
| جوسب سونال       | 1935–1936 |
| تحت إدارة اللجنة | 1936–1939 |
| خوان سولر        | 1939–1940 |
| انريكي بينورو    | 1940–1942 |
| جوزسب فادل       | 1942      |
| انريكي بينورو    | 1942–1943 |
| جوزيب انطونيو    | 1943      |

| الاسم                | الأعوام   |
| -------------------- | --------- |
| جوزيب فيندرال        | 1943–1946 |
| اغوستو مونتال        | 1946–1952 |
| انريكي مارتي         | 1952–1953 |
| فرانشيسكو ميرو سانس  | 1953–1961 |
| انريك لاوديت         | 1961–1968 |
| نارسيس دي كريراس     | 1968–1969 |
| اغوستي مونتال        | 1969–1977 |
| رومان كاروسكو        | 1977–1978 |
| خوسيه لويس نونيز     | 1978–2000 |
| خوان جاسبارت         | 2000–2003 |
| انريك ريانا مارتينز  | 2003      |
| تحت إدارة اللجنة     | 2003      |
| خوان لابورتا         | 2003–2006 |
| تحت إدارة اللجنة     | 2006      |
| خوان لابورتا         | 2006–2010 |
| ساندرو روسيل         | 2010–2014 |
| جوسيب ماريا بارتوميو | 2020–2014 |
| خوان لابورتا         | 2020–الآن |

## الإعلام
لا تقتصر وسائل الإعلام التي تعني بشؤون نادي برشلونة على وسيلة إعلامية بعينها بل تمتد لتشمل أغلب الوسائل الإعلامية سواء التلفاز أو المذياع والصحف والمجلات إضافة للمواقع الإلكترونية وللوسائل الإعلامية تلك صنفين، صنف يتبع النادي، وصنف آخر مقرب من النادي.

### إعلام يتبع النادي
- قناة بارسا: (بالقطلونية: barca tv) وهي قناة تلفزيونية رياضية متخصصة في شؤون النادي، تأسست القناة في العام 1999، وهي تبث باللغتين الإنجليزية والإسبانية علاوة على اللغة الكتالونية.[348]
- إذاعة راديو بارسا: (بالقطلونية: R@dio Barça) هي محطة إذاعية تغطي مباريات نادي برشلونة والفرق الرياضية الأخرى التابعة للنادي وهي مثل القناة التلفزيونية التي تتبع النادي تبث بثلاثة لغات الكتالونية الإنجليزية والإسبانية.[349]
- الموقع الألكتروني الرسمي: وهو الموقع الرسمي الخاص بالنادي الكاتلوني ويدار تحت أشراف إدارة النادي وهو يتناول جميع أخبار النادي ونتائج الفرق الرياضية التابعة للنادي، وهو بتسعة لغات الكتالونية الإنجليزية الإسبانية العربية الصينية اليابانية الفرنسية الإندونيسية والبرتغالية [350]
- مجلة ريفيستا البرسا (بالقطلونية: Revista BARÇA) هي مجلة دورية تصدرها إدارة التسويق في النادي مرة واحدة كل شهرين بواقع ستة أعداد كل عام، أول إصدار للمجلة صدر في عام 2002، وعادة ما تتكون المجلة من 68 صفحة، وتتناول شؤون النادي والفرق التابعة له، وتتضمن لقاءات مع نجوم قدامى وجدد وتقارير متنوعة وآخر المستجدات،[351] يصبح أي عدد صادر للمجلة متاح إلكترونياً للتصفح والاطلاع بعد أربعة أعوام من صدوره من خلال موقع النادي الرسمي.[352]

### إعلام قريب من النادي
توجد العديد من الوسائل الإعلامية غير التابعة للنادي تعني بشؤون النادي وغالبا يكون ذلك بحكم وجود تلك الوسائل في أقليم كتالونيا الذي ينتمي الية برشلونة ومن أهم تلك الوسائل الإعلامية:-
- قناة تي في 3 التلفزيونية الفضائية (بالقطلونية: tv3).
- صحيفة إل موندو ديبورتيفو (بالقطلونية: El Mundo Deportivo).[354]
- صحيفة السبورت (بالقطلونية: Sport).[355]
- صحيفة آل 9 (بالقطلونية: el9).[356]
- إذاعة راديو كتالونيا (بالقطلونية: catalunya radio).[357]

## التسويق

### المتجر
يطلق عليه اسم متحف نونيز تيمنًا برئيس برشلونة خوسيه لويس نونيز. تعود فكرة إنشاء متحف للنادي للسيد خوان جامبر في عام 1920، لكن لسبب ما تأجلت هذه الفكرة إلى سنة 1980 في عهد الرئيس خوسيه لويس نونيز فطبق الفكرة حينها. وقد جرى توسيع المتحف على مراحل في أعوام 1987 و1994 و1998 لتصل مساحته إلى 3500 متر مربع.
يضم المتحف الكؤوس المختلفة التي فاز بها النادي في مختلف البطولات سواء ما يتعلق منها بكرة القدم أو الألعاب الأخرى التي تمارس في النادي، بالإضافة إلى لائحة الشرف لصور الرؤساء والمدربين الذين تعاقبوا على رئاسة النادي وتدريبه. المتحف مزود بتكنولوجيا متقدمة وتقنية فائقة الجودة باستخدام الليزر، وبعدد من شاشات العرض كذلك، الهدف منها عرض الصور ولقطات الفيديو للحظات والأحداث الهامة في تاريخ النادي وبعض الإحصائيات الخاصة بالنادي ولاعبيه، وكذلك يوجد في المتحف بعض المقتنيات التي استخدمها اللاعبون على مر التاريخ كالملابس والأحذية والكرات وما شابه.
يعتبر متجر نادي برشلونة مركزًا رياضيًا للتسوق يتبع النادي الكتالوني، وهو عبارة عن بناء ملاصق لملعب كامب نو وتبلغ مساحته ما يزيد عن 2000 متر مربع. أُسِّس المتجر في شهر مايو من عام 2003، ويبلغ معدل زواره سنويًا 1.5 مليون زائر، ويبلغ مقدار ما يدخله المتجر من إيراد سنوي لخزينة النادي ما يُقدر بثلاثين مليون دولار.

## جمهور النادي

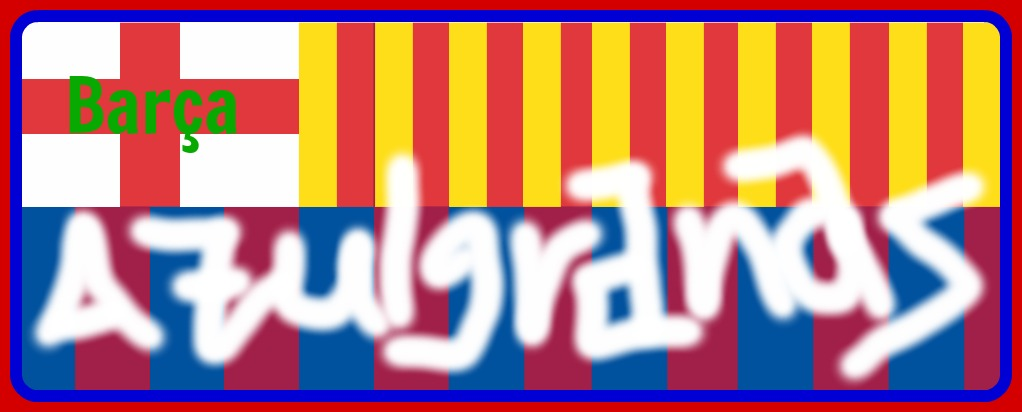
لافتة جماهيرية لنادي برشلونة مكتوب عليها أحد ألقاب الفريق بالإسباني (Azulgranas) بالإضافة إلى اللقب الشهير للنادي (Barça)

تعتبر جماهير النادي أحد أهم ركائز نجاحه، وكانت في مناسبات عدة من أسباب تفوق ونجاح النادي، من خلال وقوفها خلفه ومؤازرتها له سواء في كامب نو أو الملاعب الأخرى التي يلعب بها النادي. يصل عدد الروابط التشجيعية للنادي إلى 1828 رابطة موزعة في إسبانيا ومختلف دول العالم، وظيفتها مؤازرة الفرق الرياضية المختلفة التابعة للنادي عمومًا وفريق كرة القدم خصوصًا، وفيه بعض التنظيمات التشجيعية المتطرفة مثل بويشويس نويس.
يحظى النادي بقاعدة جماهيرية ضخمة في إسبانيا ومختلف دول العالم، فهو صاحب أكبر شعبية في إسبانيا بنسبة 44% من جماهير كرة القدم هناك، وكذلك يعتبر النادي صاحب أكبر شعبية في قارة أوروبا، وتعد ساحة كاناليتاس الواقعة جنوب مدينة برشلونة المكان المفضل لعشاق النادي في المدينة للاحتفال أو متابعة مباريات النادي من خلال شاشات عملاقة تُنصَب في الساحة.
محليًا، بلغ أوج الاهتمام الجماهيري بالنادي قُبيل فترة التحول الديمقراطي في إسبانيا منتصف سبعينيات القرن العشرين، فقد كان أبناء الإقليم يرون - وما زالوا - أن النادي رمز للهوية الكتالونية ومسألة الالتفاف حوله ومساندته أمر واجب.

## الشؤون المالية والاقتصادية

### الإيرادات والمداخيل
يعتبر النادي أحد أغنى أندية كرة القدم في العالم، إذ تبلغ قيمته 3,549 مليون دولار أمريكي، وبهذا فهو يحل في المرتبة الثانية بالنسبة لأندية كرة القدم لعام 2016. أما من حيث الإيرادات فقد أظهرت قوائم ديلويت وفوربس نمواً في إيرادات النادي فبعد أن كانت إيرادات النادي 140 مليون يورو عام 2002 وفي المرتبة التاسعة ارتفعت الإيرادات إلى 483 مليون يورو عام 2012 ليحل في المرتبة الثانية، وأظهرت قائمة ديلويت أن إيرادات النادي لموسم 2014-15 ارتفعت إلى 560.8 مليون يورو وفي المرتبة الثانية بين أندية كرة القدم، وأهم تلك الإيرادات كما يلي:-
- بيع تذاكر المباريات: 116,9 مليون يورو.
- عوائد البث التلفزيوني: 199,8 مليون يورو.
- عقود رعاية وأنشطة تسويقية: 244,1 مليون يورو.

نسبة إيرادات بيع تذاكر المباريات تبلغ 20% من اجمالي الإيرادات وكلما زاد حضور الجماهير للمباريات داخل الملعب كلما زاد مبلغ إيرادات بيع التذاكر وقد سجل الموسم الكروي 2014-15 زيادة في عدد حضور الجمهور داخل ملعب كامب نو مقارنة بالموسم السابق 2013-14 إذ بلغ معدل حضور المباراة الواحدة 77 ألف متفرج مقابل 72 ألف.
تشكل عوائد البث التلفزيوني التي يحصل عليها النادي جزءًا كبيرًا من إيراداته، إذ تبلغ نسبتها 35,6% من مجمل الإيرادات، منها 140 مليون يورو كانت من عائدات البث التلفزيوني في بطولة الدوري الإسباني خلال موسم 2014-15، ارتفعت حصة النادي من عوائد البث إلى 152.5 مليون يورو خلال الموسم 2016-17،
وفي دوري أبطال أوروبا فإن النادي قد حصل على مبلغ 54.5 مليون يورو عقب فوزه بلقب دوري أبطال أوروبا 2015 من بينها مبلغ 40 مليون يورو حصة النادي من حقوق البث التلفزيوني ومبيعات التذاكر و15 مليون جائزة الفوز بالبطولة.
يحظى النادي بالعديد من عقود الرعاية، ولديه أنشطة تسويقية عديدة من بينها بيع ملابس الفريق وإيرادات المتجر ونسبة الإيرادات بهذا الجانب تبلغ 43,5% من مجمل الإيرادات الكلية للنادي.
الجدول التالي يستعرض إيرادات النادي خلال السنوات الخمس الأخيرة من موقع فوربس مقيمة بالدولار الأمريكي:
| السنـــة | الإيــرادات | قيمـة النــادي | الترتيــب |
| -------- | ----------- | -------------- | --------- |
| 2010     | 513 مليون   | 1000 مليون     | 4         |
| 2011     | 488 مليون   | 975 مليون      | 5         |
| 2012     | 653 مليون   | 1307 مليون     | 3         |
| 2013     | 613 مليون   | 2600 مليون     | 3         |
| 2014     | 627 مليون   | 3200 مليون     | 2         |

رغم حجم الإيرادات المرتفع للنادي غير أن له مصاريف مرتفعة جداً وصافي ربح النادي لعام 2014 لم يتجاوز 41 مليون يورو بعد حذف المصاريف من إيراداته وتشكل رواتب لاعبي كرة القدم وباقي الرياضات والضرائب وصيانة وإدامة المنشئات الرياضية التابعة للنادي واستهلاك الأصول وسداد الديون أهم تلك المصاريف. وخلال موسم 2014- 15 دفع النادي 145 مليون يورو رواتب للاعبي فريق كرة القدم شكلت نسبه كبيرة من مصروفاته. يُعتبر برشلونة ككيان اقتصادي جمعيةً مسجلة، والجمعية المسجلة تختلف عن الشركة المحدودة من ناحية أن المنتمي إليها لا يُعتبر مالكًا لأي سهم، بل هو حامل عضوية فقط لا غير ولا يوجد مالك بعينه للنادي.

### الرعاية
| الفترة        | مقدم القميص | الرعاة          |
| ------------- | ----------- | --------------- |
| 1982–1992     | ميبا        | لا يوجد         |
| 1992–1998     | كابا        | لا يوجد         |
| 1998–2006     | نايكي       | لا يوجد         |
| 2006–2011     | نايكي       | يونيسف          |
| 2011–2013     | نايكي       | مؤسسة قطر       |
| 2013–2017     | نايكي       | القطرية للطيران |
| 2017–2022     | نايكي       | راكوتن          |
| 2022–حتى الآن | نايكي       | سبوتيفاي        |

سبوتيفاي، صاحبة رعاية قميص النادي

أعلنت إدارة نادي برشلونة في 10 ديسمبر 2010 أنها وافقت على صفقة رعاية القميص مع مؤسسة قطر بقيمة تصل إلى 170,000,000 يورو على مدى 5 سنوات، وإنهاء تقليد برشلونة لعدم قبول الدفع لمقدمي مشروع القرار المعروض على القميص بهم. واعتباراً من موسم 2013–14 سمحت حكومة دولة قطر بأن يحل شعار القطرية للطيران على قميص النادي بدل مؤسسة قطر ونُقل شعار اليونيسيف إلى ظهر القميص، مقابل 30 مليون يورو يتقاضها النادي سنوياً من القطرية للطيران، جُددت الاتفاقية أكثر من مرة كان آخرها صيف عام 2016 لمدة موسم واحد بعقد بلغت قيمته 30 مليون يورو أيضاً يتقاضها النادي من القطرية للطيران خلال موسم 2016-17.
في نوفمبر من عام 2016، وقع النادي عقد رعاية القميص مع شركة راكوتن اليابانية للتجارة الإلكترونية، مقابل 58 مليون دولار يتقاضاها النادي سنوياً، اعتباراً من الموسم 2017-18 ولمدة أربعة أعوام قابلة للتجديد.
تعتبر شركة نايكي الأمريكية هي المزودة للتجهيزات والعدد الرياضية للنادي منذ عام 1998، جُدد العقد صيف 2016 ويمتد حتى 2026 يحصل النادي بمقتضاه على 105 مليون يورو سنوياً، للنادي شركات ومؤسسات أخرى ترعاه، كشركة تصنيع السيارات الألمانية أودي ومؤسسة الهاتف المتنقل والثابت الإماراتية «اتصالات» وشركة المشروبات الغازية كوكا كولا، وبيكو التركية للأجهزة الكهربائية، وجيليت المتخصصة في مجال منتجات الحلاقة والعناية الشخصية وغيرهم، إضافة لوجود رعاية إعلامية من خلال قناة TV3 التلفازية الكاتلونية، وصحف ديبورتيفو موندو وسبورت وآل9 الصادرات في كاتلونيا، وراديو كاتلونيا.

## في الثقافة العامة
سنة 1974 تم إنتاج فيلم وثائقي بالأبيض والأسود بعنوان برشلونة، 75 عاماً من تاريخ النادي (بالإسبانية: "BARÇA, 75 AÑOS DE HISTORIA DEL FÚTBOL CLUB BARCELONA") من إنتاج جوردي فيليو، تزامناً مع الاحتفال بالذكرى الخامسة والسبعون لتأسيس النادي، مدة الفيلم ساعة و46 دقيقة، عرض تاريخ النادي منذ تأسيسه، والمشاكل السياسية والاجتماعية التي تعرض لها النادي.

غلاف الفيلم الوثائقي برشلونة فريق الأحلام الذي أنتج سنة 2015، ويتناول مسيرة النادي.

فيلم وثائقي آخر تم إنتاجه سنة 2004 بعنوان نادي برشلونة (وثائقي) (بالإنجليزية: FC Barcelona Confidential)، تناول الفيلم وصول الرئيس خوان لابورتا إلى سدة رئاسة النادي سنة 2003، والتغير الإيجابي الذي شهدة النادي بداية رئاسة لابورتا مالياً وعلى صعيد نتائج الفريق بعد أربعة سنوات قضاها الفريق بدون بطولات قبل استلام لابورتا رئاسة النادي، آخر الإنتاجات الوثائقية كان فيلم برشلونة فريق الأحلام (بالإنجليزية: BARÇA DREAMS) من إنتاج جوردي لومبارت في سبتمبر 2015، مدته ساعتين تطرق الفيلم إلى مسيرة النادي خلال 115 عاماً من تاريخه وأهم اللاعبين الذين لعبوا للنادي، وتضمن لقطات من مباريات النادي وعدد من المقابلات مع بعض من لاعبي ومدربي الفريق، بمؤثرات بصرية عالية وتقنية 3 دي.
سنة 2012 عرضت قناة إم بي سي ضمن برنامج خواطر الذي قدمه الإعلامي السعودي أحمد الشقيري حلقة في موسم البرنامج الثامن بعنوان رحلة إلى قلب نادي برشلونة، تضمنت الحلقة تقريراً عن النادي وتاريخه، وتجول الشقيري في عدد من مرافق النادي مثل كامب نو والمتحف، في سبتمبر من عام 2016 ظهر عدد من لاعبي الفريق من بينهم نيمار، مارك أندريه تير شتيغن، لويس سواريز، أندريس إنييستا وجوردي ألبا في إعلان لشركة جيليت، عند كشف النقاب عن اتفاق الشراكة بين النادي والشركة المتخصصة في مجال منتجات الحلاقة والعناية الشخصية.
صدرت عشرات الكتب وبعدة لغات دونت تاريخ النادي بأدق تفاصيله، كان أولها كتاب برشلونة في خمسين عاماً (بالإسبانية: Cincuenta años de  Barcelona) الذي صدر عام 1949، ومن أهم الكتب كتاب برشلونة في قرن (بالإسبانية: El siglo del Barça 100 años en imágenes) عرض تاريخ النادي بالصور خلال مائة عام بمناسبة ذكرى مئة عام على تأسيس النادي.

## الأعمال الخيرية والإنسانية
في عام 1968 أطلق رئيس النادي حينها نارسيس دي كريراس شعار "Més que un club" ويعني هذا الشعار باللغة العربية «أكثر من مجرد ناد» للتأكيد على أهمية الدور الاجتماعي والخيري الذي يقوم به النادي وضرورة الاستمرار على ذلك النهج وعدم اقتصار دور النادي على الرياضة من جهة والسياسة من جهة أخرى نظرًا لما يشكله النادي كرمز للهوية الكتالونية، فمسألة أن يلعب النادي دورًا في التوعية بحقوق الإنسان وتكريس النهج الديمقراطي والعمل الخيري تشكل تلك المسائل بالنسبة لذلك الشعار أهمية قصوى وجزء لا يتجزأ من فلسفة النادي،

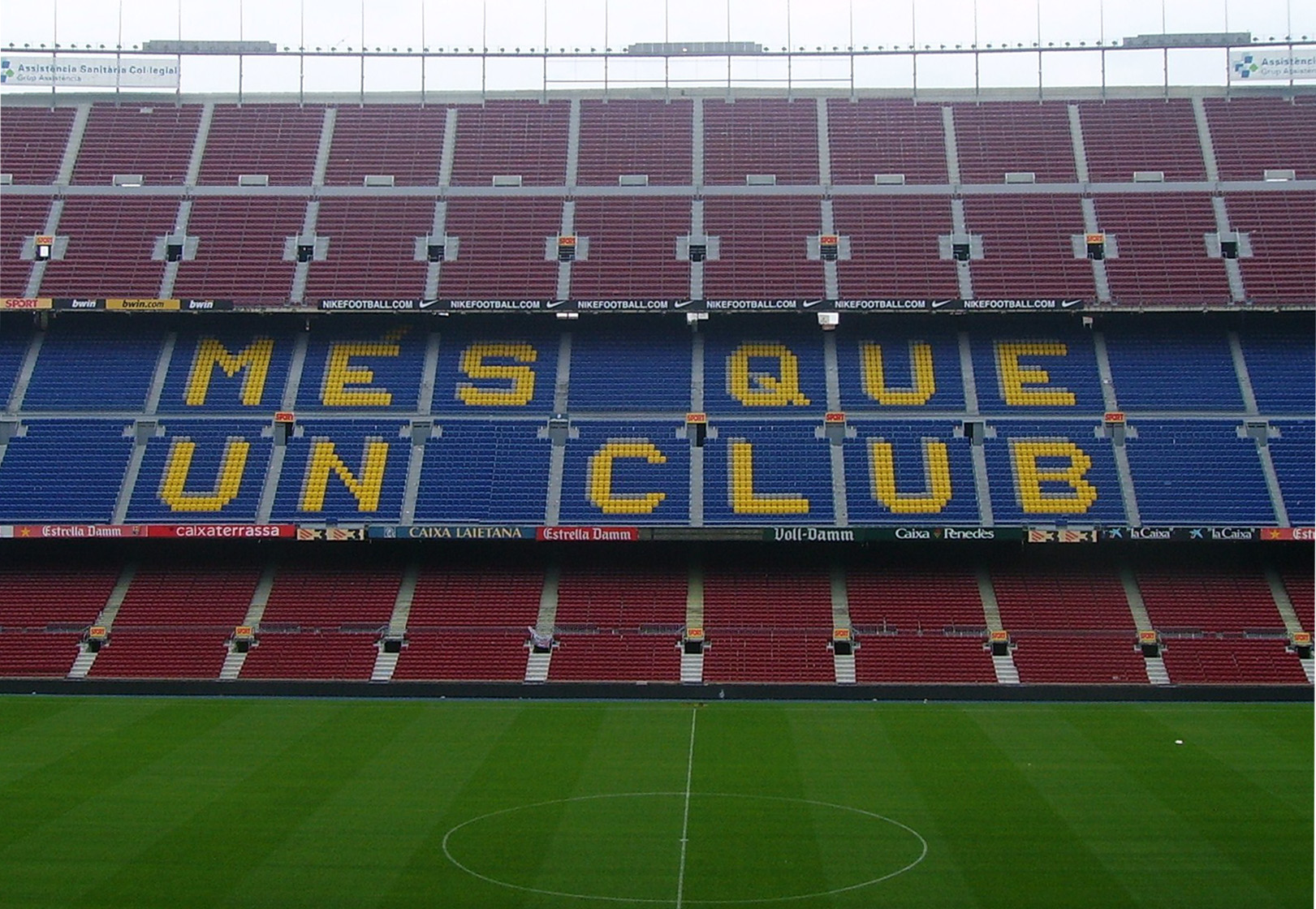
عبارة "Més que un club" باللغة العربية "أكثر من مجرد نادي" على مدرجات كامب نو

وتأكيدًا لهذا الشعار وتجسيدًا لفلسفة النادي في ضرورة إيلاء الجانب الخيري والإنساني حيزًا من نشاطه، وقع النادي في عام 2006 وفي عهد رئيسه حينها السيد خوان لابورتا اتفاقية شراكة مع اليونسيف مدتها خمسة أعوام لنشر الوعي وجمع الأموال لصالح الأطفال المتضررين بفيروس نقص المناعة (الايدز)، ولا تقتصر الشراكة مع اليونسيف على ذلك فحسب بل تشمل أمور أخرى من بينها: الحد من الجوع والفقر، حق الجميع في التعليم، تعزيز المساواة بين الجنسين، تخفيض معدل وفيات الأطفال والأمهات، والاستدامة البيئية.
وبموجب اتفاقية الشراكة مع اليونسيف فإن المبلغ الذي يتبرع به النادي لتلك المنظمة سنويًا، والبالغ 1.5 ملايين يورو، يضاف إليه ما نسبته 0.7% من دخل النادي سنويًا. منذ توقيع الاتفاقية مع اليونسيف عام 2006 وحتى عام 2011، كان يضع النادي شعار تلك المنظمة على زي اللاعبين من الأمام كنوع من الترويج لها، لكن بعد قيام النادي عام 2011 بتوقيع اتفاقية الرعاية مع مؤسسة قطر نُقل شعار اليونسيف إلى خلفية زي اللاعبين. في عام 2011 جُدِّد الاتفاق مع اليونسيف لخمسة أعوام مع البحث عن خطط جديدة في المجال الخيري والإنساني، في 25 فبراير 2016 مُدد عقد الشراكة مجدداً وينتهي في عام 2020 ورفع مساهمة النادي إلى 2 مليون يورو سنوياً،
ولا يقتصر العمل الخيري والإنساني الذي يقوم به النادي على الشراكة مع اليونسيف، فالنادي قام بمبادرات خيرية وإنسانية كثيرة بعيدا عن تلك المنظمة إحداها كانت في أواخر عام 2011 عندما قدم النادي ولاعبوه لفتة إنسانية تجاه عدد من الأطفال اليابانيين المتضررين من زلزال وتسونامي توهوكو لذلك العام بتسليم مجموعة من قمصان النادي لهم.

## الرياضات الأخرى

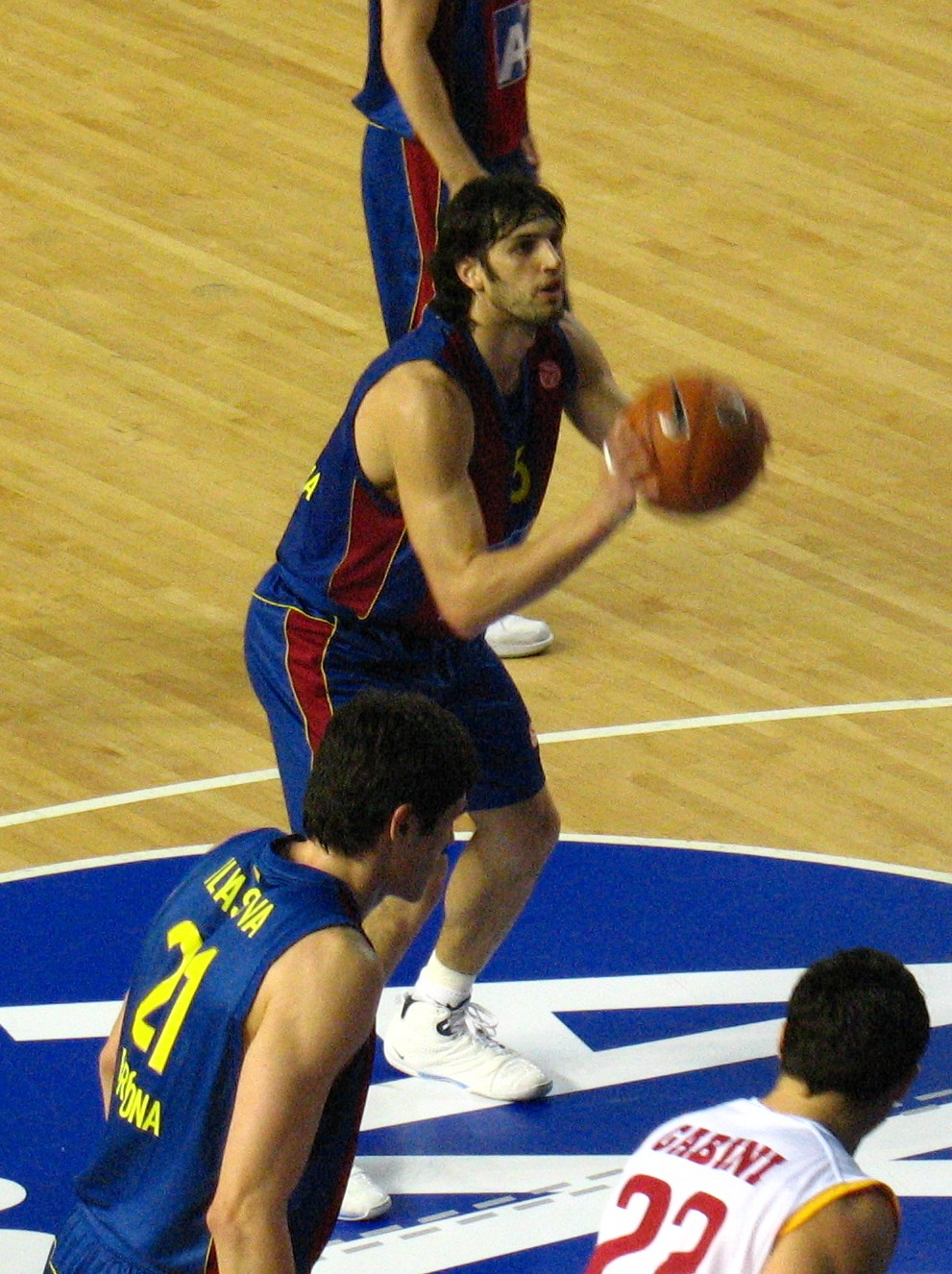
نادي برشلونة لكرة السلة.

لا تقتصر الرياضات التي يمارسها نادي برشلونة على رياضة كرة القدم فحسب، بل إن في النادي عدة ألعاب ورياضات تمارسُ ومن بينها: كرة السلة وكرة اليد وهوكي الجليد. وتمارس هذه الرياضات إضافة إلى كرة القدم بشكل احترافي ونتائج النادي في تلك الرياضات تعتبر نتائج مرموقة ومتميزة على الصعيدين المحلي والقاري.

### كرة القدم
لا يعتبر الفريق الأول لكرة القدم هو الفريق الوحيد المتخصص في هذه اللعبة، بل في هذه اللعبة فرق أخرى متخصصة وهي:
- نادي برشلونة ب وهو يركز على فئة الشباب ويعتبر خير ممون للفريق الأول باللاعبين.[396]
- نادي برشلونة ج وقد كان الفريق الثالث من حيث الأهمية لكرة القدم يتبع النادي، لكنه حُلّ في عام 2007 [397]
- نادي برشلونة النسوي لكرة القدم، وهو فريق شُكِّل في عام 1980.

يضاف لهذه الفرق المتخصصة في كرة القدم فرق للفئات العمرية المختلفة للذكور والإناث.

### كرة السلة
ريجال برشلونة هو فريق كرة السلة الذي يتبع للنادي، وقد تأسس عام 1926. يحظى النادي بقاعدة جماهيرية ضخمة وتعد قاعة بالاو بلوجرانا التي تتسع لما يقارب 8500 متفرج معقل الفريق. تُعد نتائج الفريق نتائجًا مرموقة على الصعيدين الإسباني والأوروبي فقد ظفر الفريق بثمانية عشر لقبًا في الدوري الإسباني لكرة السلة إضافة إلى الفوز بثلاثة وعشرين لقب كأس إسبانيا لكرة السلة، يضاف لذلك الفوز مرتين ببطولة الدوري الأوروبي لكرة السلة «الأوروليجا»، وكأس العالم للأندية بكرة السلة مرة واحدة. بالإضافة إلى ريجال برشلونة، يوجد فريقان آخران لكرة السلة يتبعان النادي هما:

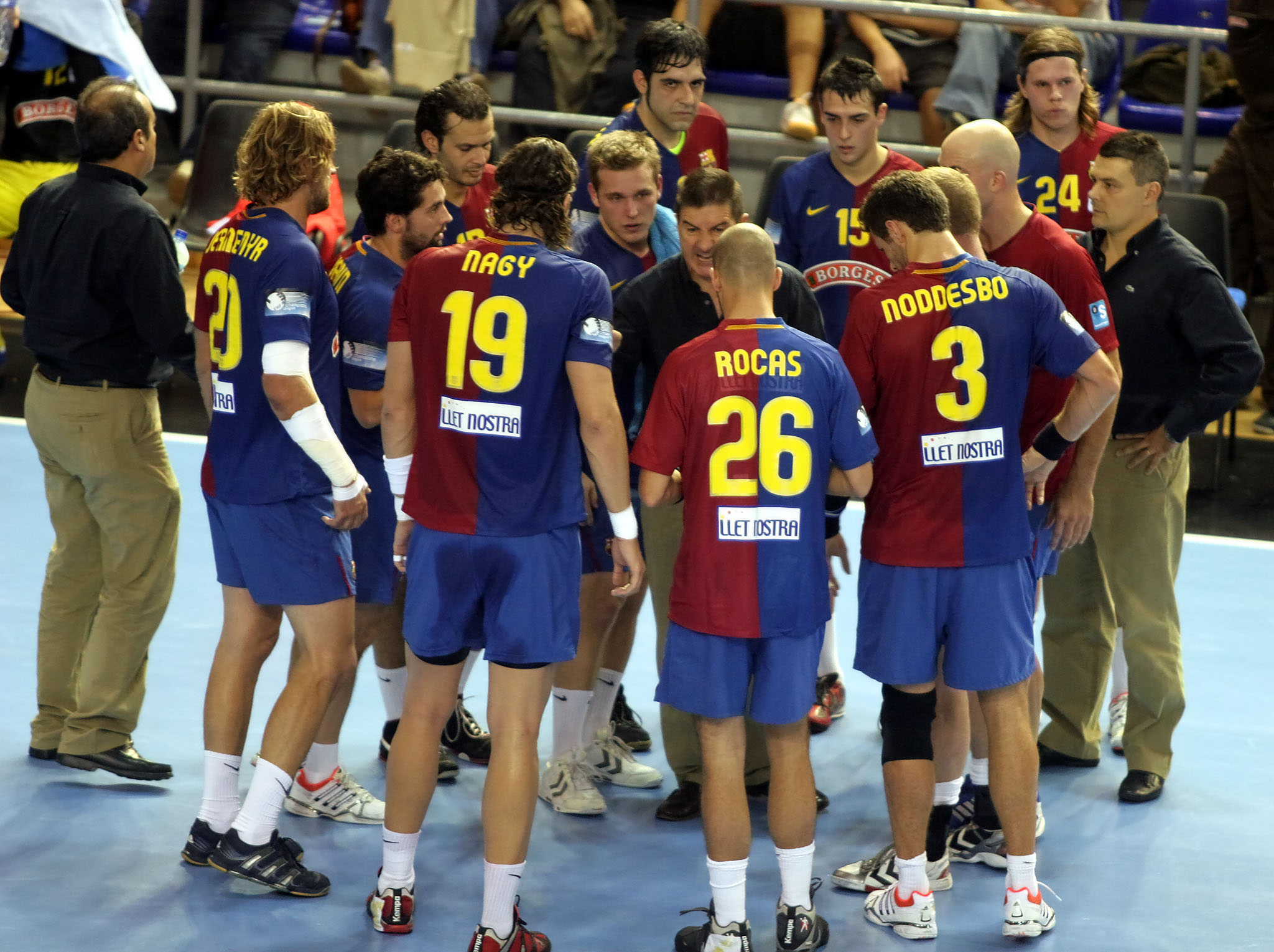
نادي برشلونة لكرة اليد.

- نادي برشلونة بي لكرة السلة.
- نادي برشلونة لكرة السلة للسيدات.

### كرة اليد
تأسس نادي برشلونة لكرة اليد في عام 1942، ويطلق على الفريق اسم برشلونة أنترسبورت وتعتبر قاعة بالاو بلوجرانا معقل الفريق. يُعد برشلونة أنترسبورت أحد أفضل فرق كرة اليد الأوروبية، ويحمل النادي الرقم القياسي كأكثر فريق متوج بدوري أبطال أوروبا لكرة اليد، إذ فاز بهذا اللقب تسع مرات آخرها عام 2015، كما فاز بأحد عشر لقبا أوروبيا آخر، أما محليًا فيحمل النادي الرقم القياسي في عدد مرات التتويج سواء في بطولات الدوري الإسباني لكرة اليد بواقع 14 لقبا أم في كأس إسبانيا التي فاز بها تسع عشرة مرة.

### هوكي الجليد

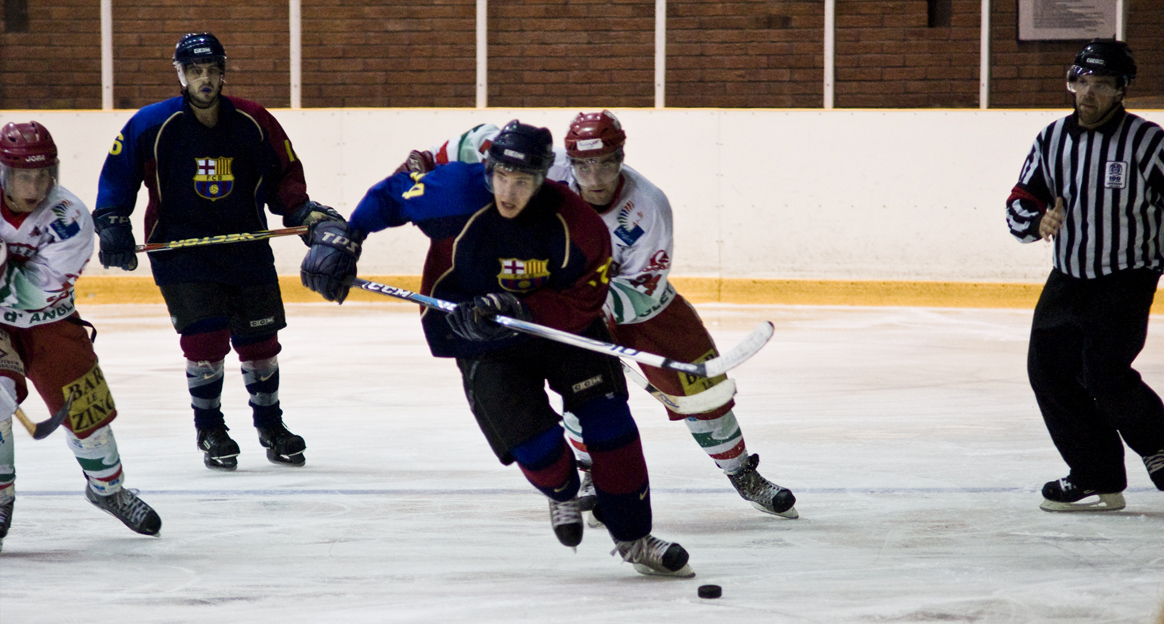
نادي برشلونة لهوكي الجليد.

تأسس نادي برشلونة لهوكي الجليد في عام 1942، ويُعتبر أحد أفضل فرق هوكي الجليد في العالم والفريق الأكثر نجاحًا على مستوى القارة الأوروبية. حصد النادي عدة كؤوس عالمية في اللعبة، إضافة لأكثر من ثلاثين لقبًا على مستوى قارة أوروبا ومن بينها خمسة ألقاب دوري إسباني في اللعبة وأربعة ألقاب كأس إسبانيا.

### رياضات ثانوية الأهمية
بالإضافة للرياضات والألعاب السابقة يتبع النادي فريق لكرة القدم داخل الصالات وهو فريق احترافي، وفي نادي برشلونة بعض الألعاب التي تمارس لكن بشكل غير محترف وتعتبر رياضات ثانوية الأهمية، ومن هذه الألعاب والرياضات ألعاب القوى للجنسين، التزحلق على الجليد للجنسين، الكرة الطائرة للجنسين، هوكي الجليد للهواة، الرغبي، إضافة لفريق كرة السلة على الكراسي المتحركة، رياضة الدراجات، وكرة القاعدة.

## الملاحظات والمراجع
الملاحظات
1. ↑  تُلفظ [ˈbar.sə]
2. ↑  البطولة لا يدرجها الاتحاد الإسباني لكرة القدم ضمن نسخ كأس ملك إسبانيا لكنه يعتبرها مباراة رسمية وهي الأولى في تاريخ الكلاسيكو.[226][227]
3. ↑  تم استبعاد المباراة التي انتصر فيها برشلونة 3-1 في بطولة  كأس التتويج 1902 (كأس كوروناسيون) في عام 1902،[228] ضمن النتائج الرسمية بسبب عدم اعتراف الاتحاد الاسباني لكرة القدم بأول بطولة لكأس الملك،[229] بينما تعترف بها مواقع أخرى مثل موقع موقع rsssf.com وغيرها.[230]
4. ↑  بالنسبة لموقع RSSSF فإن بطولة كأس التتويج 1902، بطولة رسمية وتدخل ضمن بطولات كأس ملك إسبانيا.
5. ↑  حقق الفريق بطولة كأس ملك إسبانيا مرة واحدة قبل تكليف بيلي لامبي أول مدرب للفريق تدريب النادي لم تدخل ضمن أرقام القائمة.
6. ↑  درب برشلونة بين شهري يناير حتى سبتمبر من عام 1912
7. ↑  لا توجد احصائيات دقيقة لعدد المباريات التي خاضها بيلي لامبي جون بارو جاك الديرسون جاك غرينويل الف سبونسير وجيززا بوسزوني كمدربين مع نادي برشلونة.
8. ↑  اسمة الثاني غير معلوم
9. ↑  درب برشلونة  خلال شهري نوفمبر وأكتوبر من عام 1912
10. ↑  أكثر من درب برشلونة من حيث المدة (12 سنة)
11. ↑  الألقاب الرسمية تشمل كذلك بطولة كأس المعارض الأوروبية التي يدرجها الإعلام الموالي للنادي ضمن بطولات نادي برشلونة الرسمية،[299] وكذلك عدد من مقالات النادي بلغات أخرى من بينها الإنجليزية الإسبانية[الإسبانية]، الفرنسية والإيطالية وغيرهم تدرج تلك البطولة ضمن بطولات النادي الرسمية، لكن الاتحاد الأوروبي لكرة القدم لا يدرجها ضمن بطولات اليويفا الرسمية على الرغم من أن بطولة كأس الاتحاد الأوروبي امتداد لتلك البطولة.
12. ↑  درب النادي مباراة واحدة فقط
13. ↑  درب النادي مباراة واحدة فقط
14. ↑  أكثر من حقق ألقاب مع برشلونة
15. ↑  شاملة المباريات التي كان مساعدة خوردي رورا مدرباً للفريق اثناء رحلة علاجه ربيع العام 2013
16. ↑  درب الفريق ربيع عام 2013 اثناء علاج المدرب الراحل تيتو فيلانوفا بصفته مساعدة

المراجع
1. ↑  أكثر اللاعبين مشاركة مع برشلونة.. ميسي يُعادل تشافي في الصدارة نسخة محفوظة 15 مارس 2021 على موقع واي باك مشين.
2. ↑  "Laureus Award tops off a year of recognition" (بالإنجليزية). Retrieved 2024-04-02.
3. 1 2  "تأسيس النادي". FC Barcelona. مؤرشف من الأصل في 18 مايو 2016. اطلع عليه بتاريخ -. {{استشهاد ويب}}: تحقق من التاريخ في: |تاريخ الوصول= (مساعدة)
4. ↑  القيم، وشعار أكثر من مجرد نادي نسخة محفوظة 18 مايو 2016 على موقع واي باك مشين. [وصلة مكسورة]
5. ↑  FC Barcelona: The anthems نسخة محفوظة 05 أغسطس 2016 على موقع واي باك مشين.
6. ↑  تقرير ديلويت المالي لأغنى الأندية لموسم 2014-15 نسخة محفوظة 26 أغسطس 2017 على موقع واي باك مشين.
7. ↑  "كرة قدم أوروبا : نادي برشلونة". الاتحاد الأوروبي لكرة القدم (الويفا). مؤرشف من الأصل في 2016-01-12. اطلع عليه بتاريخ 2009-05-04.
8. ↑  برشلونة أول نادي في أوروبا يحقق الثلاثية مرتين نسخة محفوظة 24 سبتمبر 2015 على موقع واي باك مشين. [وصلة مكسورة]
9. ↑  عدد أعضاء النادي ناهز 180 ألف عضو  نسخة محفوظة 10 يونيو 2015 على موقع واي باك مشين.
10. ↑  برشلونة الأعلى جماهيرية في مواقع التواصل الاجتماعي نسخة محفوظة 14 نوفمبر 2014 على موقع واي باك مشين.
11. 1 2  Ball, Phil p. 89.
12. ↑  الإنجليزي والتر وايد أول رئيس للنادي نسخة محفوظة 30 أغسطس 2012 على موقع واي باك مشين.
13. 1 2 3  Carnicero, José Vicente Tejedor (21 مايو 2010). "Spain – List of Cup Finals". مؤسسة إحصاءات وثيقة لرياضة كرة القدم (RSSSF). مؤرشف من الأصل في 2018-10-23. اطلع عليه بتاريخ 2010-03-09.
14. ↑  الساحات التي استعملها النادي للعب خلال عقدة الأول [وصلة مكسورة] نسخة محفوظة 15 مايو 2016 على موقع واي باك مشين.
15. ↑  أول مبارة في تاريخ النادي نسخة محفوظة 31 يناير 2016 على موقع واي باك مشين.
16. ↑  أول مبارة رسمية في تاريخ برشلونة نسخة محفوظة 06 يوليو 2017 على موقع واي باك مشين.
17. 1 2  "History part I". FC Barcelona. مؤرشف من الأصل في 2011-10-11. اطلع عليه بتاريخ 2010-03-11.
18. ↑  كامب إندوستريا أول ملعب للفريق نسخة محفوظة 15 أبريل 2016 على موقع واي باك مشين. [وصلة مكسورة]
19. ↑  Murray, Bill; Murray, William J. p. 30.
20. ↑  Ferrer، Carles Lozano (19 يونيو 2001). "Coupe des Pyrenées – Copa de los Pirineos". مؤسسة إحصاءات وثيقة لرياضة كرة القدم (RSSSF). مؤرشف من الأصل في 2018-10-02. اطلع عليه بتاريخ 2010-06-12.
21. ↑  Spaaij, Ramón. p. 279.
22. ↑  باولينو ألكانتارا أحد ابرز نجوم برشلونة تاريخياً نسخة محفوظة 17 مايو 2016 على موقع واي باك مشين. [وصلة مكسورة]
23. ↑  بطولات النادي خلال فترة كامب إندوستريا 1909-1922 نسخة محفوظة 21 مايو 2017 على موقع واي باك مشين.
24. ↑  معلومات عن اللاعب والمدرب لامبي من الموقع الرسمي للنادي نسخة محفوظة 29 أكتوبر 2017 على موقع واي باك مشين.
25. ↑  Arnaud, Pierre; Riordan, James. p. 103
26. 1 2 3 4 5 6  "History part II". FC Barcelona. مؤرشف من الأصل في 2011-09-03. اطلع عليه بتاريخ 2010-03-11.
27. ↑  إقالةهانس غامبر وإغلاق ليس كورتس نسخة محفوظة 25 مايو 2013 على موقع واي باك مشين.
28. ↑  أوضاع النادي خلال حقبة ملعب ليس كورتس نسخة محفوظة 16 مارس 2020 على موقع واي باك مشين.
29. ↑  اعدام جوسب سونال نسخة محفوظة 13 يوليو 2017 على موقع واي باك مشين.
30. ↑  إدارة النادي اثناء الحرب الأهلية نسخة محفوظة 02 أكتوبر 2013 على موقع واي باك مشين.
31. ↑  إيقاف بطولة دوري كاتالونيا عام 1940 نسخة محفوظة 24 سبتمبر 2015 على موقع واي باك مشين.
32. ↑  تغير شعار النادي نسخة محفوظة 18 أكتوبر 2012 على موقع واي باك مشين.
33. 1 2  "شعار النادي". FC Barcelona. مؤرشف من الأصل في 2016-05-17. {{استشهاد ويب}}: تجاهل المحلل الوسيط |= لأنه غير معروف (مساعدة)
34. ↑  "History part II". FC Barcelona. مؤرشف من الأصل في 2012-05-30. اطلع عليه بتاريخ 2010-03-11.
35. ↑  كيفية أنتقال دي ستيفانو لنادي ريال مدريد من برشلونة  نسخة محفوظة 12 سبتمبر 2012 على موقع واي باك مشين.
36. ↑  تاريخ بطولة السوبر الإسبانية من موقع rsssf  نسخة محفوظة 24 أغسطس 2017 على موقع واي باك مشين.
37. ↑  تشيد ملعب كامب نو  نسخة محفوظة 10 أغسطس 2017 على موقع واي باك مشين.
38. ↑  تاريخ النادي / حقبة ما بعد بناء كامب نو  نسخة محفوظة 24 أبريل 2011 على موقع واي باك مشين. [وصلة مكسورة]
39. ↑  الوصول لنهائي دوري الابطال عام 1961 وخسارة النهائينسخة محفوظة 01 مايو 2013 على موقع واي باك مشين.
40. ↑  الوصول لنهائي كأس ابطال الكؤوس الأوروبية عام 1969 نسخة محفوظة 25 ديسمبر 2010 على موقع واي باك مشين.
41. ↑  كرويف اللاعب في برشلونة  نسخة محفوظة 27 يونيو 2017 على موقع واي باك مشين.
42. ↑  "Reliving Johan Cruyff's greatest Clásicos" (بالإنجليزية). Archived from the original on 2020-02-24. Retrieved 2020-12-25.
43. ↑  Perarnau, Martí (18 Aug 2010). "La Masia, como un laboratorio" (بالإسبانية). SPORT.es. Archived from the original on 2016-01-31. Retrieved 2010-08-19.
44. 1 2 3 4  "History part IV". FC Barcelona. مؤرشف من الأصل في 2011-09-18. اطلع عليه بتاريخ 2010-03-15.
45. ↑  Ball, Phil p. 85.
46. ↑  الفريق يحقق أولى القابة ببطولة أبطال الكؤوس الأوروبية1979  نسخة محفوظة 04 سبتمبر 2015 على موقع واي باك مشين.
47. ↑  الفريق يحقق ثاني القابة ببطولة ابطال الكؤوس الأوروبية1982 نسخة محفوظة 03 مايو 2010 على موقع واي باك مشين.
48. ↑  Dobson, Stephen; Goddard, John A. p. 180.
49. ↑  خسارة نهائي دوري الابطال عام 1986 بركلات الترجيح نسخة محفوظة 01 مايو 2013 على موقع واي باك مشين.
50. ↑  Ball, Phil. pp. 106–107.
51. ↑  "Pep Guardiola enters Barcelona history books with record 11th title as coach". Goal.com. مؤرشف من الأصل في 2016-03-31. اطلع عليه بتاريخ 2011-08-19.
52. ↑  "Honours". FC Barcelona. مؤرشف من الأصل في 2011-10-25. اطلع عليه بتاريخ 2010-03-12.
53. 1 2  "History part V". FC Barcelona. 15 يونيو 2003. مؤرشف من الأصل في 2011-09-19. اطلع عليه بتاريخ 2010-03-12.
54. ↑  سنوات الضياع والأضطراب  نسخة محفوظة 24 أكتوبر 2017 على موقع واي باك مشين.
55. ↑  Ferrand, ألان؛ مكارثي، سكوت. ع. 110.
56. ↑  سنوات الضياع والتخبط  نسخة محفوظة 30 مارس 2016 على موقع واي باك مشين.
57. ↑  تاريخ النادي / حقبة لابورتا وما سبقها  نسخة محفوظة 27 سبتمبر 2011 على موقع واي باك مشين. [وصلة مكسورة]
58. ↑  التعاقد مع [[رونالدينيو بمبلغ 30 مليون يورو] نسخة محفوظة 02 أكتوبر 2015 على موقع واي باك مشين.
59. ↑  برشلونة بطل دوري الابطال للمرة الثانية في تاريخة، من الموقع الرسمي لل يويفا نسخة محفوظة 01 مايو 2013 على موقع واي باك مشين.
60. ↑  خسارة السوبر الأوروبي عام 2006  نسخة محفوظة 13 أغسطس 2017 على موقع واي باك مشين. [وصلة مكسورة]
61. ↑  حملة حجب الثقة نسخة محفوظة 06 مارس 2016 على موقع واي باك مشين.
62. ↑  Pleat، David (28 مايو 2009). "Middle men to the fore in dictating the rhythm with care". The Guardian. London. مؤرشف من الأصل في 2020-11-06. اطلع عليه بتاريخ 2016-01-21.
63. ↑  برشلونة بطل دوري الابطال 2009، من الموقع الرسمي لليويفانسخة محفوظة 01 مايو 2013 على موقع واي باك مشين.
64. ↑  الفريق يحقق السوبر الأوروبي للمرة الثالثة بتاريخ النادي  نسخة محفوظة 22 أغسطس 2017 على موقع واي باك مشين. [وصلة مكسورة]
65. ↑  برشلونة يحقق انجاز غير مسبوق عام 2009، من الموقع الرسمي لل فيفا  نسخة محفوظة 21 أغسطس 2012 على موقع واي باك مشين.
66. ↑  أغلى صفقة بتاريخ النادي  نسخة محفوظة 05 مارس 2016 على موقع واي باك مشين.
67. ↑  أعارة ابراهيموفيتش لنادي ميلانو  نسخة محفوظة 05 مارس 2016 على موقع واي باك مشين.
68. ↑  التعاقد مع ديفيد فيا  نسخة محفوظة 05 مارس 2016 على موقع واي باك مشين.
69. ↑  برشلونة بطل دوري الابطال 2011، من الموقع الرسمي لل يويفا نسخة محفوظة 01 مايو 2013 على موقع واي باك مشين.
70. ↑  برشلونة أكثر فريق أوروبي وصول إلى نهائي أحد بطولات الأندية الأوروبية  نسخة محفوظة 05 مارس 2016 على موقع واي باك مشين.
71. ↑  برشلونة يحقق كأس السوبر الأسباني للمرة العاشرة في تاريخة  [وصلة مكسورة] نسخة محفوظة 27 أبريل 2020 على موقع واي باك مشين.
72. ↑  برشلونة بطل السوبر الأوروبي 2011، من الموقع الرسمي لليويفا  نسخة محفوظة 02 يناير 2015 على موقع واي باك مشين.
73. ↑  برشلونة بطل كأس العالم للأندية لعام 2011  نسخة محفوظة 06 مارس 2016 على موقع واي باك مشين.
74. ↑  المدرب غوارديولا يعلن مغادرة برشلونة بعد الخروج من تشلسي بدوري الأبطال  نسخة محفوظة 15 يوليو 2017 على موقع واي باك مشين.
75. ↑  خروج برشلونة المرير من دوري أبطال أوروبا 2013  نسخة محفوظة 06 مارس 2015 على موقع واي باك مشين.
76. ↑  المدرب تيتو فيلانوفا نسخة محفوظة 16 مايو 2016 على موقع واي باك مشين.
77. ↑  صفقة شراء اللاعب البرازيلي نيمار  نسخة محفوظة 04 مارس 2016 على موقع واي باك مشين.
78. ↑  المدرب مارتينو خلفاُ لتيتو فيلانوفا  نسخة محفوظة 07 نوفمبر 2017 على موقع واي باك مشين.
79. ↑  ساندرو روسيل يتنحى ونائبة بارتيمو رئيساً لنادي برشلونة  نسخة محفوظة 28 أغسطس 2018 على موقع واي باك مشين.
80. ↑  مارتينو يستقيل من تدريب فريق برشلونة مايو/2014 نسخة محفوظة 16 يونيو 2015 على موقع واي باك مشين.
81. ↑  لويس سواريز مع برشلونة نسخة محفوظة 25 فبراير 2018 على موقع واي باك مشين.
82. ↑  توتر العلاقة بين ميسي وأنريكه نسخة محفوظة 04 مارس 2016 على موقع واي باك مشين.
83. ↑  برشلونة بطل الدوري لموسم 2014/ 15 نسخة محفوظة 14 يونيو 2016 على موقع واي باك مشين. [وصلة مكسورة]
84. ↑  برشلونة بطل كأس إسبانيا لموسم 2014/ 15 نسخة محفوظة 24 سبتمبر 2015 على موقع واي باك مشين. [وصلة مكسورة]
85. ↑  برشلونة يتجاوز عقبة بايرن ميونخ ويبلغ نهائي دوري أبطال أوروبا نسخة محفوظة 06 يناير 2017 على موقع واي باك مشين.
86. ↑  برشلونة بطل دوري أبطال أوروبا 2015 نسخة محفوظة 10 نوفمبر 2017 على موقع واي باك مشين.
87. ↑  برشلونة بطل دوري أبطال أوروبا للمرة الخامسة في تاريخة نسخة محفوظة 24 سبتمبر 2015 على موقع واي باك مشين. [وصلة مكسورة]
88. ↑  بارتوميو يفوز بإنتخابات الرئاسة لعام 2015 نسخة محفوظة 16 مايو 2016 على موقع واي باك مشين. [وصلة مكسورة]
89. ↑  برشلونة يحقق كأس السوبر الأوروبي لعام 2015 نسخة محفوظة 01 أكتوبر 2015 على موقع واي باك مشين. [وصلة مكسورة]
90. ↑  برشلونة يخفق في احراز كأس السوبر الإسباني لعام 2015 نسخة محفوظة 01 أكتوبر 2015 على موقع واي باك مشين. [وصلة مكسورة]
91. ↑  برشلونة بطل كأس العالم لأندية كرة القدم لسنة 2015  نسخة محفوظة 26 مايو 2016 على موقع واي باك مشين. [وصلة مكسورة]
92. 1 2  "14 May 2016". The Daily Telegraph. London. مؤرشف من الأصل في 2020-11-22.
93. ↑  "180 Goals and 51 Wins in a record breaking 2015". FC Barcelona. 31 ديسمبر 2015. مؤرشف من الأصل في 2016-01-04. اطلع عليه بتاريخ 2016-01-07.
94. ↑  "FC Barcelona's unbeaten run in 10 facts". FC Barcelona. 11 فبراير 2016. مؤرشف من الأصل في 2016-02-13. اطلع عليه بتاريخ 2016-02-11.
95. ↑  "Inside the numbers of Barcelona's club-record 29-game unbeaten run". ESPN FC. 11 فبراير 2016. مؤرشف من الأصل في 2020-12-07.
96. ↑  "Barcelona unbeaten in record 35 games, thanks to Leo Messi hat trick". ESPN FC. 4 مارس 2016. مؤرشف من الأصل في 2020-08-06.
97. ↑  "A new record: 35 games unbeaten". FC Barcelona. 3 مارس 2016. مؤرشف من الأصل في 2016-03-04. اطلع عليه بتاريخ 2016-03-04.
98. ↑  "Cristiano Ronaldo fires late winner as Real Madrid end Barcelona's 39 match unbeaten run". The National. 3 أبريل 2016. مؤرشف من الأصل في 2020-08-30.
99. ↑  "Messi, Suárez and Neymar Jr end season with 131 goals". FC Barcelona. مؤرشف من الأصل في 2020-02-27. اطلع عليه بتاريخ 2018-08-09.
100. ↑  موسم 2015-16 يشهد تحقيق الثنائية السابعة  نسخة محفوظة 26 مايو 2016 على موقع واي باك مشين. [وصلة مكسورة]
101. ↑  "Barcelona vs. Paris Saint-Germain – Football Match Report – March 8, 2017". ESPN. مؤرشف من الأصل في 2020-08-05. اطلع عليه بتاريخ 2017-03-15.
102. ↑  الباييس Catalunya: La remuntada, 8 March 2017 (in Catalan) نسخة محفوظة 7 مايو 2019 على موقع واي باك مشين.
103. ↑  إل موندو ديبورتيفو: La remontada ‘escuece’ en Madrid, 10 March 2017 (in Spanish) نسخة محفوظة 7 مايو 2019 على موقع واي باك مشين.
104. ↑  "Full Time Summary Round of 16 2nd Leg – Barcelona v Paris Saint-Germain" (PDF). UEFA.org. Union of European Football Associations. 8 مارس 2017. مؤرشف من الأصل (PDF) في 2017-03-09. اطلع عليه بتاريخ 2017-03-08.
105. ↑  "UEFA Champions League quarter-final draw". UEFA.com. Union of European Football Associations. مؤرشف من الأصل في 2020-11-12. اطلع عليه بتاريخ 2016-06-26.
106. ↑  توران الرائع يمنح برشلونة لقب كأس السوبر الإسبانية، من الموقع الرسمي لوكالة رويترز باللغة العربية نسخة محفوظة 26 أكتوبر 2016 على موقع واي باك مشين.
107. ↑  "Roma-Barcelona 2018 History / UEFA Champions League" (بالإنجليزية). Archived from the original on 2020-11-14. Retrieved 2020-12-29.
108. ↑  برشلونة يفوز مجددا بكأس الملك ويودع مدربه إنريكي نسخة محفوظة 03 أغسطس 2017 على موقع واي باك مشين.
109. ↑  برشلونة يحدد موعد التصويت على حجب الثقة عن بارتوميو | Goal.com نسخة محفوظة 29 ديسمبر 2020 على موقع واي باك مشين.
110. ↑  "استقالة رئيس نادي برشلونة مع تزايد ضغوط الجماهير". مؤرشف من الأصل في 2020-12-02. اطلع عليه بتاريخ 2020-12-29.
111. ↑  رسمياً.. نجاح حملة حجب الثقة تجاه رئيس برشلونة نسخة محفوظة 29 ديسمبر 2020 على موقع واي باك مشين.
112. ↑  "Ernesto Valverde is the new FC Barcelona coach". مؤرشف من الأصل في 2020-08-06.
113. ↑  "Real Madrid 2 Barcelona 0 (5-1 on aggregate): Woeful Barca dismissed as Zinedine Zidane's unstoppable side win Super Cup". Telegraph. 17 أغسطس 2017. مؤرشف من الأصل في 2020-11-22. اطلع عليه بتاريخ 2017-08-24.
114. ↑  Wilson، Joseph (27 أبريل 2019). "Messi helps Barcelona clinch Spanish league title". The Washington Post. مؤرشف من الأصل في 2019-04-28. اطلع عليه بتاريخ 2019-07-17.
115. ↑  "Barça 5-1 Villarreal: Champagne football | FC Barcelona". FC Barcelona (بالإنجليزية الأمريكية). Archived from the original on 2020-12-29. Retrieved 2018-05-09.
116. ↑  "Levante UD v FC Barcelona: Undefeated run comes to end (5–4) | FC Barcelona". FC Barcelona (بالإنجليزية الأمريكية). Archived from the original on 2020-12-29. Retrieved 2018-05-13.
117. ↑  "Sevilla 0–5 Barcelona". بي بي سي سبورت. British Broadcasting Corporation. 21 أبريل 2018. مؤرشف من الأصل في 2020-11-09. اطلع عليه بتاريخ 2018-04-21.
118. ↑  "MATCH REPORT: Barça rolls over Roma, 4–1, as defenders take center stage | FC Barcelona". FC Barcelona (بالإنجليزية الأمريكية). Archived from the original on 2018-07-10. Retrieved 2018-04-04.
119. ↑  "AS Roma 3-0 FC Barcelona: Goodbye to the Champions League | FC Barcelona". FC Barcelona (بالإنجليزية الأمريكية). Archived from the original on 2018-06-15. Retrieved 2018-04-10.
120. ↑  "Game FC Barcelona – Sevilla FC". La Liga. مؤرشف من الأصل في 24 يوليو 2018. اطلع عليه بتاريخ 24 يوليو 2018.
121. ↑  "Ousmane Dembélé's wondergoal seals Spanish Super Cup for Barcelona". Guardian. 12 أغسطس 2018. مؤرشف من الأصل في 2020-12-06. اطلع عليه بتاريخ 2018-08-16.
122. ↑  "Barcelona make the extraordinary seem normal to wrap up another title". Guardian. 29 أبريل 2019. مؤرشف من الأصل في 2020-11-07. اطلع عليه بتاريخ 2019-04-30.
123. ↑  "Barcelona 1 Valencia 2". BBC Sport. 25 مايو 2019. مؤرشف من الأصل في 2019-06-11. اطلع عليه بتاريخ 2019-05-27.
124. ↑  "Valencia shock Barcelona in Copa del Rey final despite Messi's best efforts". Guardian. 25 مايو 2019. مؤرشف من الأصل في 2020-11-25. اطلع عليه بتاريخ 2019-05-27.
125. ↑  "Tottenham & Liverpool: Greatest Champions League comebacks of all time". BBC Sport. 9 مايو 2019. مؤرشف من الأصل في 2020-11-08. اطلع عليه بتاريخ 2020-08-20.
126. ↑  "FC Barcelona 1-2 Osasuna: La Liga slips away". نادي برشلونة. 16 يوليو 2020. مؤرشف من الأصل في 2020-12-29. اطلع عليه بتاريخ 2020-07-16.
127. ↑  "Real Madrid crowned La Liga champion for first time since 2017 with victory over Villarreal". سي إن إن. 16 يوليو 2020. مؤرشف من الأصل في 2020-10-26. اطلع عليه بتاريخ 2020-07-16.
128. ↑  "FC Barcelona 3-1 Napoli: Lisbon here we come!". نادي برشلونة. 8 أغسطس 2020. مؤرشف من الأصل في 2020-10-27. اطلع عليه بتاريخ 2020-08-08.
129. ↑  "All the stats and facts after Bayern 8–2 win over Barca". 90min.com. 14 أغسطس 2020. مؤرشف من الأصل في 2020-08-23.
130. ↑  Manuel Veth (14 أغسطس 2020). "Bayern Munich write history in 8–2 victory over Barcelona". forbes.com. مؤرشف من الأصل في 2020-10-30. اطلع عليه بتاريخ 2020-08-16.
131. ↑  "Barcelona 2-8 Bayern Munich: 'It was good against Brazil, against Barca we were brutal'". BBC Sport. 14 أغسطس 2020. مؤرشف من الأصل في 2020-11-06.
132. ↑  Matchett، Karl (16 أغسطس 2020). "'This is the bottom' – Gerard Pique demands 'structural' change at Barcelona after Champions League humiliation". ذي إندبندنت. مؤرشف من الأصل في 2020-08-17. اطلع عليه بتاريخ 2020-08-17.
133. ↑  Delaney، Miguel (15 أغسطس 2020). "What next for dysfunctional Barcelona after Champions League humiliation?". ذي إندبندنت. مؤرشف من الأصل في 2020-08-19. اطلع عليه بتاريخ 2020-08-17.
134. ↑  "Bayern Munich 8–2 Barcelona: Brilliant Bayern smash Barca to reach Champions League semis". BBC Sport (بالإنجليزية البريطانية). 14 Aug 2020. Archived from the original on 2021-01-02. Retrieved 2020-08-14.
135. ↑  "Quique Setién no longer first team coach". www.fcbarcelona.com (بالإنجليزية). Archived from the original on 2020-12-07. Retrieved 2020-08-17.
136. ↑  "Agreement for the ending of Éric Abidal's contract". www.fcbarcelona.com. نادي برشلونة. 17 أغسطس 2020. مؤرشف من الأصل في 2020-11-04. اطلع عليه بتاريخ 2020-08-19.
137. ↑  "Joan Laporta is elected as Barcelona president for a second time". The Guardian. Reuters. 7 مارس 2021. مؤرشف من الأصل في 2021-05-25. اطلع عليه بتاريخ 2021-05-25.
138. ↑  Lowe, Sid (7 Mar 2021). "Messi stars as Barcelona thrash Athletic Bilbao to lift Copa del Rey". The Guardian (بالإنجليزية). Archived from the original on 2021-04-28. Retrieved 2021-05-25.
139. ↑  "Barcelona president Joan Laporta reveals club debt stands at £1.15bn". BBC Sport. 16 أغسطس 2021. مؤرشف من الأصل في 2022-12-01. اطلع عليه بتاريخ 2022-05-28.
140. ↑  "Leo Messi not staying at FC Barcelona". FC Barcelona. 5 أغسطس 2021. مؤرشف من الأصل في 2022-12-01. اطلع عليه بتاريخ 2022-07-16.
141. ↑  "Barcelona sign Sevilla's Luuk de Jong as Antoine Griezmann rejoins Atletico Madrid". BBC Sport. 1 سبتمبر 2021. مؤرشف من الأصل في 2022-05-28. اطلع عليه بتاريخ 2022-05-28.
142. ↑  "Ronald Koeman relieved of his duties as first team coach". FC Barcelona. 27 أكتوبر 2021. مؤرشف من الأصل في 2022-12-01. اطلع عليه بتاريخ 2022-05-28.
143. ↑  "Xavi Hernández is the new FC Barcelona coach". FC Barcelona. 6 نوفمبر 2021. مؤرشف من الأصل في 2021-11-06. اطلع عليه بتاريخ 2022-05-28.
144. ↑  "Bayern Munich 3-0 Barcelona: Barca out of Champions League and drop down to Europa League". BBC Sport. 8 ديسمبر 2021. مؤرشف من الأصل في 2022-03-17. اطلع عليه بتاريخ 2022-05-28.
145. ↑  "Barcelona 0-2 Villarreal: Barca end on lowest La Liga points haul since 2008". BBC Sport. 22 مايو 2022. مؤرشف من الأصل في 2022-05-28. اطلع عليه بتاريخ 2022-05-28.
146. ↑  Ben Church (16 يناير 2023). "Barcelona wins Spanish Super Cup after beating Real Madrid 3-1 in final hosted by Saudi Arabia". سي إن إن. مؤرشف من الأصل في 2023-03-20. اطلع عليه بتاريخ 2023-03-23.
147. ↑  "Barcelona win La Liga title for first time since 2019". ذا أثلتيك. 14 مايو 2023. مؤرشف من الأصل في 2025-04-14. اطلع عليه بتاريخ 2023-05-14.
148. ↑  مراحل تطور شعار النادي  نسخة محفوظة 07 سبتمبر 2011 على موقع واي باك مشين. [وصلة مكسورة]
149. ↑  "نشيد برشلونة". مؤرشف من الأصل في 2020-12-29. اطلع عليه بتاريخ 2020-12-29.
150. ↑  نشيد النادي معلومات وترجمة للغة اللعربية من الموقع الرسمي نسخة محفوظة 14 مايو 2016 على موقع واي باك مشين. [وصلة مكسورة]
151. ↑  تاريخ أناشيد النادي نسخة محفوظة 16 مايو 2016 على موقع واي باك مشين. [وصلة مكسورة]
152. ↑  مذكور في: Barcelona City Council Heritage Catalog. الناشر: مجلس برشلونة البلدي.
153. ↑  مُعرِّف مشروع في موقع "أرش إنفورم" (archINFORM): 30544. مذكور في: أرش إنفورم. الوصول: 31 يوليو 2018. لغة العمل أو لغة الاسم: الألمانية.
154. ↑  مُعرِّف مشروع في موقع "أرش إنفورم" (archINFORM): 30544. مذكور في: أرش إنفورم. الوصول: 30 يوليو 2018. لغة العمل أو لغة الاسم: الألمانية.
155. ↑  وصلة مرجع: https://www.fcbarcelona.com/en/news/742737/24-september-1957-the-day-the-camp-nou-dream-came-true-at-last.
156. 1 2 3  وصلة مرجع: https://www.arquitecturacatalana.cat/ca/obres/camp-nou#anchor3.
157. ↑  "Barcelona announce Camp Nou return for August 10" (بالإنجليزية). 25 Jun 2025. Retrieved 2025-08-05. [..] boost the Camp Nou's capacity to 105,000.{{استشهاد ويب}}:  صيانة الاستشهاد: لغة غير مدعومة (link)
158. ↑  Keith Jackson (22 أكتوبر 2012). "Nou Camp visit isn't to admire Barca players..it's strictly business, says Celtic winger James Forrest – Daily Record". dailyrecord. مؤرشف من الأصل في 2017-10-14. اطلع عليه بتاريخ 2015-09-24.
159. ↑  Percy، John (19 ديسمبر 2012). "Barcelona coach Tito Vilanova steps down from Nou Camp role following relapse of tumour on saliva glands". The Daily Telegraph. London. مؤرشف من الأصل في 2018-06-17.
160. ↑  كامب نو تاريخ ومعلومات من الموقع الرسمي للنادي  نسخة محفوظة 01 نوفمبر 2011 على موقع واي باك مشين.
161. 1 2  "ملاعب النادي خلال تاريخه". مؤرشف من الأصل في 2019-05-07.
162. ↑  . www.fcbarcelona.com. Retrieved on 22 August 2012. نسخة محفوظة 09 يونيو 2016 على موقع واي باك مشين.
163. ↑  "Information". نادي برشلونة. مؤرشف من الأصل في 26 May 2012. اطلع عليه بتاريخ 16 August 2010.
164. ↑  تاريخ كامب نو من الموقع الرسمي للنادي  نسخة محفوظة 15 فبراير 2018 على موقع واي باك مشين.
165. ↑  ملعب من فئة خمس نجوم نسخة محفوظة 15 فبراير 2018 على موقع واي باك مشين.
166. ↑  UEFA 5 Star Stadiums نسخة محفوظة 22 أغسطس 2017 على موقع واي باك مشين.
167. 1 2  "ملاعب عريقة، كامب نو". fifa.ar. مؤرشف من الأصل في 2017-06-12.
168. ↑  مُعرِّف مشروع في موقع "أرش إنفورم" (archINFORM): 14259. مذكور في: أرش إنفورم. الوصول: 31 يوليو 2018. لغة العمل أو لغة الاسم: الألمانية.
169. ↑  مُعرِّف مشروع في موقع "أرش إنفورم" (archINFORM): 14259. مذكور في: أرش إنفورم. الوصول: 30 يوليو 2018. لغة العمل أو لغة الاسم: الألمانية.
170. ↑  وصلة مرجع: https://www.enciclopedia.cat/esportpedia/estadi-olimpic-lluis-companys.
171. ↑  وصلة مرجع: https://www.fcbarcelona.cat/ca/futbol/primer-equip/noticies/3619593/fc-barcelona-tottenham-hotspur-un-trofeu-joan-gamper-destrenes.
172. ↑  "Official Report of the XXV Games of the Olympiad Barcelona 1992; Volume II; p.127" (PDF). مؤرشف من الأصل (PDF) في 2008-05-28.
173. 1 2  معلومات عن الملاعب التي تبعت نادي برشلونة على مر التاريخ  نسخة محفوظة 03 يونيو 2017 على موقع واي باك مشين.
174. ↑  "Fútbol Club Barcelona :: La Futbolteca. Enciclopedia del Fútbol Español" (بالإسبانية الأوروبية). Archived from the original on 2020-10-09. Retrieved 2020-12-28.
175. ↑  "Cent anys del camp de la Indústria / FCBarcelona.cat". مؤرشف من الأصل في 2012-08-04. اطلع عليه بتاريخ 2020-12-28.{{استشهاد ويب}}:  صيانة الاستشهاد: BOT: original URL status unknown (link)
176. ↑  "De Les Corts al Camp Nou (1922-1957) / FCBarcelona.cat". مؤرشف من الأصل في 2020-09-19. اطلع عليه بتاريخ 2020-12-28.
177. ↑  "4. Antic Camp de Les Corts" (بالإنجليزية). Archived from the original on 2019-04-13. Retrieved 2020-12-28.
178. ↑  "Futbol Club Barcelona / enciclopèdia.cat". مؤرشف من الأصل في 2020-11-17. اطلع عليه بتاريخ 2020-12-28.
179. ↑  "Barcelona – Camp de Les Corts" (بالإنجليزية). Archived from the original on 2020-09-23. Retrieved 2020-12-28.
180. ↑  This is the New Camp Nou نسخة محفوظة 29 أكتوبر 2017 على موقع واي باك مشين.
181. ↑  Camp Nou Stadium،موقع fosterandpartners.com نسخة محفوظة 09 يناير 2018 على موقع واي باك مشين.
182. ↑  ملعب الكامب نو الجديد يكشف معالمه للعالم نسخة محفوظة 02 نوفمبر 2017 على موقع واي باك مشين.
183. ↑  (سبورت) تبرز أهم مميزات كامب نو الجديد نسخة محفوظة 19 أبريل 2017 على موقع واي باك مشين.
184. ↑  بالفيديو، تقديم مشروع تحديث ملعبِ كامب نو الجديد نسخة محفوظة 17 مايو 2017 على موقع واي باك مشين.
185. ↑  Price, Sean (6 يوليو 2010). "School of Soccer Champions". Scholastic. مؤرشف من الأصل في 2018-09-11. اطلع عليه بتاريخ 2010-08-20.
186. ↑  التفاصيل الفنية لأكاديمية الناشئين (لا ماسيا) نسخة محفوظة 02 يونيو 2017 على موقع واي باك مشين.
187. ↑  مدرسة نادي برشلونة لكرة القدم نسخة محفوظة 09 يوليو 2017 على موقع واي باك مشين.
188. ↑  INTERVIEW-Soccer-La Masia a fertile breeding ground for Barca نسخة محفوظة 16 سبتمبر 2016 على موقع واي باك مشين.
189. ↑  معلومات وتاريخ لا ماسيا نسخة محفوظة 10 مايو 2017 على موقع واي باك مشين.
190. ↑  اللاعبين الذين تخرجوا من لا ماسيا ولعبوا مع منتخب إسبانيا المتوج بكأس العالم 2010 نسخة محفوظة 26 أكتوبر 2017 على موقع واي باك مشين.
191. ↑  منشئات النادي  نسخة محفوظة 23 يناير 2018 على موقع واي باك مشين.
192. ↑  ألوان قميص النادي من الموقع الرسمي باللغة العربية نسخة محفوظة 18 مايو 2016 على موقع واي باك مشين. [وصلة مكسورة]
193. ↑  تاريخ الزي الرسمي لفريق برشلونة لكرة القدم نسخة محفوظة 03 أغسطس 2017 على موقع واي باك مشين.
194. ↑  "1899. The First Kit". FC Barcelona. مؤرشف من الأصل في 2016-04-21.
195. ↑  "The colours". FC Barcelona. مؤرشف من الأصل في 2016-05-09.
196. ↑  "The new Barça kit for the 2015/16 season". FC Barcelona. مؤرشف من الأصل في 2016-05-12. اطلع عليه بتاريخ 2016-05-05.
197. 1 2  "New FC Barcelona jersey expresses the Club's passion for the city". FC Barcelona. مؤرشف من الأصل في 2020-10-28. اطلع عليه بتاريخ 2019-07-12.
198. ↑  تجديد عقد نادي برشلونة مع شركة نايكي للتجهيزات الرياضية  نسخة محفوظة 06 مارس 2016 على موقع واي باك مشين.
199. ↑  For example, "Kaká: 'El clàssic serà diferent de tots els partits que he jugat'". البريوديكو (برشلونة). 28 نوفمبر 2009. مؤرشف من الأصل في 2020-03-16. اطلع عليه بتاريخ 2010-01-08. {{استشهاد ويب}}: استعمال الخط المائل أو الغليظ غير مسموح: |ناشر= (مساعدة)
200. ↑  "El clàssic es jugarà dilluns". El Punt. 18 نوفمبر 2010. مؤرشف من الأصل في 2011-05-19. اطلع عليه بتاريخ 2010-11-18.
201. ↑  Cuatro 'partidos del siglo' en 18 días (EL PAÌS, 16 de abril de 2011) نسخة محفوظة 27 أغسطس 2017 على موقع واي باك مشين.
202. ↑  "AFP: Barcelona vs Real Madrid rivalry comes to the fore". Google.com. 14 أبريل 2011. مؤرشف من الأصل في 2014-02-19. اطلع عليه بتاريخ 2013-10-20.
203. ↑  Rookwood، Dan (28 أغسطس 2002). "The bitterest rivalry in world football". The Guardian. London. مؤرشف من الأصل في 2011-11-11.
204. ↑  [وصلة مكسورة] [وصلة مكسورة] نسخة محفوظة 23 أبريل 2011 على موقع واي باك مشين.
205. ↑  "Castilian Oppression v Catalan Nationalism – "El Gran Classico"". Footballblog.co.uk. 2 سبتمبر 2009. مؤرشف من الأصل في 2019-05-10. اطلع عليه بتاريخ 2013-10-20.
206. ↑  Stevenson، Johanthan (12 ديسمبر 2008). "Barca & Real renew El Clasico rivalry". BBC Sport. مؤرشف من الأصل في 2017-08-25. اطلع عليه بتاريخ 2010-08-15.
207. ↑  Diario ABC (المحرر). "El Real Madrid-Barcelona, desde Mozambique a Nueva Zelanda". مؤرشف من الأصل في 1 مايو 2019. اطلع عليه بتاريخ 16.4.2012. {{استشهاد ويب}}: تحقق من التاريخ في: |تاريخ الوصول= (مساعدة)
208. ↑  Diario AS (المحرر). "El verdadero clásico". مؤرشف من الأصل في 3 فبراير 2012. اطلع عليه بتاريخ 8.8.2013. {{استشهاد ويب}}: تحقق من التاريخ في: |تاريخ الوصول= (مساعدة)
209. ↑  Ghemawat, Pankaj. p. 2
210. ↑  Kleiner-Liebau, Désirée. p. 70
211. ↑  Phil Ball (21 أبريل 2002). "The ancient rivalry of Barcelona and Real Madrid". The Guardian. London: Guardian News and Media. مؤرشف من الأصل في 2011-11-11. اطلع عليه بتاريخ 2010-03-13.
212. ↑  Spaaij, Ramón. p. 251
213. ↑  Abend، Lisa (20 ديسمبر 2007). "Barcelona vs. Real Madrid: More Than a Game". تايم (مجلة). مؤرشف من الأصل في 2013-08-24. اطلع عليه بتاريخ 2009-07-01.
214. ↑  Lowe، Sid (26 مارس 2001). "Morbo: The Story of Spanish Football by Phil Ball (London: WSC Books, 2001)". الغارديان. مؤرشف من الأصل في 2013-06-28. اطلع عليه بتاريخ 2009-07-01.
215. ↑  Burns, Jimmy. pp. 31–34
216. ↑  "Real win Champions League showdown". BBC News. 11 ديسمبر 2008. مؤرشف من الأصل في 2017-12-04. اطلع عليه بتاريخ 2010-08-21.
217. ↑  بالارقام.. ريال مدريد يتفوق على برشلونة في صراعات الكلاسيكو نسخة محفوظة 31 مايو 2020 على موقع واي باك مشين. "نسخة مؤرشفة". مؤرشف من الأصل في 2014-03-25. اطلع عليه بتاريخ 2021-06-09.{{استشهاد ويب}}:  صيانة الاستشهاد: BOT: original URL status unknown (link)
218. ↑  Spain - Cup 1916 نسخة محفوظة 20 يونيو 2017 على موقع واي باك مشين.
219. ↑  اخبار سبورت - الفيديو الرياضة العربية والدولية - العربية - beIN SPORTS نسخة محفوظة 26 مارس 2014 على موقع واي باك مشين.
220. ↑  سواريز جاهز لكلاسيكو الأرض - RT Arabic نسخة محفوظة 12 مارس 2016 على موقع واي باك مشين.
221. ↑  منتديات كووورة نسخة محفوظة 14 أغسطس 2017 على موقع واي باك مشين.
222. ↑  أعضاء مجموعة G14 نسخة محفوظة 25 أغسطس 2017 على موقع واي باك مشين.
223. ↑  رابطة الأندية الأوروبيةنسخة محفوظة 29 سبتمبر 2009 على موقع واي باك مشين.
224. ↑  Espectador Deportes (ed.). "Real Madrid rescató al minuto 90 el empate en el clásico contra Barcelona" (بالإسبانية). Archived from the original on 12 مايو 2019. Retrieved 4 ديمسبر 2016. {{استشهاد ويب}}: تحقق من التاريخ في: |تاريخ الوصول= (help)
225. ↑  "لأول مرة منذ 87 عاما.. برشلونة يقلب "ميزان الكلاسيكو"". سكاي نيوز عربية. مؤرشف من الأصل في 2020-03-16. اطلع عليه بتاريخ 2019-03-04.
226. ↑  "FC Barcelona vs Real Madrid CF since 1902". www.rsssf.com. مؤرشف من الأصل في 2018-10-15. اطلع عليه بتاريخ 2019-03-04.
227. ↑  "Real Madrid – Barcelona: Igualdad total en los 35 Clásicos en Copa" (بالإسبانية). ماركا (صحيفة). 27 Feb 2019. Archived from the original on 2019-03-06. Retrieved 2019-03-04.
228. ↑  Página oficial de la CIHEFE - Cuadernos de Fútbol (المحرر). "La Copa de 1902". مؤرشف من الأصل في 2019-03-22. اطلع عليه بتاريخ 2013-08-08.
229. ↑  La FEF no reconocerá al Barça la Liga del año 37 نسخة محفوظة 06 أغسطس 2017 على موقع واي باك مشين.
230. ↑  بطولة كأس اللتويج من موقع rsssf نسخة محفوظة 31 يوليو 2017 على موقع واي باك مشين.
231. ↑  ديربي كاتلونيا  نسخة محفوظة 18 يناير 2018 على موقع واي باك مشين.
232. ↑  نادي برشلونة أكثر الأندية الأوروبية تحقيق للبطولات الرسمية  [وصلة مكسورة] نسخة محفوظة 07 أكتوبر 2016 على موقع واي باك مشين.
233. ↑  بطولات النادي من الموقع الرسمي للنادي باللغة العربية  نسخة محفوظة 13 يونيو 2016 على موقع واي باك مشين. [وصلة مكسورة]
234. ↑  بطولات النادي  نسخة محفوظة 31 يوليو 2017 على موقع واي باك مشين.
235. ↑  السجل الذهبي للفائزين بكأس أسبانيا  نسخة محفوظة 31 يوليو 2017 على موقع واي باك مشين.
236. ↑  كأس الدوري الإسباني  نسخة محفوظة 09 أغسطس 2017 على موقع واي باك مشين.
237. ↑  UEFA champions League: FC Barcelona نسخة محفوظة 03 أغسطس 2017 على موقع واي باك مشين. [وصلة مكسورة]
238. ↑  "First Team". FC Barcelona. مؤرشف من الأصل في 2023-09-05. اطلع عليه بتاريخ 2024-07-11.
239. ↑  "FC Barcelona's new captains confirmed" (بالإنجليزية). FC Barcelona. 21 Jul 2023. Archived from the original on 2023-07-22. Retrieved 2023-07-22.
240. ↑  "OFFICIAL STAFF OF THE FC BARCELONA 2023/24" (بالإنجليزية). الدوري الإسباني. Archived from the original on 2023-09-05. Retrieved 2023-08-13.
241. ↑  "FC Barcelona - Players on loan" (بالإنجليزية). Archived from the original on 2022-06-09. Retrieved 2022-07-27.
242. ↑  (بالإنجليزية) FC Barcelone (المحرر). "FC Barcelona Records". site officiel. مؤرشف من الأصل في 2018-08-25. اطلع عليه بتاريخ 2016-10-30.
243. ↑  برشلونة يحقق الثلاثية للمرة الثانية في تاريخة نسخة محفوظة 14 يناير 2018 على موقع واي باك مشين.
244. 1 2 3  (بالإنجليزية) FC Barcelone (المحرر). "FC Barcelona Records". site officiel. مؤرشف من الأصل في 2018-08-25. اطلع عليه بتاريخ 2011-01-07.
245. ↑  حصول النادي على وسام اليويفا الشرفي من الموقع الرسمي لليويفا  نسخة محفوظة 06 أغسطس 2017 على موقع واي باك مشين.
246. ↑  ترتيب أفضل الانديه حسب الاتحاد الدولي لاحصائيات كرة القدم خلال الفترة بين 1/1/1991 حتى 31/12/2009  نسخة محفوظة 04 أغسطس 2017 على موقع واي باك مشين.
247. ↑  برشلونة أكثر نادي لعب مباريات نهائية ضمن بطولات اليويفا  نسخة محفوظة 12 مايو 2013 على موقع واي باك مشين.
248. ↑  ثلاثي الرعب ينهي الموسم برصيد 131 هدفاً نسخة محفوظة 30 مايو 2016 على موقع واي باك مشين. [وصلة مكسورة]
249. ↑  برشلونة أكثر الفرق الإسبانية تحقيقاً لثناية الدوري والكأس  نسخة محفوظة 03 فبراير 2016 على موقع واي باك مشين. [وصلة مكسورة]
250. ↑  39 مباراة دون خسارة للنادي الكاتالوني، من الموقع الرسمي للنادي نسخة محفوظة 11 يونيو 2016 على موقع واي باك مشين. [وصلة مكسورة]
251. ↑  الشرق (14 فبراير 2023). "من هي الفرق الأكثر تسجيلاً في موسم واحد بدوري أبطال أوروبا؟". الشرق رياضة. اطلع عليه بتاريخ 2025-08-13.
252. ↑  ميسي يصبح الهداف التاريخي للفريق  نسخة محفوظة 27 يناير 2016 على موقع واي باك مشين.
253. ↑  إحصائيات عن اللاعبين من الموقع الرسمي للنادي نسخة محفوظة 01 نوفمبر 2011 على موقع واي باك مشين. [وصلة مكسورة]
254. ↑  الهدافون التاريخيون للفريق من الموقع الرسمي للنادي نسخة محفوظة 22 ديسمبر 2015 على موقع واي باك مشين.
255. ↑  "Luis Suárez approaching Stoichkov, Kluivert and Reixach goal hauls". FC Barcelona. 9 مايو 2017. مؤرشف من الأصل في 2018-09-29. اطلع عليه بتاريخ 2017-05-26.
256. ↑  "Messi: Lionel Andrés Messi Cuccittini". BDFutbol. مؤرشف من الأصل في 2020-11-20. اطلع عليه بتاريخ 2017-09-10.
257. ↑  "César Rodríguez". FC Barcelona. مؤرشف من الأصل في 2020-09-27. اطلع عليه بتاريخ 2019-09-16.
258. ↑  "Suarez: Luis Alberto Suárez Díaz". BDFutbol. مؤرشف من الأصل في 2020-10-18. اطلع عليه بتاريخ 2019-12-21.
259. ↑  "Ladislau Kubala". FC Barcelona. مؤرشف من الأصل في 2020-10-23. اطلع عليه بتاريخ 2019-09-16.
260. ↑  "Josep Samitier". FC Barcelona. مؤرشف من الأصل في 2020-09-30. اطلع عليه بتاريخ 2019-09-16.
261. ↑  "Josep Escolà". FC Barcelona. مؤرشف من الأصل في 2020-06-14. اطلع عليه بتاريخ 2019-09-16.
262. ↑  "Paulino Alcántara". FC Barcelona. مؤرشف من الأصل في 2019-10-24. اطلع عليه بتاريخ 2019-09-16.
263. ↑  "Samuel Eto'o". FC Barcelona. مؤرشف من الأصل في 2020-10-29. اطلع عليه بتاريخ 2019-09-16.
264. ↑  "Rivaldo". FC Barcelona. مؤرشف من الأصل في 2020-06-29. اطلع عليه بتاريخ 2019-09-16.
265. ↑  "Mariano Martín". FC Barcelona. مؤرشف من الأصل في 2020-06-14. اطلع عليه بتاريخ 2019-09-16.
266. ↑  آخر مباراة لتشافي بقميص برشلونة نسخة محفوظة 03 فبراير 2016 على موقع واي باك مشين. [وصلة مكسورة]
267. ↑  أكثر خمسة لاعبين تمثيلاً للنادي  نسخة محفوظة 04 أكتوبر 2015 على موقع واي باك مشين. [وصلة مكسورة]
268. ↑  "In-depth look at Carles Puyol's career". fcbarcelona.com. مؤرشف من الأصل في 5 يونيو 2015. اطلع عليه بتاريخ 2 يونيو 2015.
269. ↑  "In-depth look at Víctor Valdés's career". fcbarcelona.com. مؤرشف من الأصل في 12 يونيو 2015. اطلع عليه بتاريخ 8 يونيو 2015.
270. ↑  اللاعبين الذين توجوا بجائزة أفضل لاعب كرة قدم  نسخة محفوظة 06 أكتوبر 2016 على موقع واي باك مشين.
271. 1 2  معلومات عن الجائزة من موقع الفيفا  نسخة محفوظة 25 أكتوبر 2012 على موقع واي باك مشين.
272. ↑  برشلونة أكثر نادي توج احد لاعبية بالكرة الذهبية نسخة محفوظة 07 فبراير 2016 على موقع واي باك مشين. [وصلة مكسورة]
273. ↑  "The FIFA Ballon d'Or is born". FIFA.com. Fédération Internationale de Football Association. 5 يوليو 2010. مؤرشف من الأصل في 2014-09-14. اطلع عليه بتاريخ 2012-12-04.
274. ↑  الفائزون بلقب البيتيتشي من موقع rssf  نسخة محفوظة 26 يونيو 2018 على موقع واي باك مشين.
275. ↑  المدربين الذين تعاقبوا على تدريب النادي منذ العام 1912 نسخة محفوظة 15 فبراير 2018 على موقع واي باك مشين.
276. ↑  احصائية رقمية عن المدربين الذين تعاقبوا على تدريب النادي  نسخة محفوظة 02 فبراير 2016 على موقع واي باك مشين.
277. 1 2 3 4 5 6
278. ↑  المدرب ب.بارين، من الموقع الرسمي للنادي نسخة محفوظة 29 أكتوبر 2017 على موقع واي باك مشين.
279. ↑  المدرب جاك الديرسون، من الموقع الرسمي للنادي نسخة محفوظة 29 أكتوبر 2017 على موقع واي باك مشين.
280. ↑  المدرب جاك غرينويل من الموقع الرسمي للنادي نسخة محفوظة 29 أكتوبر 2017 على موقع واي باك مشين.
281. ↑  المدرب جيززا بوسزوني من الموقع الرسمي للنادي نسخة محفوظة 16 أكتوبر 2012 على موقع واي باك مشين.
282. ↑  المدرب الف سبونسير من الموقع الرسمي للنادي [وصلة مكسورة] نسخة محفوظة 6 أبريل 2016 على موقع واي باك مشين.
283. ↑  المدرب رالف كيربي من الموقع الرسمي للنادي نسخة محفوظة 16 أكتوبر 2012 على موقع واي باك مشين.
284. ↑  المدرب ريتشارد دومبي من الموقع الرسمي للنادي نسخة محفوظة 09 مايو 2017 على موقع واي باك مشين.
285. ↑  المدرب روما فورنس من الموقع الرسمي للنادي نسخة محفوظة 02 سبتمبر 2012 على موقع واي باك مشين.
286. ↑  المدرب جيمس بيلامي من الموقع الرسمي للنادي نسخة محفوظة 05 سبتمبر 2012 على موقع واي باك مشين.
287. ↑  المدرب فرانز بلاتكو من الموقع الرسمي للنادي نسخة محفوظة 05 سبتمبر 2012 على موقع واي باك مشين.
288. ↑  المدرب باتريك أُكنيل من الموقع الرسمي للنادي نسخة محفوظة 30 يوليو 2012 على موقع واي باك مشين.
289. ↑  المدرب جوزيب بلاناس من الموقع الرسمي للنادي نسخة محفوظة 04 مارس 2016 على موقع واي باك مشين.
290. ↑  المدرب رامون غوزمان من الموقع الرسمي للنادي نسخة محفوظة 05 سبتمبر 2012 على موقع واي باك مشين.
291. ↑  المدرب خوان خوسيه نوغيس من الموقع الرسمي للنادي نسخة محفوظة 04 مارس 2016 على موقع واي باك مشين.
292. ↑  المدرب جوسيب ساميتيير من الموقع الرسمي للنادي نسخة محفوظة 16 أكتوبر 2012 على موقع واي باك مشين.
293. ↑  المدرب انريكي فيرنانديز من الموقع الرسمي للنادي نسخة محفوظة 05 مارس 2016 على موقع واي باك مشين.
294. ↑  المدرب رامون لورنس من الموقع الرسمي للنادي نسخة محفوظة 05 سبتمبر 2012 على موقع واي باك مشين.
295. ↑  المدرب فيرديناند داوتشيك من الموقع الرسمي للنادي نسخة محفوظة 03 مارس 2016 على موقع واي باك مشين.
296. ↑  المدرب ساندرو بوبو من الموقع الرسمي للنادي نسخة محفوظة 05 سبتمبر 2012 على موقع واي باك مشين.
297. ↑  المدرب دومينيك بالامانيا من الموقع الرسمي للنادي نسخة محفوظة 05 سبتمبر 2012 على موقع واي باك مشين.
298. ↑  بطولات النادي الرسمية من صحيفة موندو ديفورتيفو الموالية للنادي نسخة محفوظة 10 يونيو 2017 على موقع واي باك مشين.
299. ↑  المدرب هيلينيو هيريرا من الموقع الرسمي للنادي نسخة محفوظة 02 أكتوبر 2013 على موقع واي باك مشين.
300. ↑  المدرب إنيرك راباسا من الموقع الرسمي للنادي نسخة محفوظة 05 سبتمبر 2012 على موقع واي باك مشين.
301. ↑  المدرب ليوبيسا بروشتش من الموقع الرسمي للنادي نسخة محفوظة 24 أغسطس 2014 على موقع واي باك مشين.
302. ↑  المدرب إنريك أُريزاولا من الموقع الرسمي للنادي نسخة محفوظة 30 أغسطس 2012 على موقع واي باك مشين.
303. ↑  المدرب لويس ميرو من الموقع الرسمي للنادي نسخة محفوظة 05 سبتمبر 2012 على موقع واي باك مشين.
304. ↑  المدرب لاديسلاو كوبالا من الموقع الرسمي للنادي نسخة محفوظة 04 مارس 2016 على موقع واي باك مشين.
305. ↑  المدرب جوزيب غونزالفو من الموقع الرسمي للنادي نسخة محفوظة 05 سبتمبر 2012 على موقع واي باك مشين.
306. ↑  المدرب سيزار الفاريز من الموقع الرسمي للنادي نسخة محفوظة 05 سبتمبر 2012 على موقع واي باك مشين.
307. ↑  المدرب فسنتي ساسوت من الموقع الرسمي للنادي نسخة محفوظة 16 أكتوبر 2012 على موقع واي باك مشين.
308. ↑  المدرب روكي اولسين من الموقع الرسمي للنادي نسخة محفوظة 04 مارس 2016 على موقع واي باك مشين.
309. ↑  المدرب سالفادور أرتيغاس من الموقع الرسمي للنادي نسخة محفوظة 16 أكتوبر 2012 على موقع واي باك مشين.
310. ↑  المدرب جوزيب سيغور من الموقع الرسمي للنادي نسخة محفوظة 16 أكتوبر 2012 على موقع واي باك مشين.
311. ↑  المدرب فيك بوكنغهام من الموقع الرسمي للنادي نسخة محفوظة 16 أكتوبر 2012 على موقع واي باك مشين.
312. ↑  المدرب رينوس ميتشيلز من الموقع الرسمي للنادي نسخة محفوظة 29 مايو 2013 على موقع واي باك مشين.
313. ↑  المدرب هانس ويسلر من الموقع الرسمي للنادي نسخة محفوظة 16 أكتوبر 2012 على موقع واي باك مشين.
314. ↑  المدرب لورينو رويز من الموقع الرسمي للنادي نسخة محفوظة 16 أكتوبر 2012 على موقع واي باك مشين.
315. ↑  المدرب لوسيان مولر من الموقع الرسمي للنادي نسخة محفوظة 05 مارس 2016 على موقع واي باك مشين.
316. ↑  المدرب يواكيم ريف من الموقع الرسمي للنادي نسخة محفوظة 05 مارس 2016 على موقع واي باك مشين.
317. ↑  المدرب يودو لاتيك من الموقع الرسمي للنادي نسخة محفوظة 02 أكتوبر 2013 على موقع واي باك مشين.
318. ↑  المدرب خوسيه لويس روميرو من الموقع الرسمي للنادي نسخة محفوظة 05 مارس 2016 على موقع واي باك مشين.
319. ↑  المدرب سيزار لويس مينوتي من الموقع الرسمي للنادي نسخة محفوظة 05 سبتمبر 2012 على موقع واي باك مشين.
320. ↑  المدرب تيري فينابلز من الموقع الرسمي للنادي نسخة محفوظة 08 سبتمبر 2012 على موقع واي باك مشين.
321. ↑  المدرب لويس أراغونيس من الموقع الرسمي للنادي نسخة محفوظة 08 سبتمبر 2012 على موقع واي باك مشين.
322. ↑  المدرب يوهان كرويف من الموقع الرسمي للنادي نسخة محفوظة 04 مارس 2016 على موقع واي باك مشين.
323. ↑  المدرب كارلوس ريكساش من الموقع الرسمي للنادي نسخة محفوظة 04 مارس 2016 على موقع واي باك مشين.
324. ↑  المدرب بوبي روبسون من الموقع الرسمي للنادي نسخة محفوظة 04 مارس 2016 على موقع واي باك مشين.
325. ↑  المدرب لويس فان غال من الموقع الرسمي للنادي نسخة محفوظة 04 أغسطس 2016 على موقع واي باك مشين.
326. ↑  المدرب لورينزو سيرا فيرير من الموقع الرسمي للنادي نسخة محفوظة 14 ديسمبر 2012 على موقع واي باك مشين.
327. ↑  المدرب خيسيوس أنطونيو ديلا كروز نسخة محفوظة 08 ديسمبر 2017 على موقع واي باك مشين.
328. ↑  المدرب رادومير أنتيتش من الموقع الرسمي للنادي نسخة محفوظة 04 أغسطس 2016 على موقع واي باك مشين.
329. ↑  المدرب فرانك ريكارد من الموقع الرسمي للنادي نسخة محفوظة 05 مارس 2016 على موقع واي باك مشين.
330. ↑  المدرب جوسيب غوارديولا من الموقع الرسمي للنادي نسخة محفوظة 04 مارس 2016 على موقع واي باك مشين.
331. ↑  المدرب فيلانوفا، من الموقع الرسمي للنادي نسخة محفوظة 30 أكتوبر 2017 على موقع واي باك مشين.
332. ↑  المدرب تيتو فيلانوفا نسخة محفوظة 17 نوفمبر 2017 على موقع واي باك مشين.
333. ↑  المدرب خوردي رورا نسخة محفوظة 25 نوفمبر 2017 على موقع واي باك مشين.
334. ↑  المدرب مارتينو، من الموقع الرسمي للنادي نسخة محفوظة 30 أكتوبر 2017 على موقع واي باك مشين.
335. ↑  المدرب تاتا مارتينو نسخة محفوظة 13 نوفمبر 2017 على موقع واي باك مشين.
336. ↑  لويس انريكه، من الموقع الرسمي للنادي نسخة محفوظة 29 أكتوبر 2017 على موقع واي باك مشين.
337. ↑  المدرب لويس انريكه نسخة محفوظة 05 يوليو 2017 على موقع واي باك مشين.
338. ↑  صحيفة تكشف تفاصيل تعاقد برشلونة مع فالفيردي نسخة محفوظة 18 يونيو 2017 على موقع واي باك مشين.
339. ↑  "Barcelona sack Valverde and hire Setien". BBC Sport (بالإنجليزية البريطانية). Archived from the original on 2020-02-19. Retrieved 2020-09-29.
340. ↑  "Ronald Koeman set to be new Barcelona manager as Quique Setién is sacked". the Guardian (بالإنجليزية). 17 Aug 2020. Archived from the original on 2020-08-29. Retrieved 2020-09-29.
341. ↑  "Presidents Presidents". FC Barcelona. 24 يناير 2009. مؤرشف من الأصل في 2011-09-04. اطلع عليه بتاريخ 2009-08-23. {{استشهاد بخبر}}: استعمال الخط المائل أو الغليظ غير مسموح: |ناشر= (مساعدة)
342. ↑  مدة رئاسة النادي نسخة محفوظة 07 نوفمبر 2017 على موقع واي باك مشين.
343. ↑  "Managing Commission". FC Barcelona. مؤرشف من الأصل في 2011-09-06. اطلع عليه بتاريخ 2009-08-23. {{استشهاد ويب}}: استعمال الخط المائل أو الغليظ غير مسموح: |ناشر= (مساعدة)
344. ↑  "Interim administrative committee". FC Barcelona. مؤرشف من الأصل في 2011-09-07. اطلع عليه بتاريخ 2009-08-23. {{استشهاد ويب}}: استعمال الخط المائل أو الغليظ غير مسموح: |ناشر= (مساعدة)
345. ↑  "Interim administrative committee". FC Barcelona. مؤرشف من الأصل في 2011-08-09. اطلع عليه بتاريخ 2009-08-23. {{استشهاد ويب}}: استعمال الخط المائل أو الغليظ غير مسموح: |ناشر= (مساعدة)
346. ↑  الوسائل الإعلامية التابعة للنادي  [وصلة مكسورة] نسخة محفوظة 26 يناير 2020 على موقع واي باك مشين.
347. ↑  قناة barca tv  نسخة محفوظة 29 يناير 2018 على موقع واي باك مشين.
348. ↑  / محطة R@dio Barça الاذاعية  نسخة محفوظة 29 سبتمبر 2015 على موقع واي باك مشين.
349. ↑  موقع النادي الرسمي باللغة العربية نسخة محفوظة 22 نوفمبر 2016 على موقع واي باك مشين.
350. ↑  مجلة Revista BARÇA  نسخة محفوظة 04 مارس 2016 على موقع واي باك مشين.
351. ↑  الاعداد المتاحة ألكترونيا من مجلة Revista BARÇA من موقع النادي الرسمي  نسخة محفوظة 04 نوفمبر 2017 على موقع واي باك مشين.
352. ↑  رعاة النادي والرعاية الإعلامية للنادي نسخة محفوظة 05 نوفمبر 2015 على موقع واي باك مشين.
353. ↑  // الموقع الألكتروني لصحيفة الموندو ديبورتيفو  نسخة محفوظة 05 فبراير 2018 على موقع واي باك مشين.
354. ↑  الموقع الألكتروني لصحيفة السبورت  نسخة محفوظة 07 أغسطس 2017 على موقع واي باك مشين.
355. ↑  /// الموقع الألكتروني لصحيفة آل 9  نسخة محفوظة 08 فبراير 2014 على موقع واي باك مشين.
356. ↑  موقع راديو كاتالونيا  نسخة محفوظة 08 سبتمبر 2012 على موقع واي باك مشين.
357. ↑  متحف النادي  نسخة محفوظة 15 أكتوبر 2011 على موقع واي باك مشين.
358. ↑  صور متنوعة للمتحف من الموقع الرسمي للنادي  نسخة محفوظة 30 أبريل 2011 على موقع واي باك مشين.
359. ↑  / معلومات عن المتجر  نسخة محفوظة 02 أغسطس 2014 على موقع واي باك مشين.
360. ↑  الروابط التشجيعية للفريق نسخة محفوظة 07 يونيو 2012 على موقع واي باك مشين. [وصلة مكسورة]
361. ↑  نادي برشلونة الأكثر شعبية في إسبانيا  نسخة محفوظة 27 أبريل 2020 على موقع واي باك مشين.
362. ↑  برشلونه النادي الأكثر شعبيه في أوروبا  نسخة محفوظة 27 أغسطس 2011 على موقع واي باك مشين.
363. ↑  قيمة النادي 3,549 مليون دولار  نسخة محفوظة 31 يناير 2018 على موقع واي باك مشين.
364. ↑  قائمة ديلويت لعام 2016 نسخة محفوظة 24 أبريل 2016 على موقع واي باك مشين.
365. ↑  معدل عدد حضور الجماهير لملعب كامب نو للمباراة الواحدة نسخة محفوظة 18 نوفمبر 2017 على موقع واي باك مشين.
366. ↑  عوائد البث التلفزيوني لفرق الدوري الإسباني نسخة محفوظة 26 مايو 2017 على موقع واي باك مشين.
367. ↑  حصة النادي من عوائد البث التلفزيوني للدوري الإسباني موسم 2016-17 نسخة محفوظة 12 مارس 2017 على موقع واي باك مشين.
368. ↑  حصول النادي على 54.5 مليون يورو عقب فوزة بدوري أبطال أوروبا 2015 نسخة محفوظة 10 أبريل 2019 على موقع واي باك مشين.
369. ↑  رعاة النادي لعام 2015 نسخة محفوظة 09 يونيو 2016 على موقع واي باك مشين.
370. ↑  نفقات وأرباح النادي لموسم 2014/ 15 نسخة محفوظة 16 أبريل 2016 على موقع واي باك مشين.
371. ↑  رواتب لاعبي الفريق بلغت 145 مليون يورو موسم 2014/ 15 نسخة محفوظة 05 مارس 2016 على موقع واي باك مشين. [وصلة مكسورة]
372. ↑  Peterson, Marc p. 25
373. ↑  نادي برشلونة لكرة القدم: "أكثر من مجرّد نادٍ"، الاتفاقية مع قطر نسخة محفوظة 12 أكتوبر 2011 على موقع واي باك مشين.
374. ↑  "الخطوط القطرية" على قمصان برشلونة نسخة محفوظة 02 يوليو 2017 على موقع واي باك مشين.
375. ↑  "القطرية" وبرشلونة يمددان تعاقدهما نسخة محفوظة 21 أغسطس 2016 على موقع واي باك مشين.
376. ↑  برشلونة يوقع عقد رعاية بقيمة 58 مليون دولار سنويًا مع شركة يابانية نسخة محفوظة 02 مارس 2017 على موقع واي باك مشين.
377. ↑  برشلونة يجدد عقد الرعاية مع "نايكي" نسخة محفوظة 23 مايو 2016 على موقع واي باك مشين.
378. ↑  الشركات والمؤسسات التي ترعى النادي نسخة محفوظة 15 فبراير 2018 على موقع واي باك مشين.
379. ↑  [https://www.imdb.com/title/tt0254986/?ref_=ttrel_rel_tt معلومات عن الفيلم من موقع imdb نسخة محفوظة 11 يناير 2020 على موقع واي باك مشين.
380. ↑  فيلم برشلونة، 75 عاماً من التاريخ نسخة محفوظة 20 ديسمبر 2016 على موقع واي باك مشين.
381. ↑  فيلم نادي برشلونة (وثائقي) نسخة محفوظة 11 يناير 2020 على موقع واي باك مشين.
382. ↑  الفيلم الوثائقي برشلونة فريق الأحلام نسخة محفوظة 20 ديسمبر 2016 على موقع واي باك مشين. [وصلة مكسورة]
383. ↑  سلسلة حلقات خواطر 8 يتضمن الحلقة 21 رحلة إلى قلب نادي "برشلونة" نسخة محفوظة 20 يوليو 2017 على موقع واي باك مشين.
384. ↑  نجوم برشلونة يتقمصون دور البطولة في الفيلم إعلاني لجيليت نسخة محفوظة 31 أكتوبر 2017 على موقع واي باك مشين.
385. ↑  قائمة الكتب التي دونت تاريخ نادي برشلونة نسخة محفوظة 20 ديسمبر 2016 على موقع واي باك مشين.
386. ↑  شعار أكثر من مجرد نادي  نسخة محفوظة 21 سبتمبر 2011 على موقع واي باك مشين.
387. ↑  الشراكة مع اليونسيف  نسخة محفوظة 04 مارس 2016 على موقع واي باك مشين.
388. ↑  أهداف وبرامج الشراكة مع اليونسيف  نسخة محفوظة 30 يونيو 2013 على موقع واي باك مشين.
389. ↑  قيمة تبرعات النادي لليونسيف  نسخة محفوظة 02 يوليو 2013 على موقع واي باك مشين.
390. ↑  استمرار وضع شعار اليونسيف على زي النادي  نسخة محفوظة 03 مايو 2016 على موقع واي باك مشين.
391. ↑  تجديد الشراكة مع اليونسيف حتى عام 2016  نسخة محفوظة 16 مايو 2016 على موقع واي باك مشين. [وصلة مكسورة]
392. ↑  برشلونة واليونسيف يمددان عقد الشراكة نسخة محفوظة 07 مارس 2016 على موقع واي باك مشين. [وصلة مكسورة]
393. ↑  برشلونة يظهر جانباً إنسانياً بتضامنه مع أطفال فوكوشيما  نسخة محفوظة 04 مارس 2016 على موقع واي باك مشين.
394. 1 2
395. ↑  نادي برشلونة بي، من الموقع الرسمي للنادي  [وصلة مكسورة] نسخة محفوظة 07 يناير 2012 على موقع واي باك مشين.
396. ↑  حل نادي برشلونة سي عام 2007  نسخة محفوظة 04 مارس 2016 على موقع واي باك مشين.
397. ↑  معلومات عن نادي برشلونة لكرة السلة  نسخة محفوظة 04 مارس 2016 على موقع واي باك مشين.
398. ↑  معلومات عن فريق برشلونة لكرة اليد  نسخة محفوظة 04 مارس 2016 على موقع واي باك مشين.
399. ↑  معلومات عن نادي برشلونة لهوكي الجليد  [وصلة مكسورة] نسخة محفوظة 27 أبريل 2020 على موقع واي باك مشين.
400. ↑  بطولات النادي في هوكي الجليد  نسخة محفوظة 25 فبراير 2014 على موقع واي باك مشين.
401. ↑  معلومات عن فريق برشلونة لكرة القدم داخل الصالات  نسخة محفوظة 31 يوليو 2016 على موقع واي باك مشين.

## وصلات خارجية
- نادي برشلونة على موقع IMDb (الإنجليزية)
- نادي برشلونة على موقع الموسوعة البريطانية (الإنجليزية)
- نادي برشلونة على موقع ديسكوغز (الإنجليزية)
- (بالعربية) الموقع الرسمي
- (بالإنجليزية) صفحة النادي في الموقع الرسمي للاتحاد الدولي لكرة القدم
- (بالإنجليزية) صفحة النادي في الموقع الرسمي للاتحاد الأوروبي لكرة القدم
- (بالإسبانية) معلومات عن أعضاء الفريق
- (بالإنجليزية) برشلونة في موقع الدوري الإسباني